# Русское личное имя

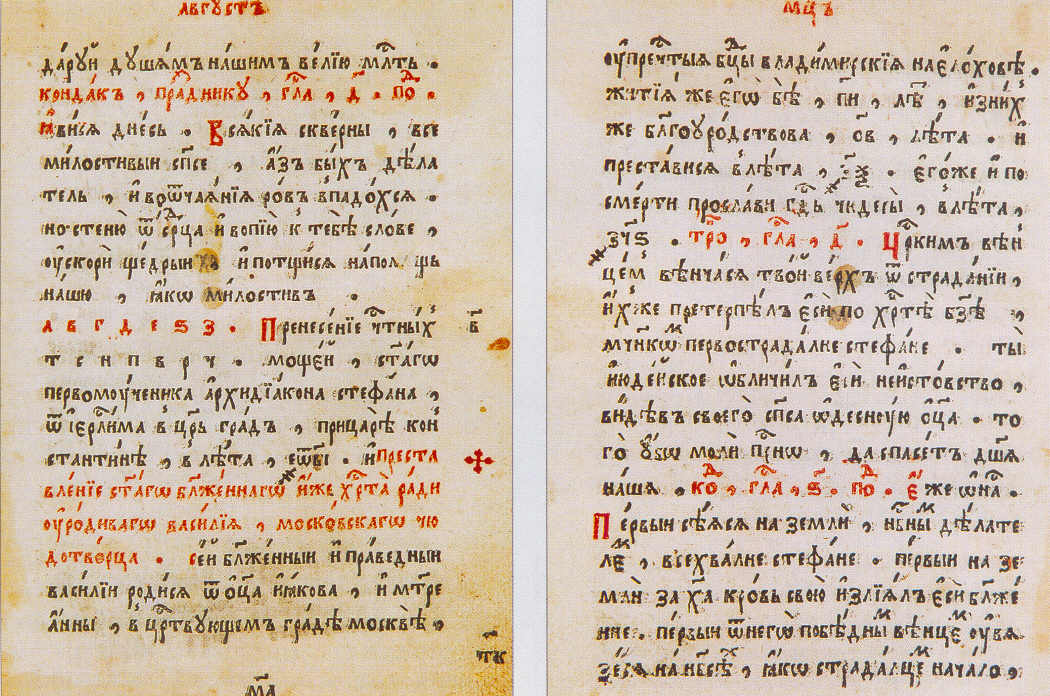
Святцы (Печатный двор, 1646 год)

Ру́сское ли́чное и́мя в русской традиции именования — личное имя, бытующее в русском языке, которое присваивается человеку при рождении или перемене имени. Отчасти русские личные имена совпадают с православными, которыми нарекаются при совершении таинства крещения или при монашеском постриге, но не тождественны им. Русские личные имена образуют особую систему в русском языке, достаточно компактную и ограниченную по составу; её функционирование отмечено рядом особенностей, несвойственных другим словам русского языка.
Формирование системы русских личных имён началось в дохристианский период истории Руси, однако именослов коренным образом изменился с принятием христианства. Долгое время в средневековой Руси имели хождение два типа личных имён: полученные при крещении канонические (церковные, календарные; как правило, видоизменённые) и неканонические (нецерковные). С XIV века начался процесс вытеснения из употребления неканонических имён, завершившийся к XVIII веку. В XX веке, после Октябрьской революции, сменилась концепция русского личного имени и начался новый этап в истории русских личных имён, отмеченный значительными переменами в русском именнике.
Среди современного русскоязычного населения используются имена календарные (примеры: Иван, Андрей, Яков, Юрий, Татьяна, Мария, Авдотья, Елизавета), а также некалендарные — древнеславянские (Станислав, Радомир, Добромила, Рада), старорусские (Ждан, Пересвет, Лада, Любава), новообразованные (Вилен, Авангард, Нинель, Эра), заимствованные в XX веке из западноевропейских и восточных языков (Альберт, Руслан, Жанна, Лейла). Под календарными именами (при всей условности понятия) подразумеваются традиционные русские имена, содержавшиеся до Октябрьской революции в православных церковных календарях — святцах, а со второй половины XIX века — также и в издававшихся массовыми тиражами светских календарях, соотнесённых с церковными. 95 % русскоязычного населения СССР в 1980-е годы являлись носителями календарных имён.
Современные словари русских личных имён объёмны по составу словников, но количество реально употребляемых имён невелико: по разным оценкам, активный именник XIX—XX столетий включает в себя не более 600 мужских и женских имён, с какой-либо регулярностью воспроизводившихся у нескольких поколений русских людей; основной костяк имён не превышает 300—400.

## Исторический обзор
В истории русских личных имён выделяются три периода:
- дохристианский, когда использовались самобытные, языческие имена, созданные средствами древнерусского языка;
- период после Крещения Руси, когда иноязычные канонические, христианские имена постепенно вытеснили из употребления языческие; в то же время небольшая часть исконно славянских дохристианских имён стала каноническими;
- современный период, начавшийся после Октябрьской революции, характеризующийся отменой статусных ограничений между календарными, каноническими и некалендарными именами, а также проникновением в русский именослов большого числа заимствований и активным имятворчеством.

### Дохристианские имена
В эпоху до принятия христианства, вплоть до конца X века, у восточных славян (предков современных русских, украинцев и белорусов) было принято использовать исключительно славянские имена, которые давались детям при рождении; в этот период ещё не было существенного различия между именем и прозвищем. Личное имя в древнерусском языке — рекло, назвище, прозвище, название, прозвание, проименование — в значительной степени напоминает именование в связи с тем или иным поводом, событием, наречением по случаю. Дохристианские имена были в употреблении на Руси в течение нескольких столетий после принятия христианства; они широко использовались параллельно с христианскими именами вплоть до начала XVII века.
Древнерусские имена исключительно богаты по составу. В «Словаре древнерусских личных собственных имён», составленном Н. М. Тупиковым и изданном в 1903 году, содержится 5300 мужских и 50 женских имён. Среди древнерусских имён выделяются следующие группы:
- Числовые имена. Среди них представлен весь числовой ряд от 1 до 10: Перва и Первой, Вторак, Третьяк, Четвертак, Пятой и Пятак, Шестак, Семой и Семак, Осьмой и Осьмак, Девятко, Десятой. Они отражают порядок рождения детей в семье.
- Имена, данные по внешним признакам, цвету волос и кожи. Весьма распространёнными были имена Черныш, Черняй, Чернява, Бел, Беляй, Беляк, Белуха. Также встречались имена, связанные с особенностями телосложения: Мал, Малюта, Малой, Долгой, Сухой, Толстой, Голова, Головач, Лобан, Беспалой.
- Имена, связанные с чертами характера, привычками и поведением. Встречались имена Забава, Истома, Крик, Скряба, Молчан, Неулыба, Булгак (беспокойный), Смеяна и Несмеяна.
- Имена, отражавшие желанность или нежеланность появления ребёнка в семье, отношение родителей к ребёнку: Богдан и Богдана, Бажен (желанный), Голуба, Любава, Ждан и Неждан, Хотен, Чаян и Нечай.
- Имена, связанные со временем года, в которое родился ребёнок: Вешняк, Зима, Мороз.
- Имена, связанные с животным и растительным миром: Бык, Волк, Щука, Кот, Кошка, Жеребец, Корова, Щавей (от щавель), Трава, Пырей. Предполагают, что такие имена могут отражать пережитки тотемных верований предков славян.
- Имена, связанные с поверьями, что «плохие» слова в состоянии отвращать злых духов, болезни, смерть: Горяин, Немил, Некрас, Нелюба, Неустрой, Злоба, Тугарин (от туга — печаль).
- Имена, связанные с соседними народностями: Чудин (от названия финно-угорского племени чудь), Карел, Татарин, Козарин (от названия хазар), Онтоман (от названия турок — оттоманы). История возникновения этой группы имён неясна: возможно, это были охранные имена (данные, чтобы не ссориться с соседями) или пожелательные (чтобы ребёнок был в чём-то похож на того, в честь кого давалось имя); возможно, эти имена связаны со смешанными браками.

Все вышеперечисленные имена относятся к семейным именам — то есть к тем, которыми людей именовали в кругу близких родственников. Однако при вступлении человека в самостоятельную жизнь, в более широкий социальный круг, его имя нередко дополнялось (а иногда заменялось) другим. Это происходило также в случае перемены места жительства или работы. Подобные имена-прозвища (см. прозвищное имя) общественно-бытового характера по разнообразию превосходят внутрисемейные имена, что объяснимо: у социально активного взрослого человека гораздо больше поводов для присвоения ему прозвания, нежели у ребёнка. Для значительного числа таких прозвищ установить причины наречения невозможно: они давались в связи с конкретными случаями, по каким-либо отдельным поводам. Однако среди социально-бытовых имён также выделяются некоторые группы: связанные с ремёслами (Шуба, Ложка, Дуло, Кузнец), с общественным положением (Князь, Царевич, Барышник), с происхождением (Француз, Тула), с чертами характера, иногда с употреблением слов в переносных значениях (Правда, Блоха, Ворона), а также с внешностью (Большой, Безнос).
При большом разнообразии дохристианских имён не все они были популярны. Всего лишь несколько десятков имён — из нескольких тысяч — относились к категории широко распространённых.
Повсеместное употребление дохристианских имён в быту привело к образованию множества дополнительных форм — сокращённых, уменьшительных, ласкательных. Так, от имени Бык образовалась форма Бычко, от Ждан — Жданко, от Кот — Коток, от Пузо — Пузейка, от Смирной — Смиря и т. п. Особо распространённые имена имели множество производных форм: например, от основы -бел- известны имена Бела, Белка, Белава, Белой, Белоня, Беляй, Беляш и др. — всего 18 производных; от основы -сем- известны 33 производных имени, в том числе Семаня, Семейка, Семушка. Как показал анализ текстов некоторых древних документов, уменьшительные формы имён иногда являлись свидетельством отношения родства: то есть человек по имени Бычко мог быть сыном или внуком того, кто носил имя Бык.
По мере роста влияния церкви на общественную жизнь Руси в XIV—XV веках дохристианские, языческие имена-прозвища постепенно вытеснялись из употребления. Однако они не исчезли из языка окончательно, став основой для образования большого числа русских фамилий (первый этап в формировании русских фамилий как раз относится к XV веку).
Среди дохристианских имён особняком стоят имена правящей династии Рюриковичей и знати. Эти имена выделяются тем, что почти все они — двухосновные, а для образования этих имён использовались слова, возвышенные по смыслу, символизировавшие власть, славу, воинскую доблесть. К таким именам относятся Владимир, Ярослав, Изяслав, Ярополк, Остромир, Святослав, Святополк, Вячеслав, Всеволод и др. Число таких имён невелико, и они имели ограниченное употребление, как правило, только в среде людей благородных сословий; у каждой ветви Рюриковичей был свой набор подобных имён. Некоторые из этих имён после канонизации Русской православной церковью их носителей вошли в число христианских имён; другие были надолго забыты и лишь в XX веке вновь вошли в русский именослов.
К дохристианскому периоду истории русских имён относятся и первые заимствованные имена в древнерусском языке. Они также связаны с династией Рюриковичей: это имена Олег, Игорь, Глеб, Ольга и некоторые другие. Все эти имена были заимствованы из скандинавских языков и, будучи именами знати, также имели ограниченное употребление.

### Формирование русского календарного именослова

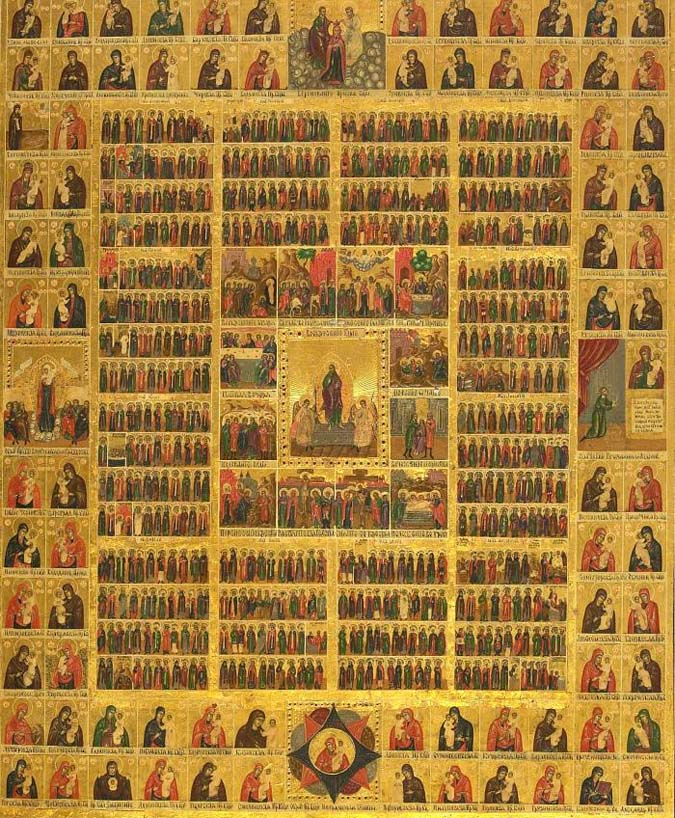
Икона «Минеи на год» (календарь на год) с изображением всех святых, расставленных по своим дням. Эти иконы находились в церкви в открытом доступе и были своего рода «наглядными» святцами, которые можно было посмотреть даже неграмотному человеку в любой момент

Принятие христианства Русью от Византии привело к появлению на Русской земле совершенно новых, чужеродных имён, неразрывно связанных с христианским таинством Крещения: согласно христианской традиции, крещение сопровождается наречением человека новым, христианским, именем. Наречение именем производилось в соответствии с богослужебными книгами — месячными минеями, в которых расписывались церковные службы на каждый день года с прославлением того или иного святого в день его поминовения. Церковный обычай диктовал наречение человека новым именем в честь христианского подвижника, прославляемого в день крещения (в некоторых случаях — в день рождения младенца, либо в один из дней в промежутке от рождения до крещения). Месячные минеи стоили чрезвычайно дорого, и не в каждом храме они имелись; эта проблема решалась составлением месяцесловов, или святцев — церковного календаря с кратким указанием церковных праздников и дней памяти святых.
Месячные минеи были в числе первых книг, переведённых с греческого на древнерусский язык. Однако имена попали на русскую почву — за редчайшими исключениями — не в переводах, а в своих подлинных иноязычных звучаниях, которые воспринимались как чуждые; значение имён было совершенно непонятно подавляющему большинству русских людей, и они воспринимались исключительно на слух. Подобное положение вещей обусловило, с одной стороны, длительное сосуществование христианских и нехристианских имён (человек, принявший при крещении новое имя, в миру именовался прежним, привычным, нехристианским), а с другой — активную ассимиляцию новых имён, которая иногда приводила к существенному видоизменению исходного имени.

#### Сосуществование новых и старых имён
Повсеместное параллельное использование на Руси христианских и нехристианских имён продолжалось вплоть до XVII века. Отчасти это было обусловлено тем, что родители (особенно принадлежавшие к низшим сословиям) нередко не могли повлиять на выбор имени для своего ребёнка: новорождённого крестили в соответствии со святцами. В средневековых писцовых книгах, например, зафиксированы случаи, когда в крестьянских семьях было несколько разновозрастных детей с одинаковыми крёстными именами. Число христианских имён в минеях XI—XIII веков было относительно невелико (около 400). Дохристианские имена-прозвища, отличавшиеся бо́льшим разнообразием и свободой употребления, в таких случаях позволяли наилучшим образом различать людей с одинаковыми именами, полученными при крещении. В XIV—XVI веках получила распространение модель именования человека по двум именам: крёстному (как правило, видоизменённому, адаптированному) и по прозванию. Например: Трофимко Царь, Федка Князец, Карп Губа, Прокопий Горбун, Амвросий Ковязин, Федка Большой, Сидорко Литвин. Эта модель именования была широко распространена во всех слоях общества. Примером подобного именования может служить имя московского боярина Андрея Кобылы, исторически достоверного предка дома Романовых, и нескольких других боярских и дворянских фамилий, а также имена его сыновей, среди которых — Семён Жеребец, Александр Ёлка, Фёдор Кошка. Таким же образом именовались люди в среде ремесленников: например, первопечатник Иван Фёдоров часто подписывался Иван Фёдоров сын Москвитин, где Фёдоров сын — отчество, а Москвитин — нехристианское имя-прозвище.

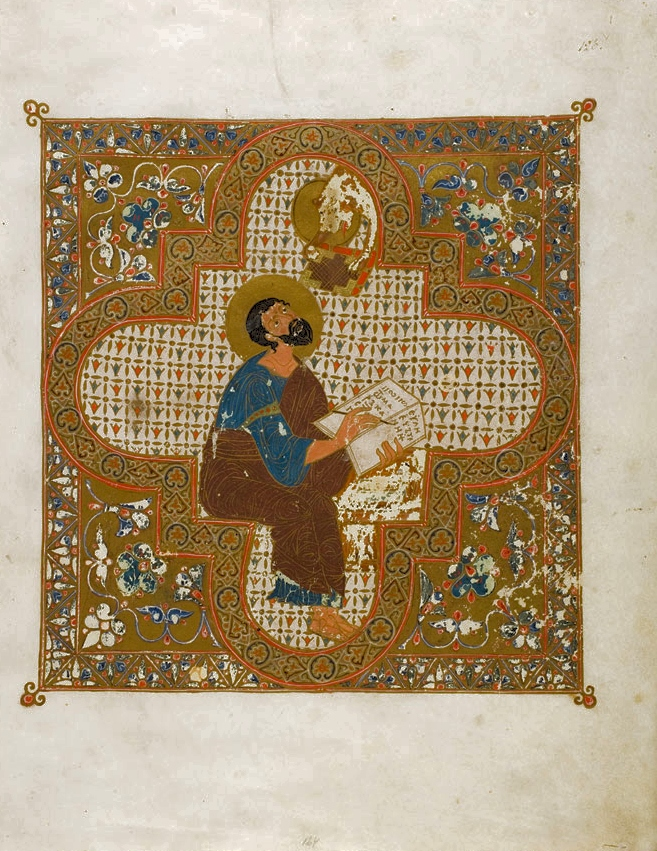
Знаменитое Остромирово евангелие (сер. XI века) было заказано Остромиром, внуком Добрыни, дедом Вышаты и прадедом Путяты. При этом другого его правнука звали Иоанном, а отца — Константином

Роль православной церкви на Руси в XI—XIV веках неуклонно возрастала; её влияние как объединяющего духовного центра стало особенно значимым после татаро-монгольского нашествия, а также в период феодальной раздробленности русских земель, отмеченный многочисленными княжескими междоусобицами. Начавшийся в XIV веке процесс объединения русских земель привёл к ещё большему усилению роли церкви в политической и общественной жизни Руси. Под её влиянием многочисленные князья, отпрыски правящей династии Рюриковичей, постепенно отказывались от своих дохристианских имён и всё чаще участвовали в политической жизни под именами, принятыми при крещении. В этом отношении показательны имена русских князей XII—XIV веков. Например, некоторые дети великого князя киевского Юрия Долгорукого (Юрий — видоизменённое христианское имя Георгий) известны по летописям под именами, принятыми при крещении, — Андрей Юрьевич Боголюбский, Иван Юрьевич, Михаил Юрьевич; тогда как их братья вошли в историю под дохристианскими именами — Всеволод Юрьевич Большое Гнездо (в крещении — Дмитрий), Ростислав Юрьевич, Святослав Юрьевич. Дети Всеволода Большое Гнездо также упоминаются в летописях под различными именами — христианскими и мирскими. Так, Святослав Всеволодович, в крещении Гавриил, известен под своим древнерусским именем, тогда как его братья — Константин Всеволодович и Юрий Всеволодович упоминаются под именами христианскими.

Борис и Глеб, первые русские святые. Новгородская икона XIV века

В XI—XIV веках некоторые древнерусские имена вошли в именослов православной церкви. Владимир Святославич, креститель Руси, официально почитается как святой равноапостольный с XIV века (а его культ сложился ещё раньше); его сын Ярослав Мудрый формально не входил в список святых, но тем не менее тоже почитался и прославлялся церковью. Наконец, сыновья Владимира Крестителя Борис и Глеб, убитые Святополком Окаянным, были канонизированы Русской православной церковью и стали первыми русскими святыми. Имена Бориса (Борис — вероятно, сокращённое имя от Борислав) и Глеба (Глеб — раннее заимствование из скандинавских языков) в крещении — Роман и Давид, Ярослава Мудрого — Георгий, а Владимира Крестителя — Василий. Тем не менее православная церковь почитала этих князей не под христианскими именами, а под мирскими; тем самым произошло введение этих имён в православный именослов. Однако эти примеры — исключение из общей тенденции. Лишь несколько древнеславянских имён включались в церковные календари — древнерусские княжеские Борис, Вячеслав, Мстислав, Ростислав, Святослав, Ярослав, — а большинство древнерусских имён под давлением церкви постепенно выходили из употребления. Даже в семьях рода Рюриковичей постепенно отказывались от своих традиционных династических имён в пользу христианских — не только в общественной жизни, но и в узком семейном кругу. Также в княжеской и других семьях (в XIV—XVI веках) существовала ещё одна традиция двойных имён: иногда младенцу давали т. н. прямое имя — христианское имя, которым младенец нарекался в честь того святого, память которого отмечалась в день его рождения. Оно являлось дополнительным, не «публичным» именем; в подавляющем большинстве случаев человека называли другим, основным именем, данным при крещении, которое было и ранее употребительным в его семье. Например, царевич Дмитрий Углицкий был назван княжеским именем «Дмитрий» в честь предка Дмитрия Донского, а в честь святого Уара, день которого приходится на 19 октября, когда он был рождён, мальчик был ещё и Уаром.
Тем не менее процесс вытеснения дохристианских имён растянулся на несколько веков; только к началу XVIII века они окончательно перестали использоваться как личные имена. Ю. А. Рылов в связи с этим отмечал:
Лишь когда христианские имена «обросли» ассоциациями агиографического, культурного, фольклорного, исторического характера, обрели краткие и диминутивные формы и стали восприниматься как русские, потребность в понятном имени отпала, а сами мирские (некалендарные) имена перешли в разряд прозвищ.

#### Состав христианских имён
Новые имена, пришедшие на Русь с принятием христианства, были неоднородны по своему составу. Наибольшая часть этих имён — собственно греческие, которые использовались в Византии в качестве личных имён («прародители» таких русских имён, как Александр, Герасим, Епистима, Епифаний, Парфений; Анастасия, Варвара, Евпраксия, Фаина). Выделяется группа имён латинского происхождения, также имевших хождение в Византии (Валерий, Лаврентий, Роман; Валентина, Руфина, Юстина). Наконец, особую группу имён образуют библейские имена — имена библейских персонажей, почитаемых в христианской традиции. Наибольшее число библейских имён — это древнееврейские имена, встречающиеся в Ветхом завете (Елисей, Иона, Михаил, Рувим; Анна, Дебора, Ревекка). Имена персонажей Нового завета — как греческие (Андрей, Лука, Пётр, Филипп и другие), латинские (Марк, Павел) или арамейские (Варфоломей, Фома), так и древнееврейские (Мария, Иисус, Иоанн, Иуда). Негреческие имена до того, как попасть в древнерусский язык, уже подверглись эллинизации в силу их активного употребления в Византии. Помимо этого, все христианские имена попали на Русь опосредованными в языке южных славян, принявших христианство ранее.

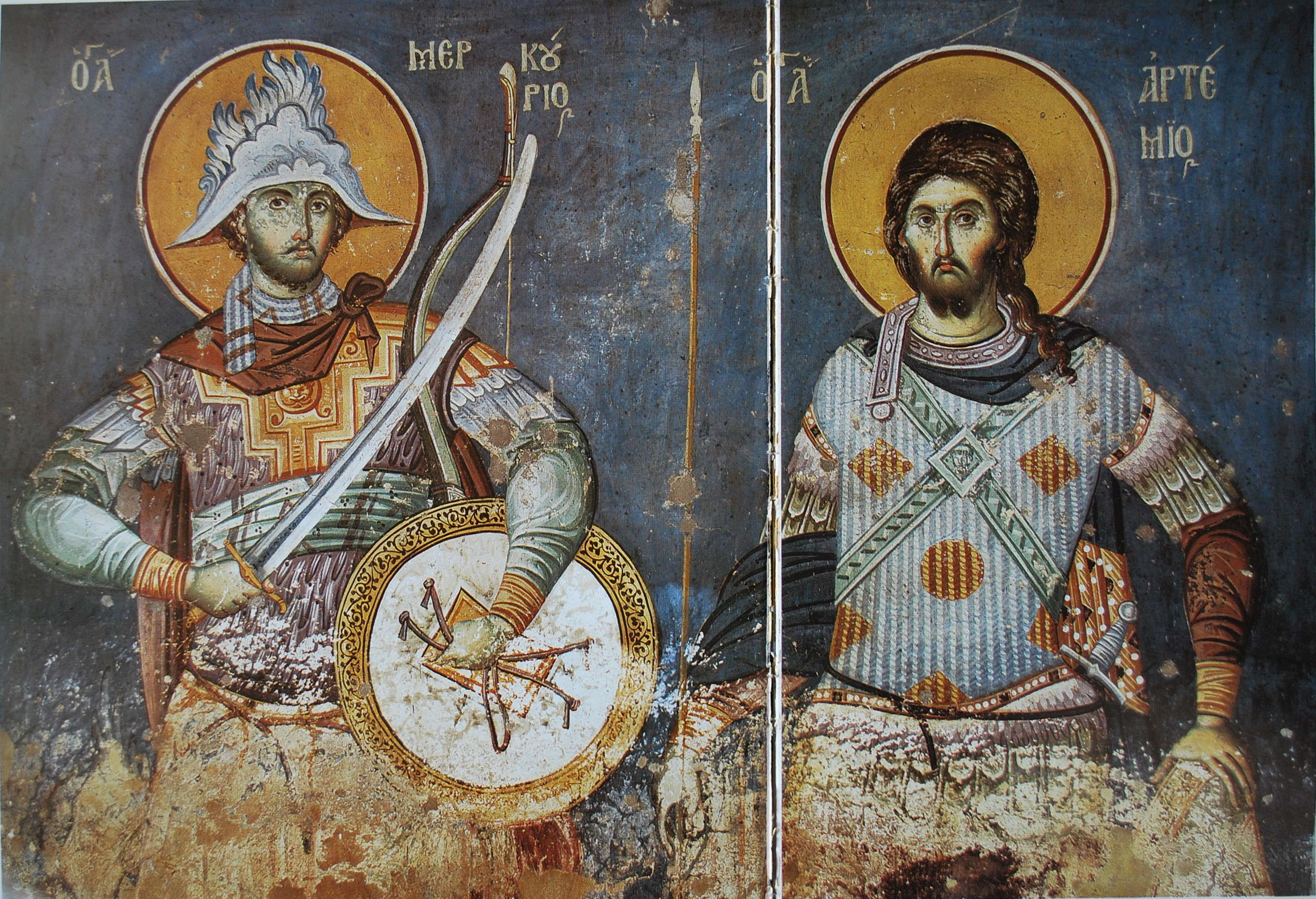
Святые Меркурий Кесарийский и Артемий Антиохийский (фреска на Афоне, 1290—1310) — христианские мученики, почитаемые церковью; их имена обнаруживают явную связь с именами языческих божеств

Несмотря на то, что новые имена были напрямую связаны с христианством, ничего специфически христианского, кроме принадлежности имени тому или иному святому, в большинстве имён не содержится. Более того, среди них наличествует значительная категория имён, в которых обнаруживаются отголоски античного язычества: Аполлон, Аполлоний, Аполлинарий (связаны с культом Аполлона); Артём (от имени Артемиды); Венерий (от имени Венеры); Дионисий, Денис (от имени Диониса); Димитриан, Дмитрий («относящийся к Деметре»); Март, Мартиан, Мартин, Мартиниан («посвящённый Марсу»).
Следы античных культов прослеживаются и в других именах, этимология которых не столь очевидна. Ни одно из античных божеств не имело единственного имени, а помимо имён, в античную эпоху широко использовались в именовании богов многочисленные эпитеты (имена-прославления: Зевс — «громовержец», Афина — «совоокая», Янус — «двуликий») и культовые имена, использовавшиеся во время религиозных торжеств. С божествами ассоциировались определённые атрибуты: например, с Герой и другими богинями — диадема («стефанос»). Больше всего эпитетов и культовых имён имел Зевс; среди них — Аристархос («лучший + повелевать»), Басилейос («царственный»), Георгиос («землепашец»), Иринеос («мирный»), Макариос («счастливый, блаженный»), Никефорос («победоносец»), Панкратес («всесильный»). Эпитеты Марса — Валериус («быть здоровым, сильным»), Виктор («победитель»), Модестус («скромный»), Феликс («счастливый, благополучный»). Среди эпитетов Афродиты — Маргаритес («жемчужина»), Пелагос («морская»). Некоторые эпитеты соотносились сразу с несколькими богами: таковы Августус («величественный, священный»), Максимус («величайший»). В приведённых примерах легко угадываются прообразы имён Степан, Аристарх, Василий, Ириней, Никифор, Валерий, Модест, Маргарита, Пелагея, Максим и других. Имена не только собственно греческих или римских божеств оставили свой «след» в христианских именах; некоторые происходят от имён языческих богов иных религий. Имя Таисия образовано от греческой фразы «та Исиос», то есть «принадлежащая Исиде», древнеегипетской богине. Её же имя обнаруживается в имени Исидор (в обрусевшем виде — Сидор). Длительная толерантность к подобным именам в христианстве объясняется его стремлением преобразовывать, переинтерпретировать, а не отрицать культуру, общество, а также отрицанием представления о т. н. магии имени.
Эпитеты богов в Римской империи употреблялись как личные имена, и в эпоху становления христианства в I—IV веках они были распространёнными именами обычных людей. В этот период эта религия ещё подвергалась преследованиям со стороны государства, и её собственная культура только обретала свои формы. В этой связи совершенно естественно, что носителями дохристианских имён являлись и первые христианские мученики. Поэтому после того, как сложилась традиция составления мартирологов и записи житий, античные имена оказались зафиксированными как имена христианские, и впоследствии никогда не возникал вопрос об их исключении или изменении.
Некоторые христианские имена восходят к древнеримским личным или родовым именам: таковы Марк, Павел, Юлий.
И Римская, и Византийская империи включали в свой состав многочисленные народы, поэтому в составе христианских имён имеются восходящие к именам из арамейского, персидского, коптского языков. Например, имя Пафнутий восходит к др.-егип. (коптскому) pa-ph-nuti' «тот, кто принадлежит Богу», Варлаам — к халдейскому «бар лахам» («сын + хлеб (тучность, бог)»), Варсонофий — к арамейскому «бар сунуфу» («сын + воин или отряд»). Подобные имена также были распространёнными именами простых людей и в состав христианских попали аналогично описанным выше греческим и римским.

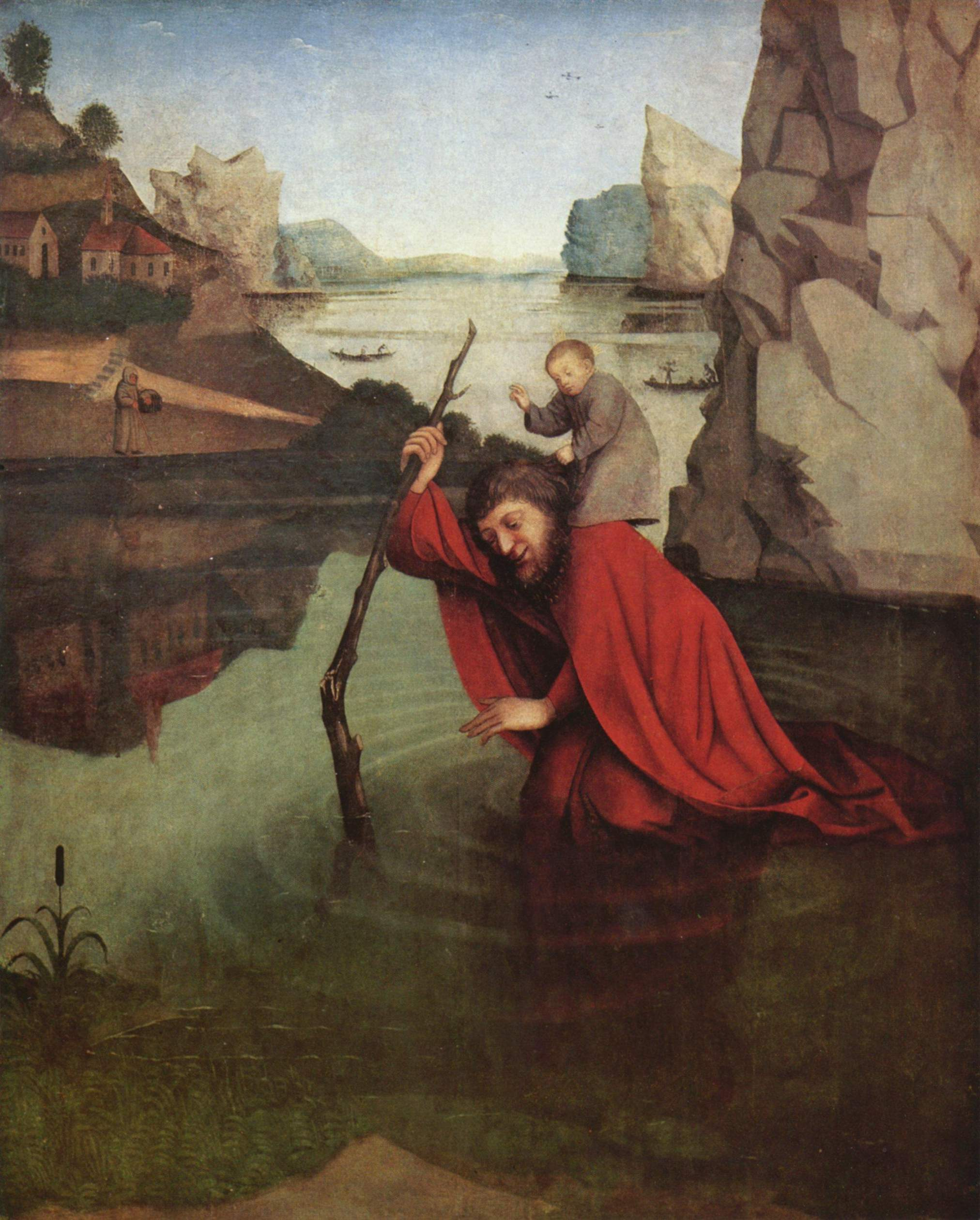
Имя «Христофор» находило буквальное истолкование (по крайней мере, на Западе): считалось, что святой Христофор перенёс через реку младенца Христа

Число собственно христианских имён по причинам, указанным выше, сравнительно невелико; некоторые из них образовывались как теофорные, то есть включали в себя компонент [фео]- («Бог»): например, греческие Феофилакт («богохранимый»), Феодосий («данный Богом») и т. д. Другие содержали указания на личные качества идеального христианина: Григорий («бодрствующий»), Христофор («носящий Христа»), Христодул («раб Христа»), Пимен («пастух», в переносном значении: наставник, пастырь), Евсевий («благочестивый»), Евлогий («благоречивый») и другие.
Характерной особенностью антропонимов является быстрая утрата связей с исходным значением либо погашение, затушёвывание этимологии. Поэтому имена «языческие» не воспринимались таковыми в Византии; ведущим являлось не до-антропонимическое (этимологическое) значение — эпитет божества или прославленное родовое имя, или черта характера, — а от-антропонимическое: имя христианского святого или некая христианская идея. Тем более этимологические связи утрачивались, обрывались при переходе имени в другой язык. Так, христианские имена, значение которых сводилось к имени того или иного святого, воспринятые старославянским языком, оставались для непросвещённых слоёв населения непонятными. Этим объясняется и широкое распространение в народной среде вторых «говорящих» имён, имён-прозвищ. Отчасти это объясняется и тем, что подавляющее большинство имён заимствовалось в виде, близком к исходному греческому, и только пять имён были калькированы: Пистис, Элпис, Агапэ, Леон, Синесий стали именами Вера, Надежда, Любовь, Лев, Разумник. Утрата этимологических связей привела к тому, что в современности восстановить исходное значение некоторых имён можно лишь предположительно.
Таким образом, имена, ставшие христианскими, в большинстве своём появились до самого христианства (имя Александр, например, встречается у Гомера (VIII век до н. э.) как имя-прославление Париса). Они были восприняты новой религией, переинтерпретированы, ассимилированы ей и сохранились до наших дней как элемент религиозной культуры.
Это отражало объективный исторический процесс смены одной культуры и образования на её субстрате культуры новой.

#### Ассимиляция новых имён
Ассимиляция новых имён средствами древнерусского языка началась практически сразу же после начала христианизации Руси. Немаловажно, что для древнерусских церковных книг изначально характерны определённая вариативность написания тех или иных имён, разночтения и ошибки. Единожды утверждённых и обязательных для всех списков имён в средневековой Руси не существовало: святцы постоянно редактировались, дополнялись и видоизменялись, поэтому в церковных книгах разных храмов имя одного и того же святого могло различаться по написанию.

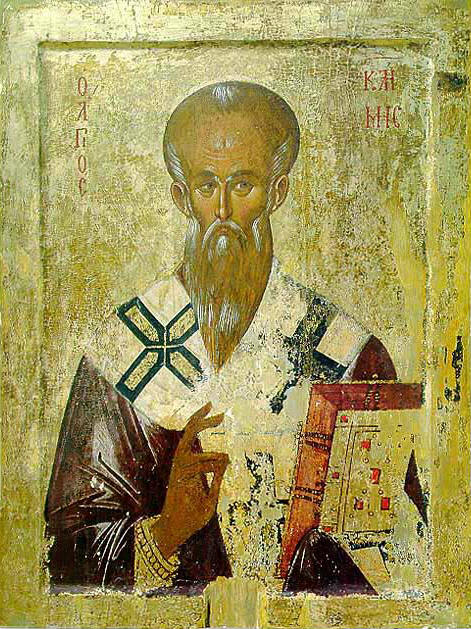
Святой Климент Охридский: на болгарской иконе его имя написано (греческими буквами) как «Климис» — тоже с изменением

Ранние древнерусские рукописи XI—XII веков фиксируют имена в уже изменённом виде по сравнению с греческими первоисточниками. Так, вместо имён Екатерина, Нестор, Дамиан, Киприан, Даниил в церковных книгах того времени встречаются имена Катерина, Нестер, Демьян, Куприян, Данил. Отчасти это объясняется тем, что над составлением святцев и переписью церковных книг на Руси работали не только греки, но и выходцы из южных славян. Для последних ассимилированное славянское произношение иноязычных имён было более приемлемым.
Одновременно с распространением имён проистекала их народная ассимиляция через устную речь. Усвоение новых имён древнерусским языком происходило посредством перестановки гласных и согласных звуков, замены некоторых звуковых сочетаний на более привычные, которые соответствовали особенностям русского языка, а также образованием кратких, уменьшительных и ласкательных форм.

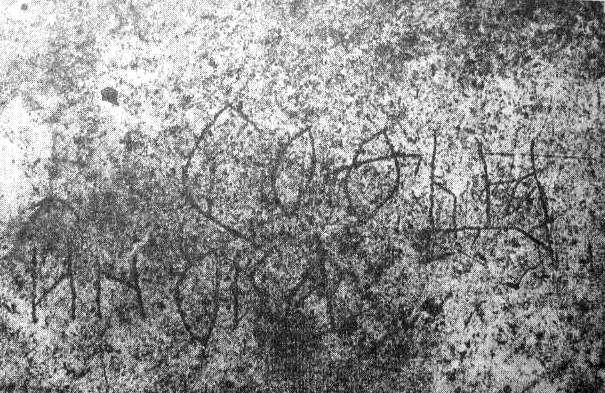
Надпись на могиле великой княгини Софьи Витовтовны гласит «Софья инока», а не «София» (1453 год)

При всём кажущемся разнообразии видоизменений, которым подверглись новые имена в русском языке, задействовались одни и те же приёмы, обусловленные своеобразием русской фонетики. Так, последовательно из заимствованных имён устранялись двоегласные и троегласные созвучия (зияния): Иоаким трансформировалось в Аким; Иулиания → Ульяна; Даниил → Данил, Данила; Иоанн → Иван; Феодор → Фёдор; Феофан → Фофан; Эмилиан → Емельян; Валериан → Валерьян; Иеремия → Еремей; Диомид → Демид; Симеон → Семён.
Сходным адаптационным приёмом стало усечение имён, начинающихся на гласную, с целью сократить количество слогов: Елизавета → Лизавета; Екатерина → Катерина; Анастасия → Настасья; Иларион → Ларион; Афиноген → Финоген; Ювеналий → Веналий. Как правило, такой трансформации подвергались слишком длинные, многосложные имена, но не только: Агафон → Гапон, Исидор → Сидор. Гласные в некоторых случаях исчезали внутри основ, также способствуя образованию более краткой формы имени: Димитрий → Дмитрий; Доримедонт → Дормедонт; Серапион → Серпион; Параскева → Прасковья. Отмечается также замена начальных гласных: Елена → Алёна, Олёна; Ирина → Арина, Орина; Евсей → Авсей; Онисим → Анисим; Зосима → Изосим. Однако гласные заменялись не только в начале: Мартин → Мартын; Геласий → Галасий; Матрона → Матрёна; Вукол → Викул, Викула; Киприан → Куприян; Мелания → Малания; Артамон → Артемон.
Несколько иная ситуация складывалась с удвоенными согласными. Изначально они из имён постепенно исчезали: Архипп → Архип; Филипп → Филип; Кирилл → Кирил; Аввакум → Абакум. Однако значительно позднее, уже в XVIII—XIX веках, под влиянием характерных заимствований из западноевропейских языков с удвоенными согласными (ср. нем. Offizier, фр. brillant) отмечался обратный процесс. Согласные стали удваиваться в тех именах, в которых удвоения не было изначально: Иларион → Илларион; Сава → Савва; Елисей → Елиссей; Маркел → Маркелл.
Характерными приёмами ассимиляции иноязычных имён стала перестановка местами согласных, исчезновение одного из сдвоенных согласных либо замена одного согласного другим. Таким образом достигалось наилучшее соответствие заимствованного имени особенностям фонетики русского языка: Флор → Фрол; Садок → Садко; Парфён → Панфёр; Евдокия → Авдотья; Антонина → Антонида; Евстафий → Астахий, Остап; Гликерия → Лукерья; Георгий → Егорий, Егор; Авксентий → Аксентий, Аксён; Иосиф → Осип; Косма → Кузьма; Мефодий → Неходий, Нефёд. В некоторых именах добавлялся согласный звук по модели созвучных имён: Адриан → Андриан, Андриян по модели имени Андрей.
Имело место существенное усечение имён с образованием краткой формы: Аполлинария → Полина; Климент → Клим; Пантелеимон → Пантелей; Андроник → Андрон. Некоторые имена подвергались комплексному воздействию различных приёмов, что приводило к значительным изменениям первоначального имени: Георгий → Юрий; Феофилакт → Филат; Агриппина → Аграфена; Хрисанф → Кирсан; Ермолай → Ермак; Леонида → Нелида.

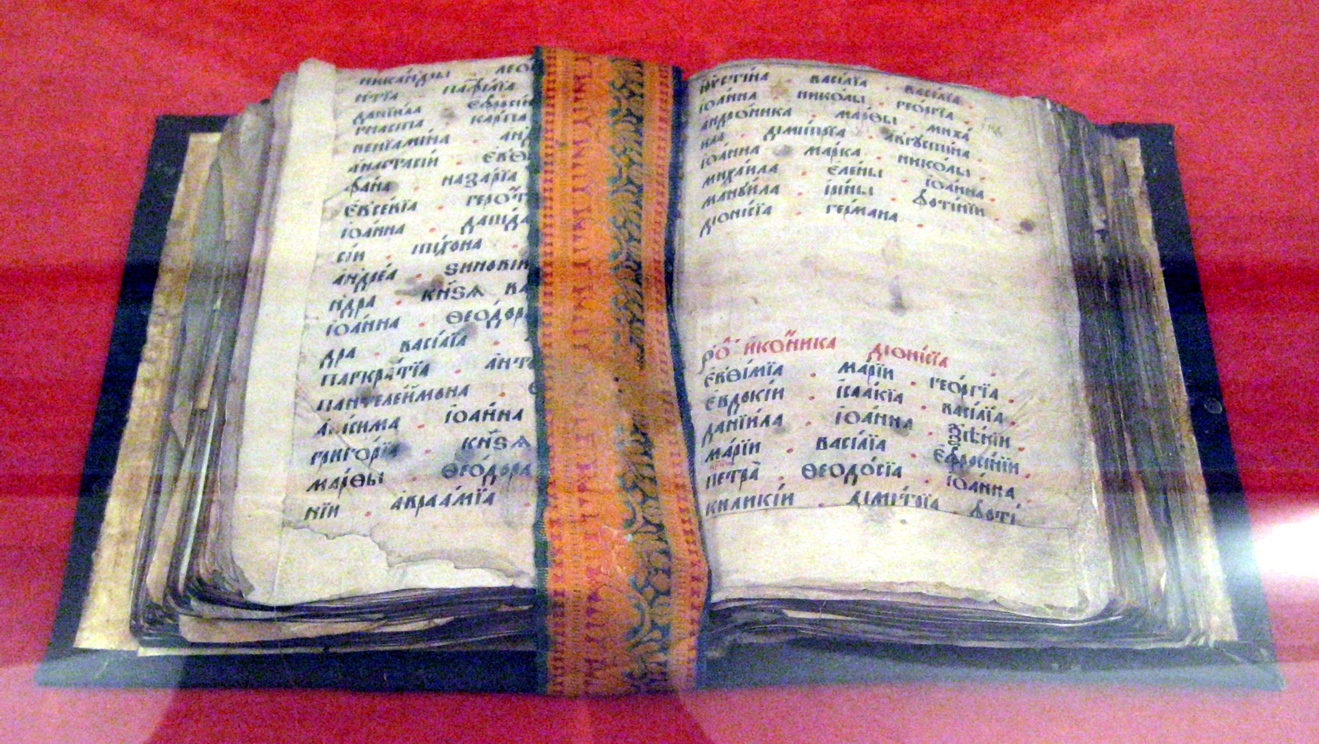
Синодик Ферапонтова монастыря. Запись рода Дионисия (XVII век) позволяет рассмотреть варианты написания множества русских имён

Немало народных форм имён образовывалось с помощью суффиксов -ий и -ей, типичных для мужских имён (в безударном положении — как правило, -ий: Вита́лий; в ударном — -ей: Андре́й). Суффиксы присоединялись к именам, которые их в изначальной форме не имели: Марес → Маресий; Харитон → Харитоний; Климент → Климентий; Ефрем → Ефремий; Тарас → Тарасий. Однако шёл и противоположный процесс; заимствованные имена, имеющие суффиксы, усекались: Власий → Влас; Дионисий → Денис; Елисей → Елис; Евгений → Евген; Макарий → Макар; Антоний → Антон; Игнатий → Игнат; Кондратий → Кондрат. По сходной модели подвергались трансформации мужские имена древнееврейского происхождения, оканчивающиеся на -ия: Анания → Ананий → Анан, Захария → Захарий → Захар. В заимствованных именах на -ий нередко смещалось ударение и заменялся суффикс, тем самым образовывались новые формы имён: Се́ргий → Серге́й; Але́ксий → Алексе́й; Го́рдий → Горде́й; Васи́лий → Васи́ле́й; Мо́кий → Моке́й (а также с усечением основы на один слог: Корни́лий → Корне́й, Евсе́вий → Евсе́й). Аналогичный процесс происходил с некоторыми женскими именами: Кла́вдия → Клавде́я; Зино́вия → Зинове́я; Патри́кия → Патрике́я; Пела́гия → Пелаге́я.
Ещё одним способом ассимиляции стало добавление окончаний -о (в окающих диалектах) или -а (в акающих диалектах) после «л» в мужских именах: Михаил → Михайло, Михайла; Гавриил → Гаврило, Гаврила; Даниил → Данило, Данила; Кирилл → Кирило, Кирила.
Исходные имена, нередко многосложные, с удвоенными гласными, торжественно звучащие, хорошо ложились в канву православного богослужения с произнесением молебствий нараспев. Однако эти имена не всегда были удобны для повседневного употребления в быту. Поэтому процесс ассимиляции христианских имён в русском языке в основном шёл по пути образования кратких форм, с твёрдым, энергичным звучанием.
Географ и топонимист XIX века В. В. Григорьев, обращавшийся к вопросам русской народной ономастики, отмечал:
Как посмотрим мы с точки зрения нынешней нашей образованности на эту работу предков, куда дикой, нелепой и бестолковой кажется нам она <…> А между тем не так оно <…> Вглядимся внимательно в эту работу их и увидим, что она вовсе не топорная; напротив, в некоторых случаях — даже художественная, и всегда систематическая.
Влияние устной народной традиции именования было несомненным и определяющим, и её воздействие отмечено в церковных именословах. Уже к XIV веку многие имена приобрели тот облик, который впоследствии не изменялся. Некоторые ассимилированные формы имён впоследствии стали основными, документальными, были признаны литературной нормой; другие в силу позднейших исторических процессов перешли в разряд разговорных или просторечных форм.

#### Разделение народной, литературной и церковной форм имён
В XVII веке стали формироваться три чётко противопоставленные друг другу группы имён: народная (разговорная), литературная и церковная. Мощным катализатором этого процесса послужила церковная реформа патриарха Никона в 1650-е — 1660-е годы. Одним из направлений реформ стало исправление старых церковных книг, в которых из-за множественного переписывания подчас не слишком квалифицированными средневековыми писарями содержалось большое число неясных мест, ошибок и разночтений. В силу этого в различных российских епархиях богослужение проводилось по-разному. Патриарх Никон задался целью унифицировать церковную службу и исправить ошибки в богослужебных книгах, в том числе в минеях и святцах. Для этого осуществлялись новые переводы с греческих оригиналов; первые исправленные книги отпечатаны по повелению Никона в 1654 году.

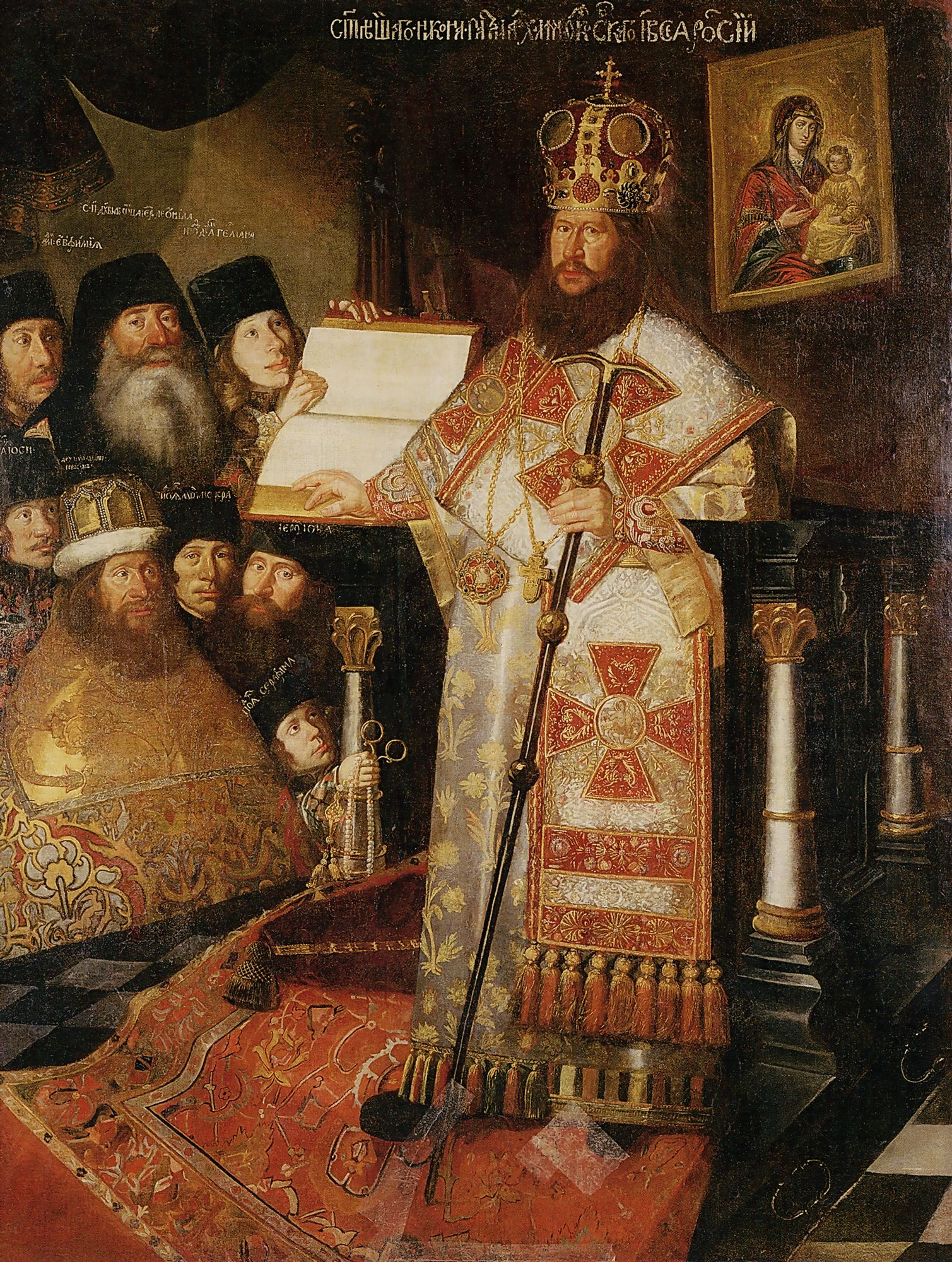
Портрет патриарха Никона (начало 1660-х годов)

Однако переводы осуществлялись не единовременно, в разных местах и специалистами различной квалификации. Значительный вклад в эту работу внесли церковные деятели Юго-Западной Руси: их приглашали в связи с тем, что в Русском государстве того времени существовал дефицит специалистов в силу общей слаборазвитости образования. К этой работе также привлекались люди, подчас не знавшие устной традиции греческого языка; при транскрипции имён они ориентировались не на произношение, а на написание (это привело к ряду ошибок в именах). Все эти обстоятельства обусловили то, что вновь вводившиеся в церковное употребление «исправленные» имена оказались значительно ближе по написанию и произношению к Киевской традиции, нежели к греческому языку (реформы Никона отразились в целом на церковнославянском языке русского извода.
Таким образом, случился разрыв между сложившейся в русском языке традицией произношения и написания имён и официально установленными церковными порядками. В результате реформ в церковный обиход (а следом за ним — в деловой документооборот) возвращались формы имён, от которых устная традиция отказалась: вернулись двоегласные и троегласные созвучия: Дамиан, Иоанн, Кассиан, Даниил вместо уже утвердившихся Демьян, Иван, Касьян, Данил. Реформе подверглось в том числе написание и произношение имени Христа: до реформы оно писалось Ісус, после — Іисус. Видоизменились имена с окончанием на ударный суффикс -ей: вместо Василей, Сергей, Алексей документально правильной формой стали считаться Василий, Сергий, Алексий. Из святцев последовательно исключались народные, привычные, узнаваемые формы имён.

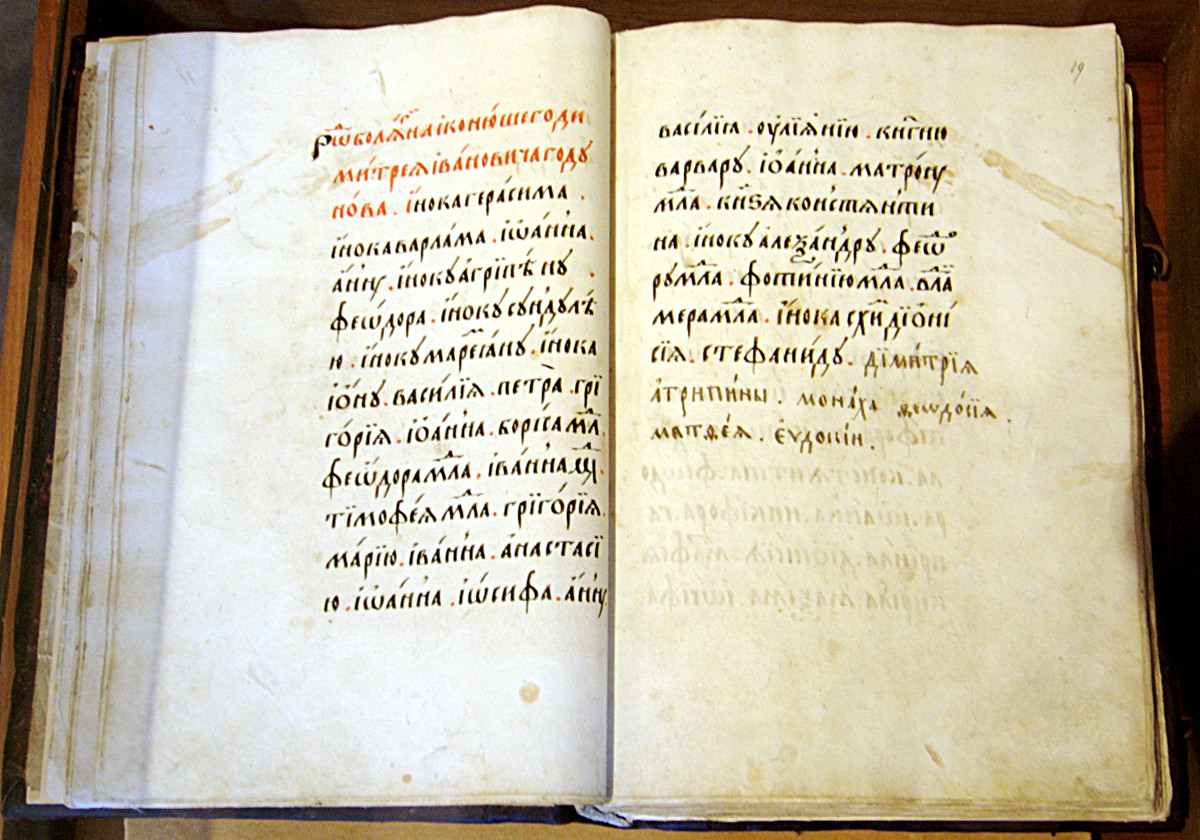
Синодик Ипатьевского монастыря. Конец XVII — начало XVIII века

Реформы Никона привели к расколу; приверженцы дореформенных церковных установлений — старообрядцы — подвергались жестоким преследованиям и были вынуждены переселиться на север страны и в Сибирь. В отдалённости от центральной власти на протяжении веков они смогли сохранить многие черты русского быта XVII века и дореформенные церковные обряды, в том числе практику именования, дореформенные написание и произношение имён. В среде старообрядцев использовались исключительно традиционные формы имён: с отсутствующими удвоенными согласными (Филип, Архип, Висарион, Сава, Кирил), без зияний (Фёдор, Исак, Аврамий) и т. п.
Вмешательство в ход развития системы русских имён было насильственным и не слишком продуктивным. Меры, предпринятые патриархом Никоном и его продолжателями, в большей степени способствовали формированию отдельного корпуса церковных форм имён, нежели переломили естественное развитие русского именослова. Языковеды А. В. Суперанская и А. В. Суслова отмечали:
Никоновская «справа» церковных книг не могла вернуть русским именам их греческий облик, потому что они его никогда не имели. Имена бытовали у нас в «ославяненном» виде, благодаря этому они сравнительно легко проникали в живой разговорный русский язык. Никоновские реформы лишь увеличили вариантность в написании имён, отдалив официальный церковный перечень имён от тех форм, которые бытовали в народе.
Искусственность воздействия на русский именослов, неустойчивость церковных форм имён иллюстрируют метрики в церковных книгах XVIII века. Встречаются записи, которые можно отнести к лингвистическим курьёзам, вроде: младенца нарекли именем Феодор, а обряд проводил отец Фёдор; младенец получил имя Иоанн, а восприемником (крёстным отцом) записан человек по имени Иван и т. п.
До конца XVII века литературной нормой русского языка был церковнославянский язык в его московском варианте; это положение вещей сохранялось и после никоновских реформ. Однако светская письменная речь не могла игнорировать нормы живой устной речи, и довольно скоро в различных нецерковных документах конца XVII века стали общеупотребительными прежние, дореформенные варианты некоторых особенно распространённых русских имён. В немалой степени формированию литературной нормы, отличной от церковной, способствовали реформы Петра I в начале XVIII века. Введение гражданского шрифта для издания светской литературы сопровождалось исключением некоторых букв из русского алфавита; область применения полуустава, шрифта, на котором издавались книги на церковнославянском языке, была ограничена только церковными книгами. Нововведения отразились на написании имён.

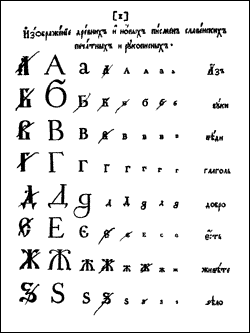
Страница русского алфавита, собственноручно отредактированная Петром Великим

Специальный указ Петра I, регламентирующий именование людей в официальных документах, в качестве обязательных требований устанавливал запись по имени, данному при крещении, отчеству и фамилии. Это окончательно вывело из употребления дохристианские имена-прозвища, которые до того ещё встречались в документообороте, и способствовало генерации и развитию корпуса русских фамилий, а также установлению норм именования по отчеству.
Вообще новое законодательное положение требовало указания имени, данного при крещении, однако де-факто с новыми требованиями некоторые наиболее распространённые имена признавались в народных формах, а не церковных; тем самым они становились литературной нормой. В начале XVIII века имена Иван, Егор, Осип, Авдотья и ряд других, обиходная форма которых сильно отличалась от канонической, стали документальными формами имён; Иоанн, Георгий, Иосиф, Евдокия оставались в основном только в церковном употреблении.

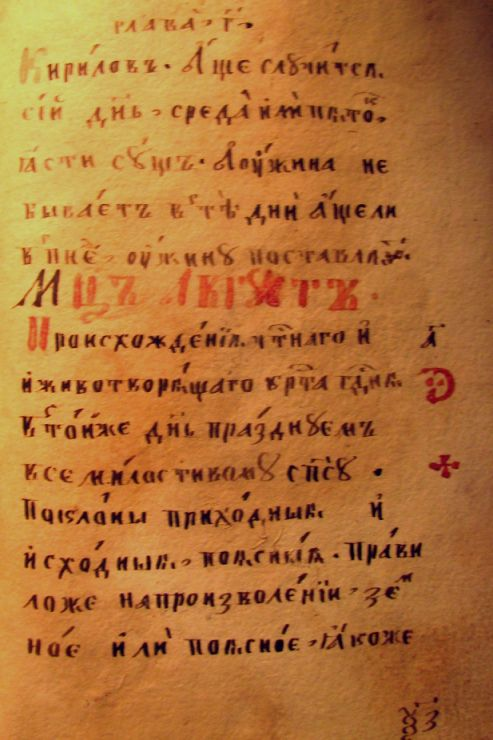
Рукописный месяцеслов (1820-е годы)

В XVI—XVII веках при обращении человека низшего сословия к персоне из высшего или при обращении нижестоящего чиновника к вышестоящему сформировалась традиция именовать себя посредством особой уничижительной формы — полуименами: Абрашко, Нестерко, Ивашка, Петрушка, Васька вместо Абрам, Нестер, Иван, Пётр, Василий. Более того, у разных социальных групп полуимена могли различаться; так, монахи подписывались: старчище Нефёдище, Абрамище, Василище и т. п. Использование полуимён в допетровские времена было обязательным условием письменного этикета и документооборота, однако новые правила именования вывели полуимена из официального письменного обращения. Тем не менее процесс установления новых правил именования в официальных документах в силу обширности Российской империи растянулся во времени и до окраин дошёл спустя многие десятилетия. Даже в начале XIX века в сибирских деловых бумагах можно встретить записи имён в форме Митрошка, Ивашка, Митька и т. п. Несмотря на исключение полуимён из документов, они продолжали существовать и активно использоваться в устной речи в течение долгого времени. Причиной тому были крепостнический уклад жизни России (крепостное право на протяжении XVIII века лишь усиливалось), жёсткая иерархическая модель отношений вышестоящих чинов с подчинёнными, отсутствие в России традиций уважительного отношения к личности. Пренебрежительное обращение к простолюдину, прислуге, крестьянину со стороны дворян и лиц, занимавших более высокое общественное положение, являлось обычной речевой практикой.
Несмотря на попытку регламентировать и упорядочить русский именослов в ходе никоновской реформы, разнобой в написании и употреблении имён в XVIII—XIX веках сохранялся и умножался под воздействием устной речи. В конце XIX века святцы подверглись очередному пересмотру и исправлению; в 1891 году в Санкт-Петербургской синодальной типографии был издан новый отредактированный месяцеслов. Разосланный во все приходы Русской православной церкви с предписанием «давать имена крещаемым только по этому месяцеслову, изданному с благословения Святейшего Синода», новый месяцеслов включал в себя около 1150 имён. В него не вошли некоторые малоупотребимые имена, содержавшиеся в прежних святцах (Витал, Грант, Том, Монтан, Ираклия, Леонида, Ливия, Модерата и др.).

### Современный период
Третий, современный период в истории развития русских имён начался после Октябрьской революции. Принятый советской властью 20 января (2 февраля) 1918 года «Декрет об отделении церкви от государства и школы от церкви» разрывал связь между любыми публично-правовыми установлениями и религиозными обрядами. Тем самым таинство Крещения, сопровождавшееся наречением именем, перестало быть юридическим актом: право регистрировать факт присвоения имени перешло к органам гражданской власти — загсам.
Это повлекло за собой изменение концепции русского личного имени. Наречение именем более не зависело от церковных правил и традиций; разрывалась прямая и непосредственная связь русского именослова со списком православных святых. Каждый гражданин был вправе выбрать себе или своему ребёнку любое имя. По сути дела, отныне именем могло стать любое слово, а в обязанности загсов входила лишь его надлежащая регистрация. Таким образом, концепция русского личного имени стала близка протестантской традиции именования.
В первые годы советской власти законодательные нововведения не привели к значительным изменениям в порядке именования и общественно-социальных традициях, сопряжённых с ним; однако последовательная антирелигиозная пропаганда, гонения на церковь (сопровождавшиеся массовым закрытием храмов, репрессиями против священнослужителей), а также общественное порицание тех, кто придерживался традиции крестить новорождённых, привели к подвижкам в русском именослове. Новые общественно-социальные установления стимулировали поиск «новых имён для новой жизни». В качестве одного из первых примеров наречения новым, необычным именем относят случай в семье видного советского военачальника, героя Гражданской войны Михаила Васильевича Фрунзе: родители выбрали сыну, родившемуся в 1923 году, имя Тимур, до того не встречавшееся в русском именослове. Ещё одним ранним примером служит случай в семье поэта Демьяна Бедного, известного своей антирелигиозной деятельностью: своего сына он назвал нецерковным именем Свет; а писатель Артём Весёлый в начале 1920-х годов дал своей дочери имя Волга.
Начиная с 1924 года Госиздат РСФСР стал выпускать массовыми тиражами отрывные и настольные перекидные календари по образцу существовавших до революции. В них публиковались имена, как прежние, традиционные, — но бывшие до революции редкоупотребимыми, и без привязки к тому или иному святому, — так и новые. Среди новых имён были имена русские и славянские нецерковные, имена, заимствованные из европейских и восточных языков, а также новообразованные — имена-неологизмы, доселе не существовавшие. Эти календари в 1920-е — начале 1930-х годов служили подспорьем в выборе имени новорождённому, однако практика именования не ограничивалась календарями. Как уже выше отмечалось, родители были вправе выбрать любое имя своему ребёнку, и эта свобода породила активное народное имятворчество, которое исследователи называли впоследствии «антропонимическим взрывом» или «антропонимическим половодьем». Е. Душечкина отмечала:
После Октябрьской революции диктат святцев был поколеблен, а неверующими — полностью отвергнут. Церковь утратила контроль над антропонимической ситуацией, что породило в русском обществе небывалую дотоле имятворческую инициативу.
В 1924 году возникло общественное движение «За новые имена». Однако волна увлечения необычными именами охватила незначительную часть населения страны и довольно быстро, уже к концу 1930-х годов, сошла на нет. Тем не менее многие традиционные русские имена оказались в известном смысле скомпрометированными: к ним формировалось отношение как к «старорежимным», «мещанским», «пошлым». В 1920-е — 1930-е годы получила распространение практика смены имён (а также фамилий); смена сопровождалась публикациями объявлений об этом в газетах. Женщины чаще всего отказывались от имён Матрёна, Фёкла, Акулина, Агафья, Евдокия; мужчины — от имён Иван, Кузьма, Степан, Никита, Фома, Афанасий. Взамен выбирались имена Галина, Валентина, Нина, Тамара и Владимир, Николай, Александр, Леонид, Анатолий. Входили в широкий обиход имена, хотя и содержавшиеся в православных святцах, но до революции не употреблявшиеся или имевшие ограниченное распространение. Например, имя Маргарита до революции было исключительно монашеским. В силу их малоизвестности они воспринимались в массовом сознании как новые имена. В. А. Никонов выделял иные аспекты послереволюционных перемен в русском именнике:
Новые имена своей необычностью бросались в глаза, это-то и принимали за главную перемену в именнике. А на самом деле они были поверхностны и несущественны для основных глубинных процессов, неброских и малозаметных тогда, зато подлинно массовых, которые не ломали прежнего списка имён, но перестраивали самую толщу именника.

#### Новообразованные имена
Значительную группу имён, появившихся после Октябрьской революции в русском именослове, составляют имена-неологизмы. Под этим понимаются как собственно неологизмы, так и нарицательные слова, использованные в качестве личных имён.
По способу новообразования среди имён-неологизмов выделяется несколько подгрупп:
- образованные напрямую от нарицательных существительных, как русских, так и заимствованных: Авангард, Атеист, Дар, Коммунар, Танкист, Тайна, Эра, Идея, Идиллия, Плаката; в том числе:
  - от технических, физических и математических терминов: Комбайн, Дрезина, Радиана, Ампер, Микрон, Магнита;
  - от названия химических элементов, соединений и минералов: Радий, Иридий, Рений, Ванадий, Торий, Алмаз, Гранит, Рубин, Лазурита, Сталь, Эфира;
  - от названия растений: Берёза, Георгина, Клевер, Сирень, Лилия, Камелия;
  - от музыкальных терминов: Лира, Минора, Горн;
- образованные как производные от имён нарицательных, обычно с использованием суффиксов, характерных для русских имён: Индустриан, Люксен, Сталий, Энергий, Авия, Героида, Правдина, Революта, Ритмина, Северина, Тайгина, Юманита, в том числе:
  - от названия месяцев года: Февралин, Апрелина, Июлий, Ноябрина, Декабрий;
- имена-усечения от имён нарицательных: Рево и Люция от «революция», Воль от «воля», Агит от «агитация», Интерна от «интернационал»;
- имена, образованные по моделям двухосновных древнерусских имён, с современным заполнением этих моделей: Юновлада, Эрислав, Красномира, Новомир, Краснослав, Майслав;
- имена, образованные от топонимов: Ангара, Гималай, Онега, Саяна, Аян, Босфор, Дели, Колхида;
- имена, образованные от фамилий: Эдисон, Маркса, Жорес, Равель, Марат, в том числе:
  - производные от фамилий: Марксина, Нинель (обратное прочтение фамилии Ленин), Лермонт, Радища, Тельмина;
- имена-аббревиатуры и сложносокращённые слова: Мэлор, Энгелен, Владлен, Рем, Любистина, Диамара, Родварк, Дамир, Ремизан, Меженда.

Многие имена-неологизмы так или иначе были связаны с коммунистической идеологией и революционными преобразованиями, происходившими в стране после Октябрьской революции, что позволило исследователям рассматривать их как особую семантическую группу — революционные имена, «имена идеологического звучания». Среди этих имён особо выделяются образованные от антропонимов коммунистических вождей. Наибольшее число имён связано с В. И. Лениным (Г. Слышкин указывает 104 имени) и И. В. Сталиным (20 имён): Вилен, Вилич, Нинель; Исталина, Сталий и др. Существовали имена-аббревиатуры, созданные перечислением вождей: Мэлс (Маркс, Энгельс, Ленин, Сталин), Тролезин (Троцкий, Ленин, Зиновьев); соединяющие в себе имена вождей в революционном лозунге: Мэлор (Маркс, Энгельс, Ленин, Октябрьская революция), Лестак (Ленин, Сталин, коммунизм); содержащие идеологические дефиниции: Вилор, Вилора (В. И. Ленин — организатор революции), Ленгемир (Ленин — гений мира), а также результирующие деятельность вождей: Эрлен (Эра Ленина), Идлен (идеи Ленина) и другие. Помимо Ленина и Сталина, революционное имятворчество затронуло и имена гораздо менее заметных революционных и советских деятелей: Ф. Э. Дзержинского, С. М. Будённого, А. И. Рыкова, А. В. Луначарского (имена Фэд, Дзефа, Будёна, Аир, Луначара).

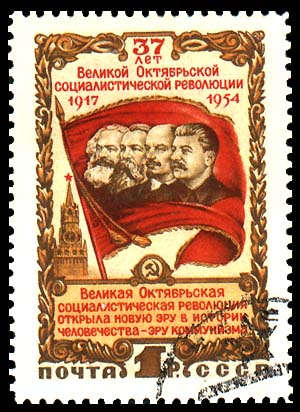
Почтовая марка СССР 1954 года с изображением вождей: Маркса, Энгельса, Ленина, Сталина. От инициалов фамилий вождей произошло мужское имя Мэлс

Для образования новых имён задействовались также антропонимы видных деятелей мировой истории, связанных с революционными преобразованиями или участвовавших в мировом коммунистическом или социалистическом движении, например: Марат, Гарибальди, Энгельсина, Жорес, Рид, Марксэн (Маркс, Энгельс).
Немало имён содержат собственно слова «революция», «революционный», под которыми подразумеваются как уже свершившаяся Октябрьская, так и ожидаемая мировая революция. Таковы имена Ор (Октябрьская революция), Мирра (мировая революция), Ревмир (революция мировая), Ремизан (революция мировая занялась), Дамир (Да здравствует мировая революция), Рэмо (Революция, электрификация, мировой Октябрь), Реввола (революционная волна), Ревдар (революционный дар) и др.
Выделяются также революционно-календарные имена, связанные прежде всего с двумя главными советскими праздниками: Днём Великой Октябрьской социалистической революции (7 ноября) и Днём международной солидарности трудящихся (1 мая). Среди них — имена Ноябрина, Октябрина, Первомай, Майеслав, Май, Маина, «наиболее впечатляющее» в этой категории имя Даздраперма (Да здравствует Первое мая!), Даздрасен (Да здравствует Седьмое ноября!).
Однако не все революционные имена имели ярко выраженную идеологическую окраску. Среди них немало имён, в которых идея построения коммунистического общества, жизнь советской страны нашла отражение в более общей форме. Здесь встречаются имена, относящиеся к научно-техническому прогрессу, планам по индустриализации и электрификации страны, техническим достижениям: Индустрина, Электрина, Радиола (от радио), Персострат (первый советский стратостат), Авиэтта (от авиетка); возникшие в память о героических усилиях по освоению Арктики: Северян, Родварк (родившийся в Арктике), Лашмивара (Лагшмивара) (лагерь Шмидта в Арктике); а также имена, образованные от слов, определяющих более общие понятия, с приращением идеологических коннотаций: Идея, Эра, Авангард, Воля, Герой, Бунтарь, Заря, Атеист, Свобода, Декабрист, Борец.
Наконец, среди новообразованных имён довольно много имён, в идеологическом отношении совершенно нейтральных. В основном они образованы от разнообразных нарицательных существительных (Лилия, Дуб, Радиана, Энергий, Микрон, Иридий) или от топонимов (Иртыш, Саяна, Ангара, Каир, Ливадий).

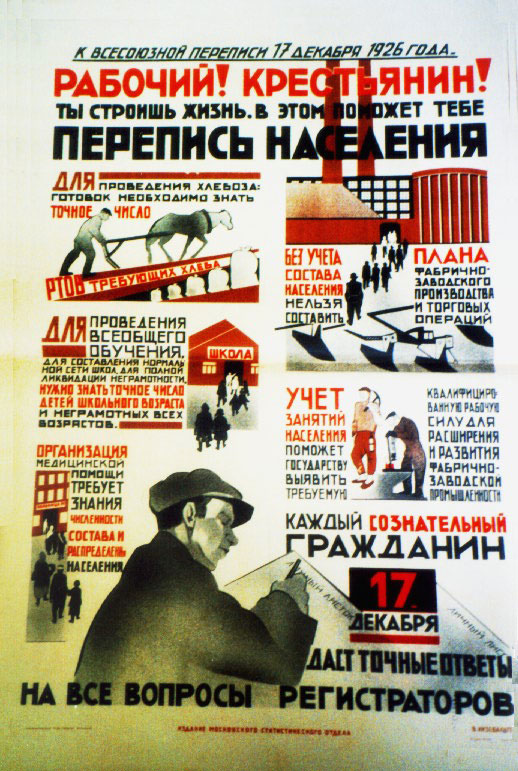
Статистические данные свидетельствуют о том, что хотя имена-неологизмы стали своеобразным символом эпохи, широкого распространения они не получили (агитационный плакат к переписи населения 1926 года)

Пик имятворчества с образованием революционных имён-неологизмов наблюдался в середине 1920-х — середине 1930-х годов, затем этот процесс пошёл на убыль. В основном в творческом процессе было задействовано пролетарское население крупных городов; новые имена особенно часто присваивались детям в семьях в рабочих коммунах; в трудовых коллективах фабрик и заводов некоторое время существовал новый, коммунистический обряд наречения именем — «октябрины», возникший в качестве противопоставления традиционным крестинам. Более консервативное крестьянство, составлявшее наибольшую часть населения страны, придерживалось традиционного русского именослова. Поэтому наречение новыми именами в целом было нечастым явлением, а некоторые имена-неологизмы известны лишь по единичным или вовсе уникальным случаям.
Новообразованные имена в большинстве своём не прижились, оставшись скорее историко-лингвистическим курьёзом; многие носители экзотических имён, достигнув совершеннолетия, подавали документы на изменение имени. Однако некоторые из этих имён, составленные удачно, сохранились и получили достаточно широкую распространённость. Л. М. Щетинин указывал на довольно большую популярность в 1920-е—1930-е годы советских имён, образованных от имени В. И. Ленина: Владлен, Владилен, Нинель, Виль и Вилен — от 6 до 8 на тысячу именуемых.
Среди основных причин, по которым новообразованные имена не вошли в широкий обиход, отмечаются:
- явная связь с нарицательной лексикой. Прочная многовековая традиция, сложившаяся в русском именослове, не допускала созвучий или ассоциаций личного имени с нарицательными словами;
- связь новых имён с прозвищами. Имена наподобие Дрезина, Турбина, Трактор соотносились скорее с прозвищами, присвоенными по случаю, нежели с личными именами.

Свободное имятворчество в послереволюционной России не было уникальным явлением в истории антропонимов. Аналогичные процессы протекали в европейских странах в ходе Реформации в XVI—XVII веках, когда разрыв с католической традицией именования в честь святых побуждал людей искать новые имена, не связанные с католицизмом. Именами становились слова, изначально «идеологически заряженные» в духе новых веяний, но впоследствии этот «заряд» утратившие. Таковы имена Рената («возрождённая»), Беата («счастливая, блаженная»), получившие распространение в германоязычных странах. В среде английских пуритан появлялись имена, образованные от абстрактных понятий с положительным смыслом: Prudence («благоразумие»), Faith («вера»), Hope («надежда»), Felicity («блаженство»), Fidelity («верность»). Именами становились также краткие изречения из Библии, напоминающие лозунги. В XVIII веке в англоязычных странах усилилось влияние имён литературных, придуманных. Появление благозвучного литературного имени Melinda повлекло за собой возникновение целой группы подобных имён: Belinda, Clarinda, Lucinda и других. Наконец, дальнейшее развитие данной модели именования привело к возникновению имён, образованных от самых обычных слов, обычно с положительной семантикой. В США и Великобритании не редкость имена вроде Crystal («кристалл»), Apple («яблоко»), Holly («падуб»).
В Италии после Рисорджименто вошли в обиход в качестве личных имён фамилии итальянских национальных героев: Garibaldi и Garibaldina, Menotti, Ricciotti (в честь Дж. Гарибальди, Ч. Менотти, ). Появились имена с символическим значением: Libertà («свобода»), Avanti («вперёд») и другие. В Испании, стране с устойчивой католической традицией, со времён Республики для именования также стали использоваться абстрактные понятия, иногда с идеологическими коннотациями: Libertad, Democracia, Emancipación, Harmonia. Личными именами становились названия растений (Violeta, «фиалка»), небесных светил (Sol, Luna, «солнце», «луна») и тому подобное.

#### Новые заимствованные имена
Заимствование — естественный процесс обогащения словарного запаса языка — в отношении русских личных имён сдерживалось до Октябрьской революции существованием традиции выбора имени новорождённому из числа православных агионимов; православная церковь решительно противодействовала проникновению в русский именослов иноязычных, инославных имён.
Со времени царствования Петра I в Россию существенно увеличился приток европейцев, что привело к росту межкультурных контактов русских (прежде всего — горожан) с представителями других национальностей — носителями имён различных европейских антропонимических систем — немцами, голландцами, французами и др. Начиная с эпохи петровских преобразований в русской культуре стал формироваться явный интерес к иностранным (преимущественно западноевропейским) именам, который отчасти выразился в развитии в аристократических и дворянских кругах своеобразной системы двуимённости (которая была, в свою очередь, логичным продолжением билингвизма русского дворянства с конца XVIII века). Дворяне, получившие при крещении русские имена Сергей, Пётр, Михаил, Наталья, Мария, Софья в свете нередко именовались на французский манер — Серж, Пьер, Мишель, Натали, Мари, Софи. Смена пристрастия к французскому языку и культуре на англоманию в аристократической среде во второй половине XIX века не внесла в эту модель существенных перемен, кроме перемены ориентации на английские аналоги русских имён. Примеры подобного именования обнаруживаются, например, в классических романах Л. Н. Толстого «Война и мир» и «Анна Каренина». Двуимённость на почве франкофилии или англомании со временем распространилась за пределы дворянского сословия. Модистки, парикмахеры, портные и т. п. переделывали свои имена на западный манер: Жорж, Алексис, Аннет вместо Егор, Алексей, Анна.
Горожане с XVIII века постоянно контактировали с селившимися в крупных городах иностранными торговцами, специалистами; обрусевшие потомки последних, однако, нередко сохраняли своё вероисповедание и связанные с ним традиции именования. Поэтому люди с иноязычными именами в крупных городах (особенно в Санкт-Петербурге и Москве) не были исключительным явлением. Например, в справочнике «Весь Петербург» за 1911 год наряду с распространёнными в то время русскими именами Иван и Пётр часто упоминаются имена Карл и Альберт.
Таким образом, заимствование новых имён после отмены церковных ограничений происходило на подготовленной основе. Немаловажным обстоятельством в процессе вхождения иностранных имён в русский именник было то, что многие из них заимствовались при посредничестве произведений переводной литературы и драматургии. Таковы, например, имена главных героев культовых романов в среде русской революционно настроенной интеллигенции начала XX века — Артур и Джемма («Овод» Э. Л. Войнич), Спартак (одноимённый роман Р. Джованьоли). Среди других имён, почерпнутых в произведениях западноевропейской литературы — Альфред, Эдуард, Алиса, Джульетта, Жанна, Эмма. Европейские имена заимствовались не только в их полной форме, но и в краткой: Гарри, Курт, Ада, Линда, Нелли, Нора. Некоторые новые заимствования отчасти были связаны с именами деятелей европейского рабочего и коммунистического движения начала XX века: таковы имена Эрнест (в честь Эрнста Тельмана), Клара, Роза (в честь Клары Цеткин и Розы Люксембург), Луиза (в честь Луизы Мишель). В целом же в процессе заимствования сочетались языковые и неязыковые реалии. В новых именах родителей привлекали необычные для русского языка сочетания гласных или согласных — Роальд, Витольд, Герард; Анжелика, Виолетта, Генриетта, — в кругу традиционных календарных имён почти не было имён с подобным звучанием. Среди новых заимствований немало имён, начинающихся на Э (Эдуард, Эльдар, Эрнест, Элиза, Элла, Эмма), содержащих фонемы -ж- или -дж- (Джеральд, Жозеф, Анджела, Дженни) или с другими особенностями, нехарактерными для имён из традиционного именослова: в нём аналогичные имена отсутствовали или фигурировали в очень ограниченном числе.
При всём количественном богатстве заимствований лишь немногие имена получили сколько-нибудь широкое распространение. К таковым относятся, например, имена Альберт, Артур, Роберт, Эдуард, Алиса, Альбина, Белла, Жанна, Нелли, Элла, но ни одно из них не достигало высоких показателей частотности. Максимальный интерес к новым заимствованным именам приходился на конец 1920-х — 1930-е годы и отмечался повторно в конце 1950-х — 1960-е годы.

#### Возвращённые, производные и модернизированные имена

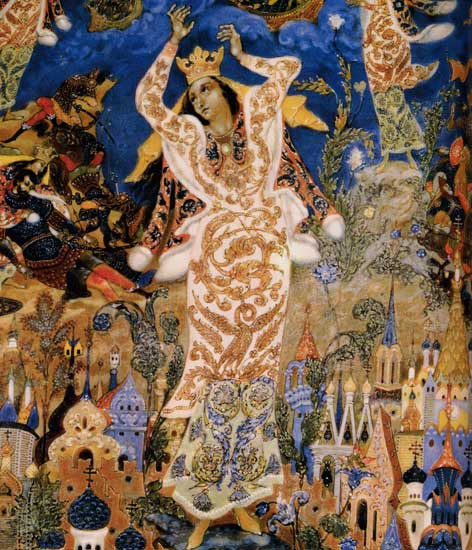
«Плач Ярославны», знаменитый фрагмент одного из самых ранних произведений русской письменности «Слова о полку Игореве», вызвал появление в Советском Союзе имени «Ярославна» (поскольку в «Слове» жена Игоря не упоминается по имени — только по отчеству)

Среди основных источников обновления русского именослова, случившегося после Октябрьской революции, обозначаются ещё несколько:
- возвращение в обиход дохристианских славянских имён, не разрешавшихся церковью: Бронислав, Велимир, Добрыня, Бажен, Станислав, Светозар, Богдан, Влада, Любава, Дана, Томила и другие. Как уже выше отмечалось, лишь немногие славянские имена попали в православные святцы; основная часть имён долгое время была известна только по древним документам. Снятие церковных ограничений на выбор имени возродило со временем интерес ко многим дохристианским именам.
- возвращение старых календарных имён, от которых церковь отказалась в конце XIX века: Дарий, Август, Татиан, Том, Доната, Ираклия, Виктория.
- употребление народных, разговорных форм имён в качестве официального имени: Юрий и Егор (от Георгий), Арина (от Ирина), Оксана (от Ксения), Алёна (от Елена), Настасья (от Анастасия). Случилось уравнивание в правах использования неканонических форм имён с традиционной календарной формой.
- модернизация традиционных календарных имён: Бонифатий вместо Вонифатий, Январий вместо Януарий, Паулина вместо Павлина; модернизация с использованием основы имени с присоединением нового суффикса: Дарья → Дарина, Дарьяна; Василиса → Василина. Модернизация производилась также с помощью некоторых описанных выше приёмов ассимиляции: Илиодор → Леодор; Зенон → Зеннона.
- образование гендерных производных от календарных имён — женских от мужских и мужских от женских: Аркадий → Аркадия, Аврелий → Аврелия, Василий → Василия, Октавий → Октавия, Стефан → Стефания, Виталий → Виталия; Альбина → Альбин, Ксения → Ксений, Олимпиада → Олимпиад, Агата → Агат. Видоизменение мужских имён с образованием женских и наоборот имело место и до революции, однако использовалось ограниченно и только при принятии монашества.

## Мужские и женские имена

### Соотношение мужских и женских имён
При взгляде на русские имена в исторической перспективе нетрудно заметить, что большинство имён — мужские. Так, «Словарь древнерусских собственных имён» Н. М. Тупикова отмечает 5300 мужских и около 50 женских имён; в святцах XIII века содержатся около 330 мужских имён и 64 женских; месяцеслов 1891 года включал в себя около 900 мужских и 250 женских имён. Такое неравномерное распределение имён было связано прежде всего с социальными ролями женщины и мужчины в традиционном патриархальном обществе. Вся внешняя социальная активность — ведение хозяйственных дел, торговля, заключение сделок, оформление юридических актов и т. п. — ложилась преимущественно на долю мужчин, тогда как женщины занимались исключительно внутрисемейным кругом обязанностей. Соответственно, среди документально зафиксированных древнерусских дохристианских имён фигурируют преимущественно мужские имена. Схожие причины привели к большему числу мужских имён среди агионимов (имён святых). Традиционная бо́льшая социальная активность мужчин выявлялась и среди поборников христианства; тем самым число почитаемых церковью мужчин — проповедников, подвижников и борцов за веру — превалировало над количеством женщин.
Ситуация изменилась после Октябрьской революции. Устранение ограничений в выборе имени, равно как и эмансипация женщин, повышение их социальной активности, привели к значительному увеличению числа русских женских имён. Источниками пополнения женского именослова были уже отмеченные выше заимствования и образование новых имён, в том числе от традиционных мужских.
В современном соотношении среди наиболее используемых имён с 1960-х — 1980-х годов обнаруживается тенденция к примерному выравниванию количества мужских и женских имён, с небольшим перевесом первых. Так, в списке русских имён «Справочника личных имён народов РСФСР» (М., 1987) мужских имён — 316, женских — 180; в «Орфографическом словаре русского языка» (под ред. С. Г. Бархударова, М., 1965) соотношение соответственно 362 и 185; в книге А. А. Угрюмова «Русские имена» (Вологда, 1970) — 246 и 153.

### Отличительные черты мужских и женских имён
Внешние формы мужских и женских имён в русском языке разнятся, их легко отличить друг от друга по окончанию. Мужские имена обычно с нулевым окончанием, оканчиваются на твёрдый согласный (Олег, Пётр, Максим) или на -й (имеющие суффиксы -ий, -ей, -ай: Виталий, Тимофей, Николай). Лишь незначительное количество женских имён имеют окончание на мягкий согласный: Любовь, Эсфирь, Руфь, Нинель и некоторые другие; подавляющее большинство женских имён оканчивается на -а (Надежда, Варвара, Елизавета) или на -я (в тех случаях, когда в имени присутствуют вышеперечисленные суффиксы: Виктория, Пелагея, Аглая).
Тем не менее в русском именослове традиционно присутствовали мужские имена, оканчивающиеся на -а или -я и этим напоминающие женские. Из числа календарных имён таковых около сорока: Савва, Никита, Лука, Фома, Сила, Вавила, Кузьма, Фока, Мина и другие. Изначально их было больше, однако отдельные имена в процессе ассимиляции претерпели изменения, утратив схожесть с женскими: Антипа трансформировалось в Антип; Артема — в Артемий и Артём; Зосима — в Зосим; Арефа — в Арефий и т. д. Другие употреблялись очень редко и практически вышли из обихода: Авда, Клеопа, Акила и др. Также крайне редко использовались имена Захария, Исайя, Малахия, Анания и им подобные в своей первоначальной форме; тем не менее они часто применялись в адаптированном виде: Захарий и Захар, Исай, Малахий и Малафей, Ананий и Анан (исключением из этой группы библейских имён является Илья, не утратившее своего окончания). У некоторых имён, изначально мужских, в силу особенностей формы изменилась область применения — они стали женскими. Таковы имена Римма, Пинна, Зина (не путать с краткой формой имён Зиновия и Зинаида), Инна, Феона, Аза и др. Имя Римма ещё используется как мужское, но в таком качестве и в своей изначальной форме — крайне редко; чаще употребляются образованные от него формы Римм и Рим.
Особняком стоят новообразованные или заимствованные имена, оканчивающиеся на -о или -е, появившиеся в русском именослове в XX веке: Сулико, Сафо, Ларго, Отто, Анеле, Маро, Рэмо и др. Будучи словами с окончаниями, характерными для среднего рода, они оказались вне соответствующего грамматического ряда; условно относясь к мужскому или женскому роду, они сохраняют неизменяемую форму при склонении. Такие имена трудно идентифицировать как принадлежащие к мужским или женским вне контекста употребления. Некоторые из них известны в качестве как мужских, так и женских (из перечисленных выше таковы Сафо и Ларго).
Календарный именослов содержал немало парных мужских и женских имён: Александр — Александра, Евгений — Евгения, Зиновий — Зиновия, Кир — Кира, Валентин — Валентина. В некоторых парах соблюдался приблизительный паритет по правомерности употребления как мужского, так и женского имени; примерами подобного могут служить вышеперечисленные пары. Но среди пар были и такие, в которых одно из имён употреблялось довольно часто, а второе было малоизвестным. Таковы пары с преимуществом женского имени: Марина — Марин, Анастасия — Анастасий, Варвара — Варвар, Васса — Васс, Наталия — Наталий, Вероника — Вероник, Руфина — Руфин; и пары с преимуществом мужского: Павел — Павла, Кирилл — Кирилла, Максим — Максима, Филипп — Филиппа, Анатолий — Анатолия, Роман — Романа, Артемий — Артемия и другие. Однако важно иметь в виду, что в святцах содержались не все возможные парные имена из легко образуемых имён противоположного гендерного ряда, а образование мужских имён от женских и женских от мужских, как уже отмечалось выше, до Октябрьской революции практиковалось очень ограниченно.

## Полное личное имя и его производные

### Официальное личное имя
В соответствии с русской именной традицией в процессе официально-делового общения принято обращаться к человеку по имени и отчеству, при этом его личное имя указывается (в официальной переписке) или называется (в устной речи) только в его полной, документальной форме. Под этим обычно подразумевается то имя, которое было дано человеку при рождении и зафиксировано в документах (свидетельстве о рождении, паспорте и т. п.).

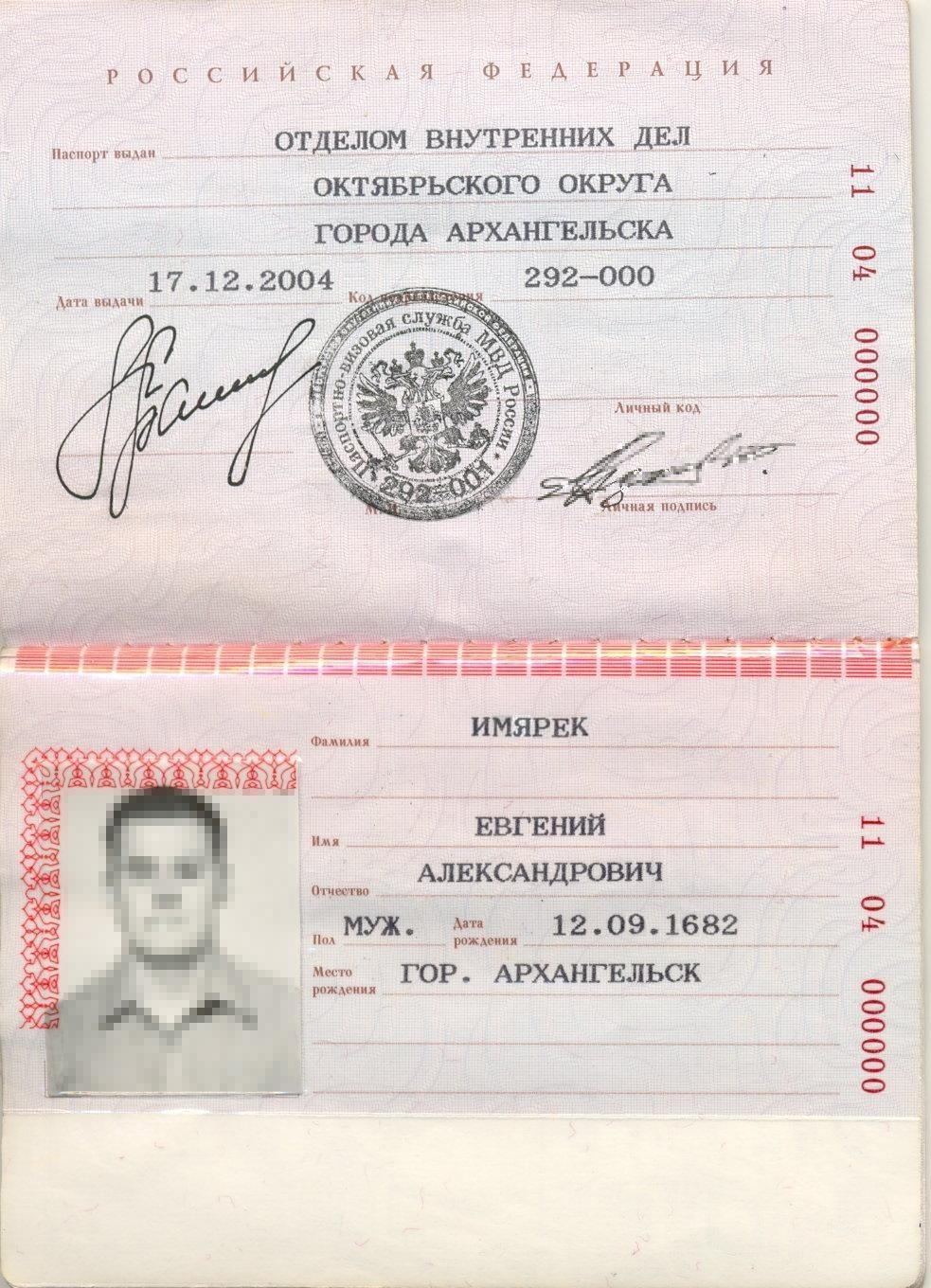
Паспорт Российской Федерации

До Октябрьской революции официальной формой имени считалась церковная — именно она указывалась в регистрационных книгах о крещении, которые велись в каждой церкви. Однако при получении справки о рождении и последующем оформлении каких-либо документов, как правило, фиксировалась светская форма имени человека. Этим разночтениям не придавалось значения, могущего вызвать юридические последствия. Например, люди с именами Юрий и Егор в церковных книгах числились как крещёные с наречением именем Георгий, а в каких-либо документах они могли использовать наиболее привычный для себя вариант.
После революции ситуация с именами изменилась, и многие формы одного и того же имени стали использоваться в равном качестве. То есть, в приведённом выше примере все три имени — Георгий, Юрий и Егор — стали разными с юридической точки зрения именами. В общем случае разными именами сейчас признаются различные варианты имени, которые в ходе ассимиляции в русском языке приобрели значительные различия между собой, как то:
- разные инициальные буквы: Елена и Алёна, Ирина и Арина, Анастасия и Настасья, Иосиф и Осип, Юлиана и Ульяна;
- существенные различия в основе: Георгий и Юрий, Киприан и Куприян, Евстафий и Остап, Аполлинария и Полина.

Разными документальными именами признаются также:
- производные сокращённые формы имени, используемые в качестве полных — в тех случаях, если в актовых записях была официально зарегистрирована не полная, а сокращённая форма (Таня, Дима, Женя вместо Татьяна, Дмитрий, Евгений/Евгения);
- новые заимствованные имена, имевшие в русском языке прямые аналоги и восходящие вместе с ними к общему имени-прообразу: Якоб и Яков, Бенедикт и Венедикт, Кристина и Христина, Жан, Ян и Иван.

Расцениваются как варианты одного и того же имени:
- полные и сокращённые формы, если последние не используются в качестве официально зарегистрированного имени;
- литературные, разговорные и народные формы, если отличия заключаются в одной букве в основе имени: Степан и Стефан, Давыд и Давид, Матрона и Матрёна; или если отличия сводятся к некоторым преобразованиям согласных внутри основ: Адриан и Андриан, Сильвестр и Селиверст, Арсений и Арсентий, Дмитрий и Митрий, Антонина и Антонида;
- отличающиеся друг от друга суффиксами -ей/-ий, финалями -ея/-ия, -ия/-ья, а также сочетаниями в основах -иа-/-ья-: Сергей и Сергий, Гордей и Гордий; Пелагея и Пелагия, Клавдея и Клавдия; Наталия и Наталья, Дария и Дарья; Мариана и Марьяна, Валериан и Валерьян;
- формы мужских имён с суффиксами -ай, -ий, -ик или окончанием на -а и без них: Николай и Никола, Артемий и Артём, Андроник и Андрон, Антипа и Антип;
- отличающиеся друг от друга чередованием -вф- и -ф- в основе: Евфросиния и Ефросиния, Евфимий и Ефимий;
- содержащие чередование -а- и -о- как отражение акающих или окающих диалектов: Алёна и Олёна, Анисим и Онисим;
- формы, имеющие и не имеющие удвоенные гласные и согласные: Авраам и Аврам, Даниил и Данил; Архипп и Архип, Илларион и Иларион;
- содержащие зияния (-ио-, -ео- и другие) и без них: Иоанн и Иван, Феодор и Фёдор, Диомид и Демид.

Однако рамки разграничения вариантов одного и того же имени и имён самостоятельных размыты; вышеизложенные критерии не являются строгими: они могут учитываться в одном случае и игнорироваться в другом. В связи с этим отмечается, что концепция русского личного имени окончательно не устоялась.

### Полное имя и его краткая форма
В отличие от полной, документальной формы имени, используемой преимущественно в рамках официально-делового стиля, краткая форма имени используется в разговорной речи в общении близких или хорошо знакомых людей. Обычно это круг родственников, друзей, коллег по работе. Сокращённые формы имён возникли в устной народной традиции для удобства бытового общения, так как значительная часть официальных имён обладают свойствами, затрудняющими их использование в повседневной разговорной речи: полные имена нередко многозвучны, а некоторые из них многосложны (Александр, Екатерина); их фонетика имеет отличия от строя русского языка, содержат нехарактерные звукосочетания (Пётр, Георгий). Краткие формы имён, сохраняя стилистическую нейтральность в речевых оборотах, обычно сообщают о том, что между людьми существуют близость и равенство в отношениях; в том же нейтральном качестве они используются при употреблении старшими по отношению к младшим.
Краткие формы образовывались от усечённых основ полных имён, сохраняя нередко с последними лишь условную общность. Традиционными краткими формами являются те, которые образованы простым усечением основы или конечного суффикса с добавлением окончания -а или йотированного суффикса с окончанием [-й|а] (-я): Валер(ий) → Валер|а, Фёд(ор) → Фед|я, Ром(ан) → Ром|а, Пёт(р) → Пет|я, Оль(га) → Ол|я, Вик(тория) → Вик|а, Ви(к)т(ор) → Вит|я, (Е)кат(ерина) → Кат|я, (А)наст(асия) → Наст|я, (Ана)тол(ий) → Тол|я, (Вяче)слав → Слав|а, Ко(н)ст(антин) → Кост|я. В результате такого преобразования складывается короткое слово с открытым конечным слогом; благодаря этому сокращённой формой имени легко звать человека, обращаться к нему.
Помимо этого, существуют стилистически нейтральные суффиксы, которые используются (также совместно с -а или -я), как правило, при более существенном усечении основы полного имени, когда от неё остаётся 1-2 звука. Это суффиксы -ш-: Ма(рия) → Ма|ш|а, Па(вел) → Па|ш|а, Ми(хаил) → Ми|ш|а, (Ан)то(нина) → То|ш|а, Да(рья) → Да|ш|а, (А)ле(ксей) → Лё|ш|а, (Алек)са(ндр) → Са|ш|а; -н-: Ма(рия) → Ма|н|я, Со(фия) → Со|н|я, Та(тьяна) → Та|н|я, Га(вриил) → Га|н|я; -к-: (Фе)ли(ция) → Ли|к|а, Ге(ннадий) → Ге|к|а, И(горь) → И|к|а, Ми(хаил) → Ми|к|а; -с- и -ус-: Лю(дмила) → Лю|с|я, А(нна) → А|с|я, (А)га(фья) → Га|с|я, (Ев)д(окия) → Д|ус|я, Т(амара) → Т|ус|я; и некоторые другие.
Одним из типичных признаков словообразования в русском языке кратких форм имён при сопоставлении их с нарицательными словами является значительное усечение основ (что демонстрируют приведённые выше примеры). Более того, если у нарицательных слов происходит главным образом усечение финали производящей основы, то для кратких форм имён возможно усечение любой части и в любом объёме, вплоть до единственного звука. Это приводит к тому, что краткая форма и исходное имя могут иметь минимальное фонемное совпадение. А в некоторых случаях краткие формы его полностью утрачивают. Например, при образовании от имени Александр формы Шура по цепочке: (Алек)сан(др) → Са(н)|я → Са|ш|а → (Са)ш|ур|а → Шур|а в конечной форме остались только суффиксы -ш- и -ур-, и соблюдается лишь условная связь с первоосновой.
Свободный процесс словообразования позволил от одного полного имени образовывать по нескольку кратких форм: Ирина → Рина, Ира, Ириша, Ина; Виталий → Виталя, Вита, Витя, Таля, Виташа. С другой стороны, минимальная фонетическая связь с одним каким-либо именем позволяет соотносить краткую форму с несколькими полными именами. Так, в «Словаре русских личных имён» (составитель Н. А. Петровский) имя Аля соотнесено с 19 мужскими и 18 женскими полными именами, среди которых Алексей, Олег, Ювеналий, Александр и Александра, Алиса, Алла, Галина; краткое имя Паша соотносится с полными именами Павел, Пахом, Полина, Прасковья (всего 11 мужских и 5 женских имён); Тина — с именами Валентин, Милютин, Юстин, Августина, Алевтина, Леонтина, Христина, Юстина (12 мужских и 21 женское).
Однако в русском именослове присутствуют имена, от которых затруднительно образовывать краткую форму. Это редкоупотребимые имена, не прошедшие достаточной «обкатки» в разговорной речи: Эраст, Орест, Товий, Радий, Роза и другие. Также существует ряд употребительных имён (как правило, двусложных), которые в ситуации неформального общения традиционно употребляются в своей полной форме, хотя и образуют краткие (Андрей, Игорь, Олег, Вера, Инна, Нина).

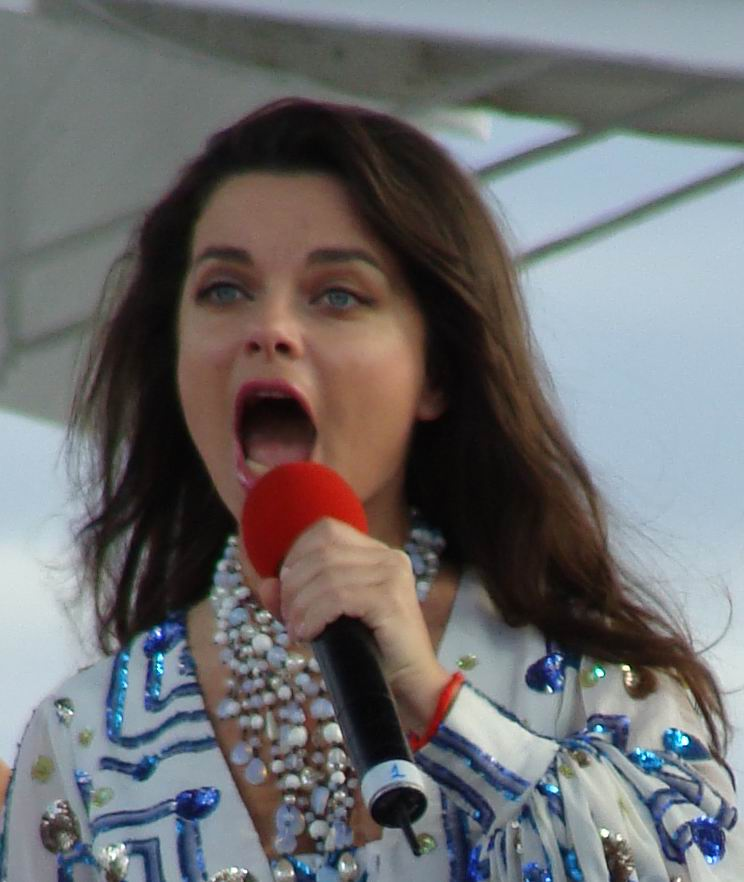
Наташу Королёву обычно не называют «Натальей Владимировной»

Краткие формы как мужских, так и женских имён имеют сходные финали -а или -я; тем самым затрудняется их соотнесение с мужским либо женским именем. Нередко вне контекста употребления сокращённого имени идентификация совершенно невозможна («Валя пришёл», «Валя пришла»; Валя соотносится в равной степени с именами Валентин и Валентина). Нейтрализация грамматического рода является особым свойством отымённых дериватов; в этом отношении они напоминают местоимения первого и второго лица: «я», «ты». Однако существует тенденция (хотя она и отличается непоследовательностью) в краткой форме мужских имён использовать -а, в женских — -я. Так, в 1920-е годы имя Геннадий было принято сокращать Геня; современная общепринятая форма — Гена. С другой стороны, Вика традиционно соотносится с полным именем Виктория, тогда как Витя — с Виктором.
Как уже отмечалось, краткая форма имени используется в основном в устном общении в ограниченном кругу и, как правило, не выступает в роли официального или публичного имени. Однако с конца 1980-х годов в сфере массовой и молодёжной культуры, в артистической среде краткие формы имён получили иной статус: они появились на афишах, обложках дисков, повсеместно используются в СМИ в связи с событиями вокруг той или иной персоны. Дима Маликов, Женя Белоусов, Дима Билан, Влад Топалов, Настя Полева, Таня Буланова, Вика Цыганова, Люба Успенская, Маша Распутина, Наташа Королёва и многие другие получили известность именно под краткими формами имён; подобный неформальный подход к именованию воспринимается в обществе как допустимая артистическая вольность.

### Уменьшительные, ласкательные и другие формы имени
Особую группу производных от полных имён образуют уменьшительные и ласкательные формы. В отличие от полных, официальных имён и их краткой формы они эмоционально окрашены и не обладают стилистической нейтральностью: их употребление явным образом обнаруживает тёплое, ласковое отношение говорящего по отношению к тому, чьё имя называется. Однако некоторые уменьшительные формы несут в себе иной эмоциональный оттенок — пренебрежительный или уничижительный. То есть, свойством обозначенных форм имён является выраженная модальность. Соответственно, употребление уменьшительных и ласкательных форм, как правило, возможно в ограниченном домашнем кругу ближайших родственников или между людьми, у которых установилась близкая взаимная привязанность. Такие имена нередко употребляются родителями по отношению к своим детям.
В словообразовании уменьшительных и ласкательных форм имён участвуют разнообразные диминутивные суффиксы (-очк-, -ечк-, -оньк-, -еньк-, -ушк-, -юшк-, -юш-, -яш-, -уш-, -ул-, -ун-, -ус-, -к-, -ик, и другие), а в качестве основ используются как основы полных имён, так и кратких форм. Например, от полной формы имени Мария и Марья образуются уменьшительные Марюня, Маруня, Маруся, Марюша и Марьюшка, Марьяша; от краткой формы Маша → Машка, Машенька, Машуля; от краткой формы Маня → Манечка, Манюся, Манюша, Маняша и т. п. Выбор диминутивной формы имени зависит от полноты чувства, испытываемого говорящим по отношению к именуемому; учитывая разнообразие основ, обусловленное множеством кратких форм, и суффиксов, уменьшительные и ласкательные имена позволяют выразить в речи широкий спектр эмоциональных красок.
Уменьшительные имена, образованные при помощи суффикса -к-, несут в себе оттенок пренебрежения, умаления достоинства именуемого (Сашка, Гришка, Светка и т. п.). Исторически это связано с существовавшей традицией использовать уже упоминавшиеся полуимена (которые как раз образовывались с помощью суффикса -к-) для самоуничижения при обращении к лицу из привилегированного сословия. Однако среди простого народа при общении равных по социальному положению людей эта форма имён, как правило, не имела такого оттенка, свидетельствуя лишь о простоте обращения и очевидной близости. Тем не менее в современном русском языке диминутивные имена наподобие Васька, Маринка, Алка считаются стилистически приниженными; подобная форма обращения несовместима с соблюдением равноправия, вежливости и уважительного отношения в общении. В некотором роде форма с использованием суффикса -к- служила в народной среде аналогом имён с суффиксами -очк-, -ечк-, -оньк-, -еньк- (Леночка, Толечка, Феденька); употребление последних было свойственно только образованным сословиям. К таким же сугубо городским, интеллигентским, относят суффикс -ик (Павлик, Светик, Виталик), но такое соотнесение неточно. Уменьшительные имена с суффиксом -ик использовались в народных говорах западных областей России; возможно, их распространению способствовало влияние польского языка, для которого характерны диминутивы с суффиксом -ек (Зденек, Владек).
Таким образом, уменьшительные имена могут обладать не только эмоциональной окраской, но и обозначать социальный статус или социально-психологические качества носителя. Ю. А. Рылов иллюстрировал это на примерах из литературы:
Один из ранних рассказов М. Булгакова называется «Лидка»; в этом ониме заложена особая модальность, совмещающая тёплое, «свойское» отношение к девочке и низкий социальный статус крестьянской дочери: если бы героиней рассказа была девочка более высокого происхождения, то форма «Лидка» вряд ли была возможной. Напротив, в рассказе И. Бунина «Зойкина любовь» суффикс -к- имплицирует модальность некоторой фамильярности и ироничного отношения к недоразвитой профессорской дочке.
Помимо уменьшительных и ласкательных форм имён, существуют огрублённые; в их словообразовании задействуются преувеличительно-огрубляющие (аргументативные) суффиксы -х-, -ах-, -ух-, -юх-, -ин-, -ян и другие: Лёша → Лёха, Наталья → Натаха, Мария → Маруха, Настя → Настюха, Толя → Толина, Вася → Васян. Показательны в этом отношении имена Вован, Колян и Толян (производные от Владимир, Николай и Анатолий), ставшие в 1990-е годы именами персонажей популярных анекдотов про «новых русских». Вован и его «братаны» Колян и Толян — это «крутые» дельцы криминального мира с чрезвычайно низким уровнем общей культуры.
Обилие уменьшительных и ласкательных дериватов личных имён с множеством модальных оттенков, естественно воспринимаемое славянином в силу так называемых фоновых знаний, известных с раннего детства, остаётся непонятным для западных европейцев; в их языках не существует такого множества отымённых дериватов. Например, в английском языке есть краткая форма от имени Александр — Alec (Алек), она аналогична русскому Алик, но между собой английская и русская формы стилистически неравноценны. Алик входит в длинный ряд производных наряду с Саша, Сашка, Сашенька, Шурик, Алька и других, каждое — со своими эмоциональными и социальными оттенками; подобного нет в английском языке. Переводчица произведений русской классики на английский А. Паймен отмечала:
Даже если вбить себе в голову, что, скажем, Митя — обычное сокращение Дмитрия, как же иностранному читателю почувствовать, что Митенька звучит более фамильярно, Митюха — слегка пренебрежительно, а Митюша скорее нежно, тогда как Митюшенька просто тает на языке… <…> В своём переводе я сохранила уменьшительные только там, где они применяются не столько как ласкательные, сколько просто так, по привычке. Таким образом, Катя осталась Катей, Фенечка — Фенечкой, но из Аркаши в устах Николая Петровича вышел «Аркадий, мой дорогой мальчик» («Arkady, my dear boy»), а из Енюши в материнском приветствии Арины Васильевны — «Евгений, мой маленький» («Yevgeny, my little one»), из Енюшеньки — «my little Yevgeny love».

### Особенности словообразования производных форм имени
Выше уже отмечались характерные особенности словообразования производных от полного имени: это значительное усечение основ, в любом месте и в любом количестве; использование многочисленных суффиксов, как нейтральных, так и придающих производному имени эмоциональную окраску; наконец, свободный характер словообразования. Все три фактора приводят к тому, что у полного имени возможны несколько десятков соотносимых с ним производных форм.
При систематизации словообразования производных от полной формы имени выделяют словообразовательные цепочки и словообразовательные парадигмы. В словообразовательную цепочку включаются однокоренные слова, находящиеся в отношении последовательной производности. Так, от полного имени Варвара за счёт усечения основы образовалась форма Вара; дальнейшее присоединение нового суффикса -юш- к краткой форме образует имя Варюша. Словообразовательная цепочка выглядит Вар(вар|а) → Вар|а → Вар|юш|а (в цепочке создания последовательных производных выявляются до пяти ступеней словообразования; в приведённом примере их две). Но к краткой форме Вар|а возможно присоединить и другие суффиксы: Вар|юн|я, Вар|юс|я, Вар|юх|а, Вар|еньк|а, Вар|ечк|а и т. п. Совокупность равнопроизводных форм от одного производящего является словообразовательной парадигмой.
Словообразовательная структура производного имени нередко обладает множественностью возможных цепочек словообразования. Например, краткая форма Дюша от полного имени Андрей может быть образована по цепочке Андр|ей → (Ан)д(р)юш|а → Дюш|а, но в равной степени тот же результат получается по цепочке Андр|ей → (Ан)д(р|я) → Д|юш|а или (Ан)д(рей) → Д|юш|а. Словообразование производных форм имени наглядно иллюстрируется в нижеследующей таблице.
| Образование производных форм на примере имени Светлана | Образование производных форм на примере имени Светлана                                                                                                 | Образование производных форм на примере имени Светлана            | Образование производных форм на примере имени Светлана | Образование производных форм на примере имени Светлана |  |
| Исходная форма                                         | I ступень | II ступень                                                        | III ступень                                            | IV ступень                                             |  |
| ------------------------------------------------------ | --- | ----------------------------------------------------------------- | ------------------------------------------------------ | ------------------------------------------------------ |  |
| Светлан\|а →                                           | ↓Светлан\|к\|а → | Светланоч\|к\|а1                                                  |                                                        |                                                        |  |
|                                                        | ↓Светлан\|оньк\|а ↓Светлан\|очк\|а2 Светлан\|ушк\|а |                                                                   |                                                        |                                                        |  |
| Светл(ан\|а) →                                         | Светл\|як → | Светляч\|ок                                                       |                                                        |                                                        |  |
| Свет(лан\|а) →                                         | ↓Свет\|а → | ↓Свет\|к\|а1 →                                                    | ↓Светоч\|к\|а1 Светч\|ик1                              |                                                        |  |
|                                                        | | ↓Свет\|ул\|я1 →                                                   | ↓Светуль\|к\|а →                                       | Светулеч\|к\|а1                                        |  |
|                                                        | |                                                                   | ↓Светул\|еньк\|а ↓Светул\|ечк\|а2 Светул\|ик           |                                                        |  |
|                                                        | | ↓Свет\|ун\|я1 →                                                   | ↓Светунь\|к\|а →                                       | ↓Светунеч\|к\|а1 Светунч\|ик1                          |  |
|                                                        | |                                                                   | ↓Светун\|ечк\|а2 Светун\|чик2                          |                                                        |  |
|                                                        | | ↓Свет\|ус\|я1 →                                                   | ↓Светусь\|к\|а →                                       | Светусеч\|к\|а1                                        |  |
|                                                        | |                                                                   | ↓Светус\|еньк\|а ↓Светус\|ечк\|а2 Светус\|ик           |                                                        |  |
|                                                        | | ↓Свет\|ух\|а1 →                                                   | ↓Свету́ш\|к\|а1 →                                       | Светушеч\|к\|а1                                        |  |
|                                                        | |                                                                   | ↓Светуш\|еньк\|а1 Светуш\|ечк\|а2                      |                                                        |  |
|                                                        | | Свет\|уш\|а1 →                                                    | ↓Светуш\|еньк\|а2 ↓Светуш\|ечк\|а3 Свету́ш\|ка2         |                                                        |  |
|                                                        | ↓Свет\|еньк\|а2 ↓Свет\|ик2 ↓Свет\|к\|а2 ↓Свет\|очк\|а3 ↓Свет\|ул\|я2 ↓Свет\|ун\|я2 ↓Свет\|ус\|я2 ↓Свет\|ух\|а2 ↓Свет\|уш\|а2 ↓Све́т\|ушк\|а2 Свет\|чик3 |                                                                   |                                                        |                                                        |  |
| (С)вет(лан\|а) →                                       | ↓Вет\|а → | ↓Вет\|к\|а1 →                                                     | Веточ\|к\|а1                                           |                                                        |  |
|                                                        | | ↓Вет\|оньк\|а1 ↓Вет\|очк\|а2 Вет\|ушк\|а1                         |                                                        |                                                        |  |
|                                                        | ↓Вет\|к\|а2 ↓Вет\|оньк\|а2 ↓Вет\|очк\|а3 Вет\|ушк\|а2                                                                                                  |                                                                   |                                                        |                                                        |  |
| (Свет)лан\|а →                                         | ↓Лан\|а → | ↓Лан\|к\|а1 →                                                     | Ланоч\|к\|а1                                           |                                                        |  |
|                                                        | | ↓Лань\|к\|а1 →                                                    | Ланеч\|к\|а1                                           |                                                        |  |
|                                                        | | ↓Лан\|ечк\|а2 ↓Лан\|очк\|а2 Лан\|ушк\|а1                          |                                                        |                                                        |  |
|                                                        | ↓Лан\|я → | ↓Лан\|ечк\|а3 ↓Лан\|к\|а2 ↓Лан\|очк\|а3 ↓Лан\|ушк\|а2 Лань\|к\|а2 |                                                        |                                                        |  |
|                                                        | ↓Лан\|ечк\|а4 ↓Лан\|к\|а3 ↓Лан\|очк\|а4 ↓Лан\|ушк\|а3 Лань\|к\|а3                                                                                      |                                                                   |                                                        |                                                        |  |

## Русские личные имена в нарицательной лексике, пословицах и поговорках

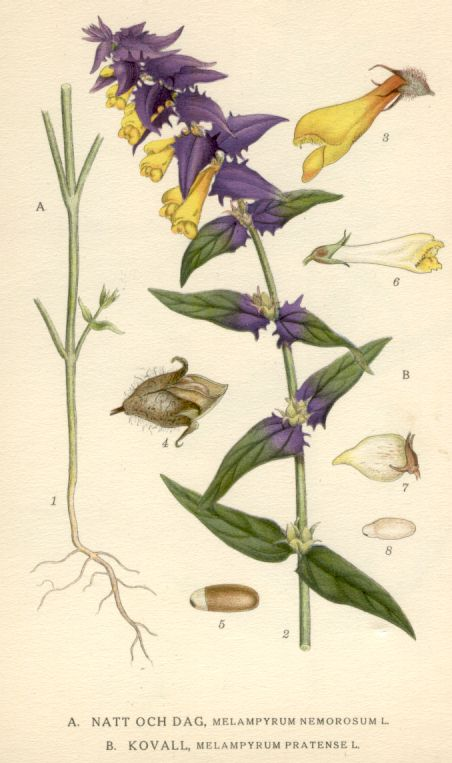
У цветка иван-да-марья жёлтые цветки — это братец Иван, а фиолетовые листья — сестрица Марья

В русском языке в пределах литературной нормы немногочисленны слова, образованные от личных имён для обозначения предметов. Среди них — названия растений: василёк, петрушка, маргаритка, анютины глазки, иван-чай, иван-да-марья, марьин корень, марьин башмачок, тимофеевка, в которых без труда обнаруживается этимологическая связь с именами Василий, Пётр, Маргарита, Анна, Иван, Мария, Тимофей. Петрушка, помимо пряной травы, это ещё и кукла-игрушка, персонаж традиционного русского балагана; в этом же ряду названия игрушек матрёшка и ванька-встанька, образованных от имён Матрёна и Иван. Название инструмента взломщика в виде ломика — фомка — восходит к имени Фома.
Выделяются разговорные кондрашка — апоплексический удар (от имени Кондратий), гаврик — несерьёзный человек, бездельник (← Гавриил). В разговорной речи употребляются глаголы «подкузьмить», «объегорить» (обмануть), «филонить» (бездельничать), в которых выявляется связь с именами Кузьма, Егор, Филон.
Чаще всего в неантропонимической функции выступает имя Иван и его формы. Несколько примеров нарицательных значений слова Иван: это русский человек вообще, русский народ (ср. «Россия вся единый Иван», В. В. Маяковский); человек из простонародья, простак; самостоятельный человек, сам себе хозяин (ср. поговорку «строить из себя Ивана»). Человек высокого роста получал прозвище Полтора-Ивана; в дореволюционной России извозчиков называли ваньками (Ванька — уменьшительное от Иван); ванька мокрый — обиходное название бальзамина, распространённого комнатного растения.
Личные имена задействованы в русской идиоматике; число общеизвестных и употребительных выражений с антропонимами невелико, но они отличаются высокой экспрессивностью. «Показать кузькину мать», «выдрать, как сидорову козу», «шапка по Сеньке», «куда Макар телят не гонял» и «таким макаром», «филькина грамота», «демьянова уха», «тришкин кафтан» — здесь использованы имена Кузьма, Сидор, Сенька (уменьшительное от Семён), Макар, Филька (уменьшительное от Филипп, Филарет, Филимон, Филон и ряда других имён), Демьян, Тришка (← Трифон).
Личные имена часто встречаются в русских пословицах и поговорках: «Ты, Исай, наверх ступай; ты, Денис, иди на низ; а ты, Гаврило, подержись за молотило!»; «Ива́нов, как грибов поганых»; «Мели, Емеля, твоя неделя»; «Вроде Володи, на манер Кузьмы»; «Иван кивает на Петра, а Пётр — на Ивана»; «Я тебе про Фому, а ты мне — про Ерёму»; «Велика Федора, да дура, а Иван мал, да удал» и т. п. Большинство русских пословиц и поговорок архаичны, «не на слуху». Число активно используемых невелико; среди них — «Хороша Маша, да не наша»; «Федот, да не тот». Имена в пословицах и поговорках не содержат характеристики человека — носителя того или иного имени, а используются в обобщённом значении, для обозначения человека вообще. То есть, пословица «Скучно Афонюшке на чужой сторонушке» никак не характеризует переживания человека по имени Афонюшка (ласкательное от Афанасий), а является высказыванием о том, что любой человек на чужбине скучает по родному дому. Как правило, пословицы и поговорки с именами — рифмованные, и имена в них используются по большей части для рифмы, но также для усиления образности и экспрессивности высказывания.
Тем не менее в русском фольклоре существуют рифмованные присловия — юмористические или ироничные, — обращаемые к конкретному носителю имени. Они могут быть комплиментарными или насмешливыми, содержать в себе комментарий каких-либо действий, служить косвенными речевыми актами для приглашения, совета и т. п. Например: «Анна таланна», «Анна — затычка банна», «Катя-Катерина, ножка голубина», «Роман — кожаный карман», «Андрей — воробей», «Сёмка, пойдём-ка».
Чаще, чем в литературном языке, личные имена переходят в разряд нарицательной лексики в различных русских диалектах: «абрам» — человек с бородой (олонецкое), «абрамка» — железный лом (олонецкое), «артюха» — головорез (смоленское), «артюшка» — оборванец (донское), «гурий» — камень, отшлифованный водой (олонецкое), «дёмка» — обманщик, плут (смоленское), «демьянки» — баклажаны (южное Поволжье) и т. д.
Деонимизация личных имён для именования различных предметов свойственна русскому арго; причём арготизация личных имён — явление не новое в русском языке и типичное для него. Ещё в романе В. В. Крестовского «Петербургские трущобы» (1864—1866) встречаются арготизмы «алёшка» (в значении — лакей), «кирюшка» (палач), «жорж» (мошенник) и другие. В современном русском языке широко известно слово «параша» (помойное ведро, ёмкость для нечистот и испражнений в тюремной камере) с пейоративной коннотацией, ранее относившееся к грубым тюремным арготизмам. Слово образовалось от женского имени Параша (уменьшительное от Прасковья). Менее известны относящиеся к тому же словообразовательному ряду «филат» (доска), «мартын» (большой деревянный молот), «сидор» (мешок), «степан» (топор). Сфера их употребления — воровской жаргон и просторечие.
Отымённые арготизмы «феня», «фенечка», «фенька» (образованные от кратких форм и диминутивов Феня, Фенька, Фенечка, соотносимых с группой мужских и женских имён — Парфён, Федосий, Марфа, Фёкла, Федосья и других) также получили широкую известность за счёт активного функционирования в молодёжном сленге. Линии смыслового обогащения и развития этих слов были многовекторными, что привело к образованию целого ряда омонимов. Среди них выделяются:
- незатейливая безделушка, украшение, изготовленное вручную (от названия мелких аксессуаров из одежды хиппи, см. фенечка);
- нечто, рассчитанное на привлечение повышенного интереса;
- выдумка, забавная история, не принимаемая всерьёз.

Смысловые подвижки и языковая игра способствовали развитию фразеологизмов с использованием этих арготизмов: «фенькин номер» (глупая выходка), «выкинуть феню» (совершить экстравагантный поступок) и т. д. Иного происхождения слово «феня» в выражении «до фени» и «к едрёне фене», в которых «феня» — отымённый эвфемизм вульгарного обозначения ягодиц (обозначение «срамных» мест человеческого тела женскими именами, употребляемыми в нарицательном значении, свойственно русской ненормативной лексике). И совершенно не связана со всем изложенным выше этимология слова «феня» в значении «блатной жаргон»: здесь имело место универбация словосочетания «офенская речь» (язык бродячих торговцев, коробейников) до слова «офеня» и дальнейшее усечение с утратой начального гласного, для паронимического выравнивания с именем Феня.

## Частотность использования имён и мода на имена
Частота использования тех или иных имён для наречения новорождённых издавна была неравномерной: одни имена встречались чаще других, а некоторые употреблялись крайне редко. До Октябрьской революции, пока выбор имени зависел от церковных установлений, частота использования имени отчасти объяснялась количеством упоминаний того или иного имени в святцах. В них содержалось большое число поминовений святых с одними и теми же именами; помимо этого, для прославления некоторых святых церковью были установлены по нескольку дней в году (дни памяти апостола Андрея Первозванного, к примеру, — 20 июня и 30 ноября по старому стилю, а также 30 июня в праздник Собора 12 апостолов). В результате мужское имя Иоанн встречалось в дореволюционном месяцеслове 79 раз, женские имена Мария и Анна — 18 и 12 раз соответственно. Частота упоминания этих имён в святцах повлияла на их повсеместную распространённость среди населения. Однако невозможно объяснить распространённость в прошлом того или иного имени только тем, насколько часто оно встречалось в церковных календарях: некоторые имена, упоминавшиеся в них по два-три раза в году, являлись более популярными, чем аналогичные по числу упоминаний.
На многие даты выпадали по нескольку разных имён, по числу поминаемых в этот день святых. Например, 30 августа (по старому стилю) поминаются святители Александр, Иоанн и Павел, патриархи константинопольские; благоверные князья Александр Невский и Даниил Московский; святители сербские Савва I и Савва II, Арсений, Евстафий, Спиридон, Макарий и другие; 6 ноября поминаются св. мученик Феодот и св. мученицы семь дев — Текуса, Фаина, Клавдия, Матрона, Иулия, Александра и Евфрасия, а также преподобный Лука Тавроменийский, святитель Павел, константинопольский патриарх, и другие. Если обряд крещения проводился в такие дни и священник не препятствовал родителям — то у них был относительный выбор имени для ребёнка. Тем не менее возможность выбора предоставлялась не всегда: так, на 31 календарный день декабря выпадало всего 20 женских имён; все девочки, родившиеся в декабре, могли быть крещены только именами Агафья, Анастасия, Ангелина, Анисия, Анна, Анфиса, Анфия, Варвара, Домна, Евгения, Зоя, Иулиания, Клавдия, Лукия, Мелания, Миропия, Феофания, Феофила, Феодотия, Феодора.
В тех случаях, когда церковным календарём предоставлялась альтернатива, родители, как правило, предпочитали хорошо знакомые имена. Некоторые из христианских имён уже к XIV—XV векам прочно укоренились в древнерусском языке. Об этом свидетельствует русский фольклор: народный календарь издавна связывает те или иные природные явления, цикл сельскохозяйственных работ с именами определённых святых. Таковы народные приметы «Савва и Евсей — овсы отсей» (примета на 7 мая, день поминовения мучеников Саввы Стратилата и Евсевия); связанные с Петровым днём (12 июля) «Пётр и Павел жару прибавил», «как придёт Петро, так и будет тепло», «соловей поёт до Петрова дня», «Пётр и Павел — час убавил, а Илья Пророк — два уволок»; или «Трещит Варюха: береги нос да ухо» (17 декабря), «Варвара мосты мостит, Савва гвозди острит, Никола прибивает» или «Варвара мостит, Савва стелет, Никола гвоздит» (17, 18 и 19 декабря; дни памяти великомученицы Варвары, преподобного Саввы Освященного, святителя Николая Чудотворца). Некоторые святые, с именами которых связывались приметы, обретали дополнительные народные эпитеты-прозвания, никак не связанные с православной верой, но свидетельствующие об укоренённости имён в народном сознании: «Три Арины в году живут: Арина — разрой берега, Арина-рассадница да Арина — журавлиный лёт» (соответственно 29 апреля, 18 мая, 1 октября — дни поминовения Ирины Аквилейской, Ирины Македонской и мученицы Ирины); Макарий-погодоуказник, Тимофей-полузимник, Тарас-бессонный, Авдотья-плющиха, Олёна-лёносейка, Леонтий-огуречник, Пётр-поворот, солнцеворот, Анна-холодница, Фёкла-заревница и т. п. Также на выбор имени влияли имена персонажей из народных преданий, былин, сказок, то есть те имена, к которым проявилась народная симпатия, закрепившаяся посредством фольклора.

### Редкие и вышедшие из употребления русские личные имена
Православный именослов включал в себя довольно много имён: на конец XIX века официально числилось около 900 мужских и 250 женских; всего же, с учётом имён в различных редакциях месяцесловов — около двух тысяч. Но, как отмечал В. А. Никонов, «большинство имён из православных святцев в России не использовано, видимо, ни разу». В непопулярности ряда имён прослеживаются определённые закономерности языкового порядка:
- мужские имена, оканчивающиеся на -ин, имели сходство с притяжательными прилагательными, а некоторые также с фамилиями. Таковы Домни́н, Клавди́н, Павли́н, Руфи́н, Мари́н и другие. Если в них сместить ударение, то получатся прилагательные: нечто, относящееся к женщинам с именами Домна, Клавдя, Павла, Руфа, Мара. Другие подобные имена также напоминали прилагательные или фамилии при перемене ударения, хотя и не давали повода путать их с производными словами от женских имён: Антони́н, Виктори́н, Зеви́н, Иусти́н, Севери́н, Фанти́н и т. п. Исключениями из этого ряда являются имена Константин (о нём см. в следующем разделе) и Валентин, которое, однако, до XX века встречалось редко.
- мужские имена, оканчивающиеся на -ик, воспринимались как некая уменьшительная форма, хотя -ик в них не является уменьшительным суффиксом: Андроник, Галик, Зотик, Клеоник, Рустик, Стратоник, Тихик, Фусик и другие. Некоторые из этих имён подвергались трансформации в народной речи: Андроник → Андрон, Зотик → Изот. Однако в целом такие имена являлись относительно редкими.
- редко встречались некоторые слишком короткие имена, мужские односложные из трёх звуков, например Агн, Вар, Вил, Вит, Гай, Дий, Кай, Лин, Рин, Сим, Фал, Фот и женские двусложные Ия, Ада; но в этом случае имелись и исключения: например, мужские имена Кир, Лев, Нил, Тит.
- длинные, пяти- и шестисложные имена или труднопроизносимые, с неблагозвучным сочетанием гласных и согласных использовались очень редко: мужские Екзуперанций, Ексакустодиан, Ерминингельд, Иоанникий, Никтополион; женские Асклипиодота, Синклитикия, Фессалоникия, Филицитата, Христодула, Яздундокта. Тем не менее некоторые многосложные имена укоренились в русском языке благодаря удачному чередованию гласных и согласных: Анастасия, Аполлинария, Екатерина, Елизавета, Максимилиан. Также неблагозвучные звукосочетания встречались и в более коротких именах, что также не способствовало их распространённости: Адавкт, Бардзим, Евпл, Екдит, Елпидифор, Мартирокл, Пафм, Приск, Хусдазад; Голиндуха, Курдува, Малфефа, Проскудия и т. п.
- редко употреблялись имена, вызывающие нежелательные ассоциации с нарицательными словами: мужские имена Вата, Дула, Евпсихий, Маг, Мел, Мест, Муко, Папа (также Папп и Папий), Поплий, Пуд, Ражден, Сухий и другие.

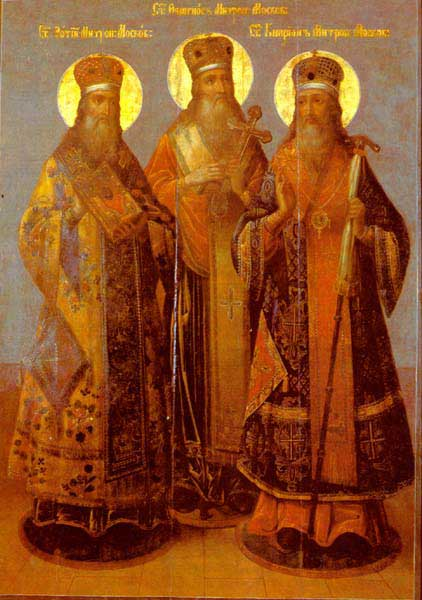
Митрополиты Фотий, Феогност и Киприан

Многие из вышеперечисленных имён, как правило, не применялись при крещении; реальное использование некоторых из них известно лишь по редким случаям наречения при пострижении в монахи или в монахини. Также со временем в русском именослове сформировалась определённая группа имён, принятых в монашеской среде и у священнослужителей. Подобная специфика сделала их неупотребимыми или крайне редкими среди мирян. Таковы имена Андроник, Варлаам, Гурий, Досифей, Ириней, Никон, Паисий, Филофей, Фотий. Однако в этой группе происходили перемены. Так, в середине XIX века имена Аркадий, Виталий, Геннадий вышли за рамки группы, став в итоге мирскими.
Среди русских личных имён есть группа имён, относительно недавно ставших редкими. Таковы имена Афиноген, Герасим, Евсей, Ермолай, Прокопий, Трофим, Анфиса, Евдокия (и Авдотья), Евпраксия, Мелания и им подобные, о которых с 1920-х годов стало распространяться представление как о «деревенских», «простонародных». В XVIII—XIX веках и вплоть до 1930-х годов они использовались достаточно часто, но в связи с бурным ростом городского населения страны со второй половины XX века применялись для именования новорождённых всё реже: сельская молодёжь, покидая деревни и создавая новые семьи на новом месте, отказывалась от многих прежних бытовых традиций, в том числе и от традиционных имён в пользу тех, что чаще встречались в городах.
В современное время некоторые имена и их формы вследствие культурно-бытовых изменений могут восприниматься необычно, и совсем по-иному, чем когда-то. Таковы имена, мужские: Воин, Гад, Донат, Логин, Неон, Фан; женские: Домна, Фото.

### Мода на имена
Говорить о моде на имена в допетровской Руси не приходится: церковные установления не допускали свободного выбора имени новорождённому. Тем не менее некоторые имена получали большее распространение, чем аналогичные им по количеству упоминаний в святцах. Среди причин популярности некоторых имён (помимо тех, что были обозначены ранее) — народное отношение к тем или иным святым; соответственно, имена особо чтимых святых использовались чаще. Вокруг некоторых святых, особенно почитаемых в народе, даже складывались фольклорные циклы легенд и сказок, далёких от житийных описаний. Имена местных святых встречались чаще именно в той местности, где почитали святого. Например, в Угличе и окрестностях в XVII—XVIII веках после канонизации царевича Димитрия было популярно имя Дмитрий; в Ярославле часто встречалось имя Аверьян, так как там почитался св. Аверкий-оруженосец; в Новгороде почитался св. Воин (не следует путать его с Иоанном Воином), и в новгородских землях было распространено русское имя Воин, не входившее в общецерковный именослов. В воронежском регионе особо почитались святые Тихон Задонский и Митрофан Воронежский; здесь имена Тихон и Митрофан относились к числу наиболее популярных.

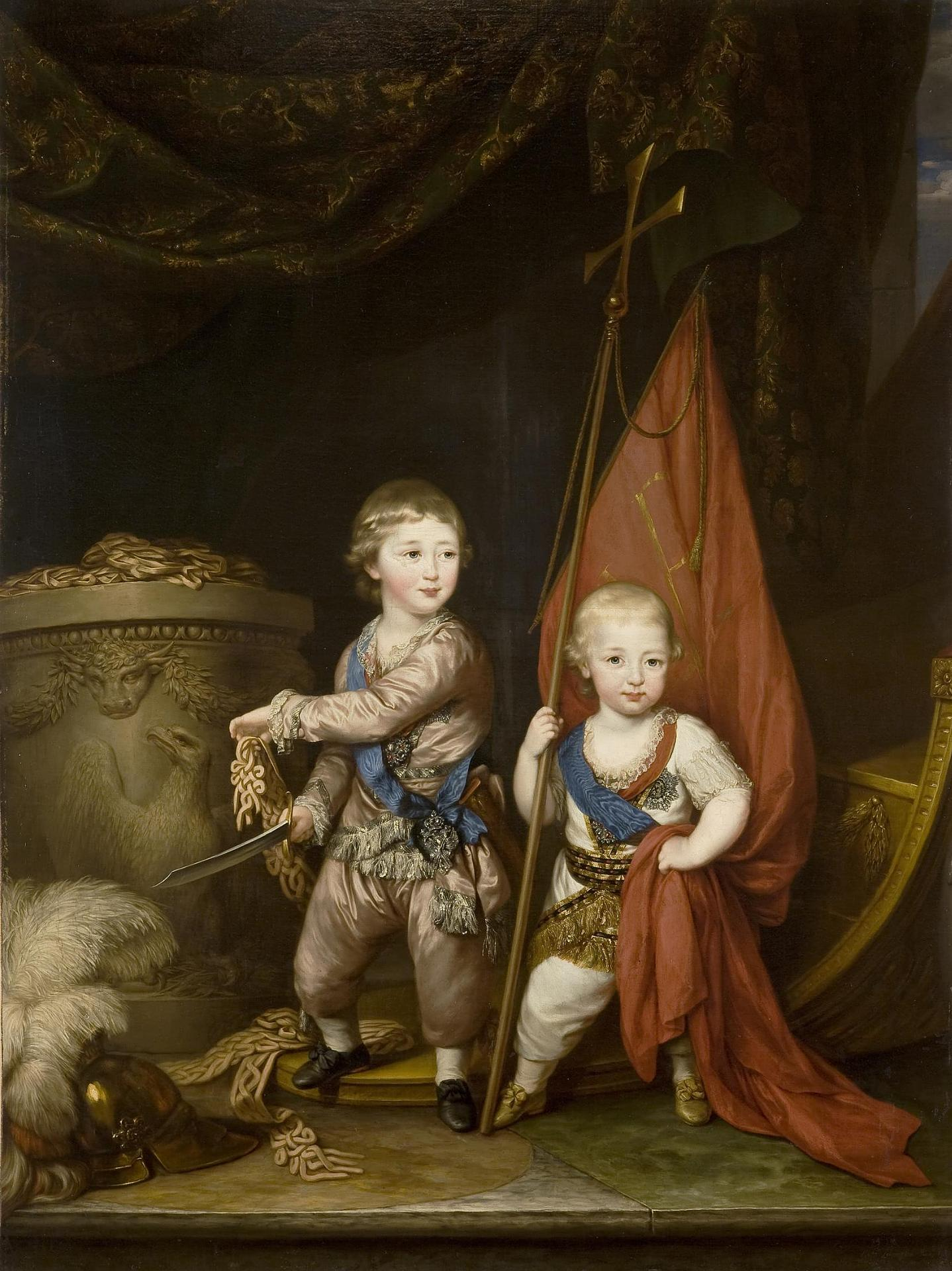
Юные великие князья Александр и Константин Павловичи с милитаристскими атрибутами Греческого проекта. Портрет Ричарда Бромптона, 1781

На популярность того или иного имени положительно влиял именник правящей династии. Если имена Романовых в XVII веке — от Михаила Фёдоровича до Петра I — ничем особенным не выделялись, то в XVIII веке он претерпел существенные изменения. Императрица Елизавета Петровна выбрала своему внучатому племяннику имя Павел (впоследствии — император Павел I); Екатерина II, мать Павла, подобрала своим старшим внукам имена с политическим звучанием — Александр (впоследствии — император Александр I) и Константин (великий князь Константин Павлович). Первое имя было дано Екатериной в честь Александра Невского (но при этом подразумевался и Александр Македонский), а второе — в честь Константина Великого; оба имени выбирались в контексте идеи восстановления Византийской империи (см. «Греческий проект»). Имя Александр, встречавшееся на Руси в XII—XIII веках, к XVII веку стало редкоупотребимым; до второй половины XVIII века не являлось распространённым имя Павел, равно как и Константин; к последнему сложилось отношение как к имени, уместному среди священнослужителей. Введение этих имён в обиход императорской фамилии способствовало росту их популярности, которая ярче всего проявилась в частотности имени Александр. Будучи в XIX веке именем трёх российских императоров, оно к концу века вошло в число самых распространённых русских мужских имён и прочно удерживалось в этом качестве на протяжении всего XX века. Имена Александр и Павел впервые появились в именнике царской династии в семье Петра I: их носили сыновья Петра, умершие во младенчестве.
Аналогичные процессы наблюдались и в отношении имён императриц. Имя Екатерина не относилось к частоупотребимым до XVIII века. Но благодаря длительному царствованию Екатерины II (принявшей это имя при переходе в православие) отмечался рост популярности этого имени во второй половине XVIII — начале XIX века, преимущественно в дворянской среде. А в конце XIX века оно уже входило в круг наиболее частотных женских имён во всех сословиях. Имя Александра стало чаще использоваться в конце XIX — начале XX века; причиной тому послужило имя жены Николая II — императрицы Александры Фёдоровны.
Начиная с XIX века немалую роль в популяризации того или иного имени играла литература и драматургия. Писатели нередко чутко улавливали или предвосхищали возникновение повышенного интереса к определённым именам. Давая их своим персонажам, они способствовали оформлению и росту наметившихся в обществе тенденций — это выражалось особенно заметно, если произведение пользовалось широкой известностью. Так, повесть Н. М. Карамзина «Бедная Лиза» усилила рост частотности употребления имени Елизавета, которое в конце XVIII века было «на подъёме» в русской дворянской среде. В начале XIX века отмечался также короткий всплеск моды на имя главного героя повести — Эраст. Баллада В. А. Жуковского «Людмила» и поэма А. С. Пушкина «Руслан и Людмила» по сути ввели в оборот имя Людмила. Оно единожды упоминалось в православных святцах как имя св. Людмилы, княгини чешской, но де-факто не использовалось: случаев крещения с наречением этим именем до первой половины XIX века не отмечалось. Пик популярности этого имени наблюдался уже в XX веке, в 1930-е — 1940-е годы, когда оно вошло в число наиболее востребованных женских имён. Похожая судьба у имени Руслан: в XIX веке это исключительно литературное имя, обретшее в XX веке статус имени реального.

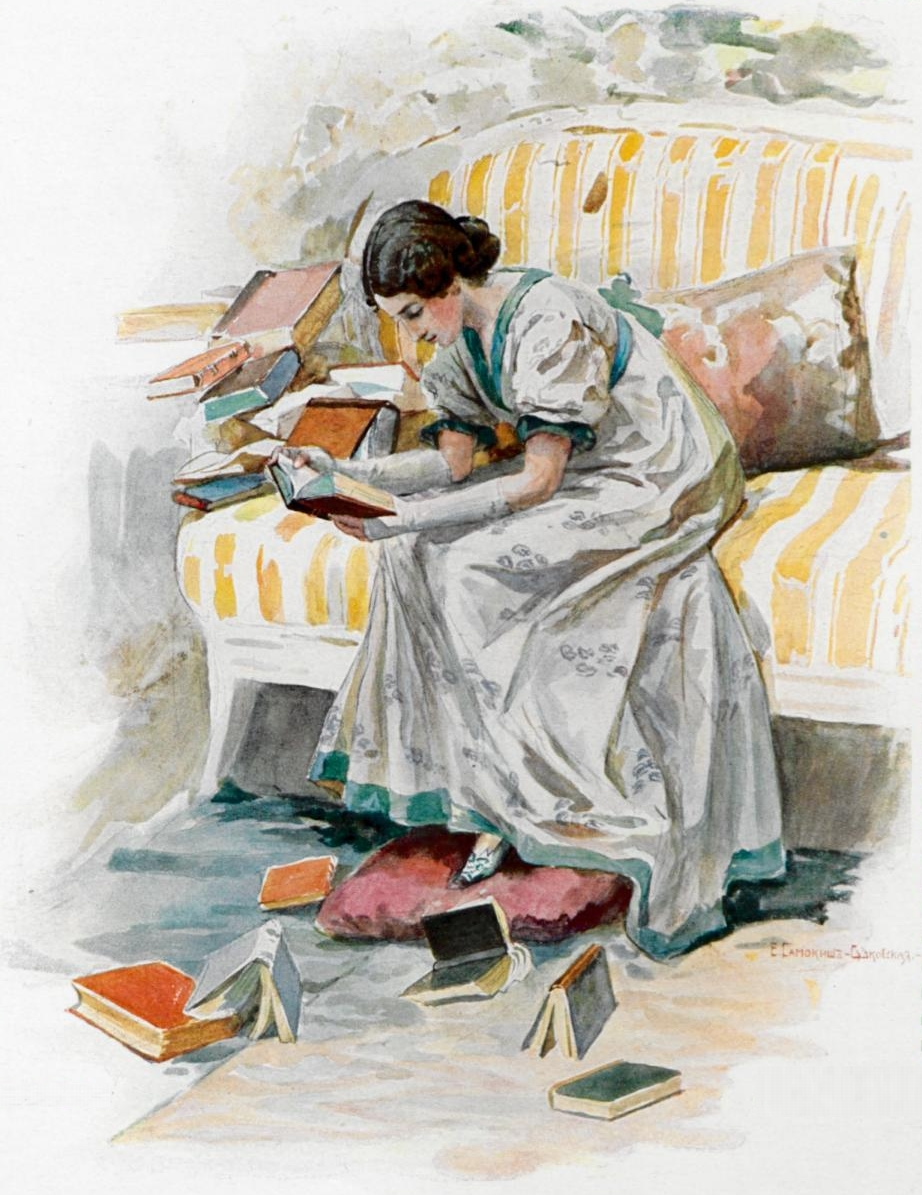
Татьяна Ларина. Иллюстрация Е. Самокиш-Судковской к «Евгению Онегину». 1900-е годы

Пушкинские произведения — поэма «Медный всадник» и роман «Евгений Онегин» — способствовали росту частотности имени Евгений, до XIX века бытовавшего в основном в кругу духовенства. С последним произведением совершенно определённо связана история имени Татьяна — имени главной героини пушкинского романа. На момент создания романа имя считалось простонародным, и вне крестьянской и купеческой среды практически не встречалось. Но благодаря А. С. Пушкину его восприятие в обществе переменилось. С 1830-х годов оно стало использоваться в дворянских семьях, а к концу XIX века статус имени возрос настолько, что оно появилось в императорском именослове: в семье Николая II посчитали возможным присвоить его одной из великих княжон. Однако здесь имело место скорее восстановление прежнего отношения к имени, так как оно входило в круг династических имён Романовых: его носительницей была царевна Татьяна Михайловна, одна из сестёр царя Алексея Михайловича.
Популяризации ряда имён способствовали пьесы А. Н. Островского, одного из самых репертуарных русских драматургов. Алла Кторова отмечала, что Островский — первый из наших национальных писателей, «предугадавший» имена будущей России XX века. В его пьесах встречаются такие имена, как Аркадий, Виктор, Виталий, Геннадий, Леонид, Зоя, Лариса — то есть те, которые были очень редкими в середине XIX века и стали распространёнными в XX веке.

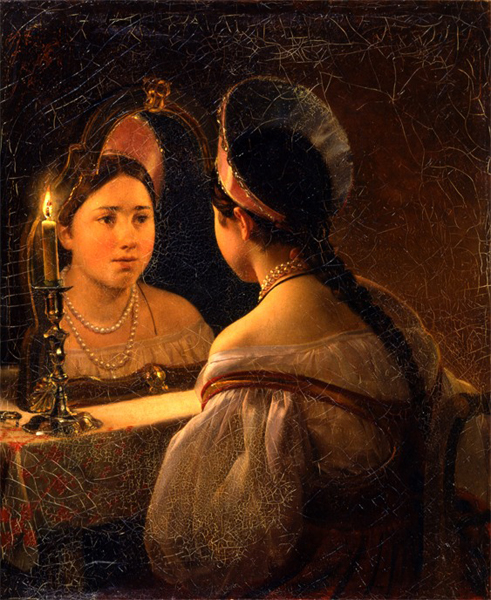
Карл Брюллов, иллюстрация к балладе Жуковского — Светлана за гаданием

У уникального имени Светлана складывалась непростая судьба в XIX—XX веках. Уникальность его в том, что оно — единственное русское имя, возникшее в литературе (то есть искусственное) и получившее впоследствии широкое распространение. Имя впервые появилось в романсе А. Х. Востокова и было популяризировано В. А. Жуковским в балладе «Светлана» (опубликована в 1813 году). Новообразованное имя прижилось и стало иногда использоваться в качестве второго, домашнего женского имени в некоторых дворянских семьях. Баллада Жуковского из-за своего сюжета прочно связалась в общественном сознании с празднованием святок — любимым в дореволюционной России праздником, а её фрагменты легли в основу нескольких народных песен. Интерес к имени на протяжении XIX века только возрастал. В начале XX века имели место случаи официального крещения неправославным именем, но в 1912 году последовало специальное распоряжение церковных властей «О запрещении наречения именем Светлана»; всем желающим назвать своих дочерей именем Светлана было дозволено крестить их содержавшимися в святцах именами Фото, Фотина, Фотиния, произошедшими от др.-греч. φῶς, род. п. φωτός — «свет». После Октябрьской революции, начиная с 1920-х годов, последовал всплеск моды на это имя, и дочери советских партийно-государственных вождей — Н. И. Бухарина, М. Н. Тухачевского, И. В. Сталина, В. М. Молотова — носили имя Светлана. Как и в случаях с именами из царского именослова, особую роль в судьбе имени сыграло то обстоятельство, что его носила дочь «вождя народов». После того, как её имя стало широко известным общественности (1935 год), последовало стремительное нарастание частотности его использования, и в 1950-е — 1960-е годы имя вошло в группу наиболее употребимых русских женских имён.
Однако литературные произведения могли не только способствовать популяризации того или иного имени, но и влиять прямо противоположным образом. Ярким примером тому служит судьба имени Митрофан. Использованное в комедии Д. И. Фонвизина «Недоросль» (1782) в качестве имени главного персонажа, оно «обросло» в русской культуре негативными коннотациями. Ассоциативные тесты, проведённые среди студентов в начале XXI века, установили, что имя прочно связывается с понятиями «глупость», «безграмотность», «лентяй», «дурачок» и другими подобного ряда. С конца XIX века частотность имени стала снижаться даже в крестьянской среде Воронежской губернии (где особо почитался св. Митрофан Воронежский), а к середине XX века оно повсеместно фактически вышло из обихода.

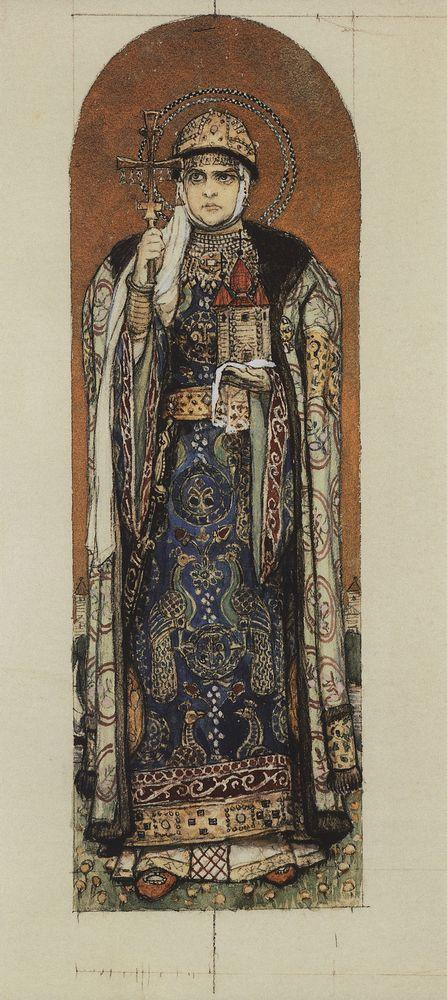
Равноапостольная княгиня Святая Ольга была крещена как «Елена», но, равно как и её внук Владимир Святой (крещённый как «Василий»), оставила в святцах и культуре своё настоящее имя

В XIX—XX веках прослеживаются и другие проявления моды на те или иные имена, обусловленные событиями культурно-исторического характера. Например, во второй половине XIX века в русском обществе наблюдался повышенный интерес к древнерусской истории; его влияние на именник обнаруживается в том, что в образованных слоях в это время участилось употребление имён первых древнерусских правителей — Олег, Игорь, Владимир, Всеволод, Ольга и других. Случаи наречения некоторыми из этих имён в конце XIX — начале XX века иногда встречали сопротивление духовных властей. Известен казус в семье высокопоставленного военного, в 1910-е годы настоявшего на крещении своего сына именем Олег. В святцах упоминается единственный носитель имени — князь Олег Романович Брянский, но крестильное имя святого — Леонтий, а постриг он принял под именем Василий; поэтому его мирское имя не признавалось церковью подлинно христианским. Когда известие о факте крещения дошло до высших церковных кругов, один из иерархов, выражая своё недовольство, резюмировал: «Перекрещивать не потребую, но взыскание на священника наложу». Показательно, что имя Олег к тому времени уже входило в именник правящей династии — так звали одного из сыновей великого князя Константина Константиновича. Другого своего сына Константин Константинович назвал Игорем, также очень редким на конец XIX века именем, только входившим в моду. Редкостью своего имени в начале XX века гордился поэт Игорь Северянин, писавший:
Как хорошо, что я отдельный,

Что Игорь я, а не Иван.
Частотность имён Олег и Игорь стала увеличиваться после Октябрьской революции, достигнув своего пика в 1960-е годы.
В советское время немаловажную роль в распространённости того или иного имени порой играли значимые события общественно-политического и культурного характера, получавшие широкое освещение в средствах массовой информации. Имя национального героя Валерия Чкалова во второй половине 1930-х годов благодаря СМИ было известно едва ли не всей стране, что повлияло в эти и последующие годы на частотность имени Валерий. А в 1970-е годы в советских СМИ широко освещались события вокруг американской коммунистки Анджелы Дэвис; это привело к заметному росту частотности имени Анджела (и его варианта Анжела), употребление которого до 1970-х носило окказиональный характер. На популярность имён также имели влияние произведения массовой культуры. Успешный прокат в СССР в 1960-е годы серии французских фильмов об Анжелике привёл к появлению в русском именнике имени Анжелика.

### Последствия моды на имена
Описанные в предыдущем разделе перемены, случившиеся после Октябрьской революции, характерны не только для некоторых отдельно взятых имён, но и для русского именослова в целом: исчезновение церковного контроля (и вообще отсутствие всякого официального контроля) над антропонимической ситуацией в послереволюционное время привело к существенным подвижкам в русском именнике. Это позволило реализоваться в полной мере представлениям в обществе о тех или иных именах как о «модных».
Однако развившийся феномен моды на имена обладал негативными последствиями. Если в 1920-е годы имело место существенное расширение русского именника, то в конце 1930-х годов тенденция сменилась на прямо противоположную: число активно используемых имён стало резко сокращаться, что привело к возрастанию количества новорождённых с одними и теми же именами. Н. А. Петровский приводил случай из провинциальной школы Рязанской области: из 23 выпускниц 1955 года 17 являлись носительницами имени Нина, которое пережило пик популярности в конце 1930-х — 1940-е годы. А. В. Суперанская и А. В. Суслова на основании обработки статистических данных отмечали, что состав имён, дававшихся новорождённым в 1960-е годы, был слишком узким. Так, в Ленинграде на каждую тысячу мальчиков приходилось всего 71 имя, на каждую тысячу девочек — 74. При этом в дифференциации отдельных имён выявлялась колоссальная диспропорция: среди двух тысяч мальчиков, зарегистрированных в январе-марте 1966 года в ленинградском Дворце «Малютка», имя Сергей встретилось 266 раз, Александр — 231, Андрей — 181, тогда как имя Глеб — 3 раза, Валентин — 2, Захар — 1. Аналогичная ситуация с новорождёнными девочками, зарегистрированными в тот же период: остановили свой выбор на имени Елена родители 295 девочек из двух тысяч новорождённых, Ирина — 212, Татьяна — 201, тогда как имя Ксения получили только две девочки, а Зоя зарегистрирована лишь однажды. Уменьшение числа активно используемых имён отчасти объяснялось тем, что начиная с 1930-х и до 1960-х годов не издавалось никаких доступных пособий, способных помочь родителям в выборе имени. С конца 1960-х годов ситуация начала исправляться: вышли один за другим несколько антропонимических словарей и справочников, рассчитанных на родителей и работников загсов. В 1970-е — 1980-е годы отмечалось некоторое увеличение числа активно используемых имён и сокращение области охвата для наиболее популярных имён.
А. В. Суслова и А. В. Суперанская отмечали, что чрезмерная распространённость «модных» имён приводит к определённому нивелированию индивидуальности человека, тогда как личное имя по своей сути призвано подчёркивать уникальность человеческой личности. К обладателю имени массового распространения с ранних лет воспитатели и учителя вынуждены обращаться по фамилии, чтобы выделить его среди многочисленных тёзок в детском саду или школе. Подобное обращение, по их мнению, обесценивает личное имя — оно становится неупотребительным во многих ситуациях, не функционирует тогда, когда, казалось бы, должно выполнять свою прямую функцию — называть человека. Распространённое имя нередко способствует формированию в среде сверстников обидного для ребёнка отфамильного или иного прозвища. Н. А. Петровский, отмечая негативные стороны моды на имена, писал:
Даже самые красивые имена теряют свою прелесть, если они встречаются слишком часто.
А. Кторова, сопоставляя моду на имена и другие проявления моды, обобщала:
Мода на причёски, мебель и длину платьев приходит и уходит, а имя остаётся на всю жизнь.
А. Кторова также обращала внимание на пример «отталкивания от моды» в случае именования детей в семье Александра Солженицына, сыновья которого носят имена Ермолай, Игнат и Степан — имена, редкие в 1970-е годы. Подобные примеры имеются в семьях современных известных людей. Так, сыновья киноактрисы и телеведущей Марии Шукшиной носят имена Макар, Фома и Фока; дети певца Олега Газманова — Родион, Филипп и Марианна. Дети актрисы и радиоведущей Амалии Беляевой (Амалии&Амалии) носят имена Диана, Герман, Евангелина и Серафима.
С другой стороны, В. А. Никонов подчёркивал, что имя не только служит отличению людей, но и вводит человека в определённый ряд, связывая носителя имени с другими носителями. Сверх того, имя всегда обладает социальными функциями, соотнося носителя имени с той или иной социальной группой. Имя, укоренившись в языке, быстро обрастает культурно-историческими ассоциациями, с помощью которых в обществе формируется отношение к нему, которое, в свою очередь, неизбежно влияет на личность носителя. Поэтому как редкое, так и частое имя могут быть не лучшим выбором в социальном или культурном контексте определённого промежутка времени. В отношении модных имён В. А. Никонов писал:
Противопоставление редкого частому обманчиво. В 1920-х годах девочке дали самое редкое имя Светлана, её ровеснице — самое частое имя Анна, теперь [то есть в начале 1970-х годов] Светлан тысячи, а Анна редко встретит тёзку. Самое редкое имя спустя десятилетия может оказаться лишь подчёркивающим возраст. Наивны и потуги на оригинальность в придумывании имён небывалых. «Свобода выбора» мнима. И при свободе от государственного вмешательства и от заданного церковью списка имён выбор имени, как показано на стольких примерах, подчинён могущественной власти обычая и моды, а кто пытается встать над ними, жёстко ограничен нормами языка.
Следует лишь добавить, что спустя десятилетия взятые в качестве примера имена Анна и Светлана поменялись местами: Анна в начале XXI века входит в число самых популярных женских имён, тогда как Светлана в 1990-е годы стремительно «вышло из моды»; произошедшие перемены наглядно иллюстрируют «текучесть общественных представлений об образе того или иного имени».

### Частотность использования имён
Как уже отмечалось, русский именник постоянно обновляется: некоторые имена, использовавшиеся часто, выходят из употребления; другие, относившиеся к редким, становятся частотными.
Л. М. Щетинин проследил на протяжении нескольких столетий частотность 7 мужских и 7 женских имён, бывших наиболее употребимыми в XIX веке:
| Распространённость наиболее употребительных имён с XVII по XX век (на каждую тысячу именуемых) | Распространённость наиболее употребительных имён с XVII по XX век (на каждую тысячу именуемых) | Распространённость наиболее употребительных имён с XVII по XX век (на каждую тысячу именуемых) | Распространённость наиболее употребительных имён с XVII по XX век (на каждую тысячу именуемых) | Распространённость наиболее употребительных имён с XVII по XX век (на каждую тысячу именуемых) | Распространённость наиболее употребительных имён с XVII по XX век (на каждую тысячу именуемых) | Распространённость наиболее употребительных имён с XVII по XX век (на каждую тысячу именуемых) |
| Имена                                                                                          | XVII век                                                                                       | XVIII век                                                                                      | XIX век                                                                                        | XX век                                                                                         | XX век                                                                                         | XX век                                                                                         |
| Имена                                                                                          | XVII век                                                                                       | XVIII век                                                                                      | XIX век                                                                                        | до 1917 года                                                                                   | 1920-е                                                                                         | 1960-е                                                                                         |
| ---------------------------------------------------------------------------------------------- | ---------------------------------------------------------------------------------------------- | ---------------------------------------------------------------------------------------------- | ---------------------------------------------------------------------------------------------- | ---------------------------------------------------------------------------------------------- | ---------------------------------------------------------------------------------------------- | ---------------------------------------------------------------------------------------------- |
| Василий                                                                                        | 50                                                                                             | 47                                                                                             | 66                                                                                             | 68                                                                                             | 10                                                                                             | 3                                                                                              |
| Иван                                                                                           | 111                                                                                            | 100                                                                                            | 111                                                                                            | 246                                                                                            | 18                                                                                             | 6                                                                                              |
| Михаил                                                                                         | 23                                                                                             | 20                                                                                             | 37                                                                                             | 38                                                                                             | 28                                                                                             | 38                                                                                             |
| Павел                                                                                          | 6                                                                                              | 12                                                                                             | 29                                                                                             | 30                                                                                             | 12                                                                                             | 12                                                                                             |
| Пётр                                                                                           | 23                                                                                             | 22                                                                                             | 34                                                                                             | 18                                                                                             | 14                                                                                             | 12                                                                                             |
| Степан                                                                                         | 28                                                                                             | 34                                                                                             | 33                                                                                             | 8                                                                                              | 4                                                                                              | 2                                                                                              |
| Яков                                                                                           | 19                                                                                             | 25                                                                                             | 22                                                                                             | 10                                                                                             | 8                                                                                              | 2                                                                                              |
| Анна                                                                                           | нет сведений                                                                                   | 63                                                                                             | 64                                                                                             | 64                                                                                             | 51                                                                                             | 12                                                                                             |
| Евдокия                                                                                        | нет сведений                                                                                   | 17                                                                                             | 22                                                                                             | 8                                                                                              | 6                                                                                              | —                                                                                              |
| Елена                                                                                          | нет сведений                                                                                   | 24                                                                                             | 30                                                                                             | 32                                                                                             | 28                                                                                             | 120                                                                                            |
| Наталья                                                                                        | нет сведений                                                                                   | 18                                                                                             | 21                                                                                             | 36                                                                                             | 12                                                                                             | 108                                                                                            |
| Ольга                                                                                          | нет сведений                                                                                   | 15                                                                                             | 27                                                                                             | 45                                                                                             | 30                                                                                             | 70                                                                                             |
| Прасковья                                                                                      | нет сведений                                                                                   | 34                                                                                             | 28                                                                                             | 12                                                                                             | 3                                                                                              | —                                                                                              |
| Татьяна                                                                                        | нет сведений                                                                                   | 18                                                                                             | 20                                                                                             | 36                                                                                             | 16                                                                                             | 116                                                                                            |

Как видно из таблицы, немногие имена сохраняли относительно стабильную частотность на протяжении веков; из представленных в таблице к таковым можно отнести только мужское имя Михаил. Имена Василий, Иван, Степан, Яков и Анна, Евдокия, Прасковья в течение XX века (до 1970-х годов) использовались всё реже. В. Д. Бондалетов, исследуя русский именник в XX веке, выделял подобные имена в группу имён затухающей употребительности. Имена Евдокия и Прасковья к 1970-м годам практически вышли из употребления (однако частотность имени Анна, показывавшего сходную динамику, в 1970-е — 1980-е годы существенно увеличилась). В. Д. Бондалетов в именнике XX века также выделял группы имён стабильной популярности (Александр, Владимир); популярности, возраставшей на протяжении столетия (Андрей, Игорь, Олег; к ним же относятся имена Елена, Наталья, Ольга, Татьяна, что показано в таблице); и другие.
В. А. Никонов приводил сведения по частотности имён новорождённых в 1961 году по 7 областным центрам и сельским районам 9 областей РСФСР, которые представлены в двух нижеследующих таблицах:
| Частотность имён у мальчиков, родившихся в 1961 году (в промилле; по городам Курск, Калуга, Кострома, Владимир, Тамбов, Пенза, Ульяновск, и сельским районам Курской, Калужской, Ярославской, Костромской, Владимирской, Тамбовской, Пензенской, Ульяновской, Самарской областей)                                           | Частотность имён у мальчиков, родившихся в 1961 году (в промилле; по городам Курск, Калуга, Кострома, Владимир, Тамбов, Пенза, Ульяновск, и сельским районам Курской, Калужской, Ярославской, Костромской, Владимирской, Тамбовской, Пензенской, Ульяновской, Самарской областей)                                           | Частотность имён у мальчиков, родившихся в 1961 году (в промилле; по городам Курск, Калуга, Кострома, Владимир, Тамбов, Пенза, Ульяновск, и сельским районам Курской, Калужской, Ярославской, Костромской, Владимирской, Тамбовской, Пензенской, Ульяновской, Самарской областей)                                           | Частотность имён у мальчиков, родившихся в 1961 году (в промилле; по городам Курск, Калуга, Кострома, Владимир, Тамбов, Пенза, Ульяновск, и сельским районам Курской, Калужской, Ярославской, Костромской, Владимирской, Тамбовской, Пензенской, Ульяновской, Самарской областей)                                           | Частотность имён у мальчиков, родившихся в 1961 году (в промилле; по городам Курск, Калуга, Кострома, Владимир, Тамбов, Пенза, Ульяновск, и сельским районам Курской, Калужской, Ярославской, Костромской, Владимирской, Тамбовской, Пензенской, Ульяновской, Самарской областей)                                           | Частотность имён у мальчиков, родившихся в 1961 году (в промилле; по городам Курск, Калуга, Кострома, Владимир, Тамбов, Пенза, Ульяновск, и сельским районам Курской, Калужской, Ярославской, Костромской, Владимирской, Тамбовской, Пензенской, Ульяновской, Самарской областей)                                           | Частотность имён у мальчиков, родившихся в 1961 году (в промилле; по городам Курск, Калуга, Кострома, Владимир, Тамбов, Пенза, Ульяновск, и сельским районам Курской, Калужской, Ярославской, Костромской, Владимирской, Тамбовской, Пензенской, Ульяновской, Самарской областей)                                           | Частотность имён у мальчиков, родившихся в 1961 году (в промилле; по городам Курск, Калуга, Кострома, Владимир, Тамбов, Пенза, Ульяновск, и сельским районам Курской, Калужской, Ярославской, Костромской, Владимирской, Тамбовской, Пензенской, Ульяновской, Самарской областей)                                           | Частотность имён у мальчиков, родившихся в 1961 году (в промилле; по городам Курск, Калуга, Кострома, Владимир, Тамбов, Пенза, Ульяновск, и сельским районам Курской, Калужской, Ярославской, Костромской, Владимирской, Тамбовской, Пензенской, Ульяновской, Самарской областей) | Частотность имён у мальчиков, родившихся в 1961 году (в промилле; по городам Курск, Калуга, Кострома, Владимир, Тамбов, Пенза, Ульяновск, и сельским районам Курской, Калужской, Ярославской, Костромской, Владимирской, Тамбовской, Пензенской, Ульяновской, Самарской областей) | Частотность имён у мальчиков, родившихся в 1961 году (в промилле; по городам Курск, Калуга, Кострома, Владимир, Тамбов, Пенза, Ульяновск, и сельским районам Курской, Калужской, Ярославской, Костромской, Владимирской, Тамбовской, Пензенской, Ульяновской, Самарской областей) | Частотность имён у мальчиков, родившихся в 1961 году (в промилле; по городам Курск, Калуга, Кострома, Владимир, Тамбов, Пенза, Ульяновск, и сельским районам Курской, Калужской, Ярославской, Костромской, Владимирской, Тамбовской, Пензенской, Ульяновской, Самарской областей) | Частотность имён у мальчиков, родившихся в 1961 году (в промилле; по городам Курск, Калуга, Кострома, Владимир, Тамбов, Пенза, Ульяновск, и сельским районам Курской, Калужской, Ярославской, Костромской, Владимирской, Тамбовской, Пензенской, Ульяновской, Самарской областей) | Частотность имён у мальчиков, родившихся в 1961 году (в промилле; по городам Курск, Калуга, Кострома, Владимир, Тамбов, Пенза, Ульяновск, и сельским районам Курской, Калужской, Ярославской, Костромской, Владимирской, Тамбовской, Пензенской, Ульяновской, Самарской областей) | Частотность имён у мальчиков, родившихся в 1961 году (в промилле; по городам Курск, Калуга, Кострома, Владимир, Тамбов, Пенза, Ульяновск, и сельским районам Курской, Калужской, Ярославской, Костромской, Владимирской, Тамбовской, Пензенской, Ульяновской, Самарской областей) | Частотность имён у мальчиков, родившихся в 1961 году (в промилле; по городам Курск, Калуга, Кострома, Владимир, Тамбов, Пенза, Ульяновск, и сельским районам Курской, Калужской, Ярославской, Костромской, Владимирской, Тамбовской, Пензенской, Ульяновской, Самарской областей) | Частотность имён у мальчиков, родившихся в 1961 году (в промилле; по городам Курск, Калуга, Кострома, Владимир, Тамбов, Пенза, Ульяновск, и сельским районам Курской, Калужской, Ярославской, Костромской, Владимирской, Тамбовской, Пензенской, Ульяновской, Самарской областей) |
| Имена | Областные центры | Областные центры | Областные центры | Областные центры | Областные центры | Областные центры | Областные центры | Сельские районы областей | Сельские районы областей | Сельские районы областей | Сельские районы областей | Сельские районы областей | Сельские районы областей | Сельские районы областей | Сельские районы областей | Сельские районы областей |
| Имена | Курск | Калуга | Костр. | Влад. | Тамбов | Пенза | Ульян. | Курск. | Калуж. | Яросл. | Костр. | Влад. | Тамб. | Пенз. | Ульян. | Самар. |
| --- | --- | --- | --- | --- | --- | --- | --- | --- | --- | --- | --- | --- | --- | --- | --- | --- |
| Александр | 122 | 109 | 137 | 146 | 142 | 143 | 145 | 140 | 126 | 158 | 142 | 133 | 156 | 190 | 202 | 177 |
| Алексей | 13 | 20 | 31 | 46 | 29 | 48 | 33 | 28 | 53 | 40 | 40 | 56 | 41 | 30 | 30 | 29 |
| Альберт | <0,5 | 1 | 4 | 4 | 2 | 1 | 2 | — | — | 2 | 2 | — | — | — | — | — |
| Анатолий | 22 | 12 | 27 | 12 | 17 | 20 | 21 | 35 | 23 | 45 | 36 | 15 | 40 | 34 | 35 | 30 |
| Андрей | 29 | 77 | 115 | 102 | 59 | 33 | 53 | 11 | 7 | 21 | 23 | 16 | 4 | 6 | 5 | 7 |
| Аркадий | <0,5 | 1 | 6 | 1 | 3 | 3 | 1 | — | — | 2 | 2 | 1 | — | — | — | — |
| Борис | 7 | 13 | 6 | 5 | 8 | 8 | 5 | 5 | 5 | 7 | 14 | 3 | 6 | 4 | 3 | 3 |
| Вадим | 4 | 7 | 15 | 9 | 5 | 4 | 5 | 1 | 2 | 5 | 3 | 3 | 1 | — | <0,5 | — |
| Валентин | 4 | 4 | 2 | 1 | 2 | 3 | 3 | 7 | 2 | 6 | 9 | 7 | 8 | 5 | 6 | 4 |
| Валерий | 34 | 31 | 32 | 42 | 42 | 56 | 57 | 11 | 20 | 28 | 20 | 24 | 29 | 22 | 33 | 25 |
| Василий | 6 | 3 | 11 | 9 | 10 | 4 | 4 | 50 | 38 | 15 | 24 | 42 | 24 | 23 | 21 | 33 |
| Виктор | 32 | 30 | 26 | 26 | 29 | 28 | 20 | 74 | 87 | 35 | 40 | 62 | 75 | 75 | 49 | 54 |
| Виталий | 10 | 12 | 7 | 4 | 9 | 13 | 5 | 7 | 3 | 1 | 16 | 5 | 4 | 1 | 2 | 4 |
| Владимир | 87 | 81 | 95 | 86 | 88 | 100 | 101 | 114 | 96 | 119 | 109 | 103 | 103 | 135 | 139 | 111 |
| Владислав | 2 | 2 | 1 | 3 | 4 | 6 | 2 | — | 1 | — | — | — | 2 | — | <0,5 | 1 |
| Вячеслав | 19 | 17 | 20 | 19 | 19 | 28 | 34 | 5 | 23 | 21 | 16 | 23 | 17 | 12 | 21 | 14 |
| Геннадий | 30 | 26 | 9 | 5 | 43 | 19 | 10 | 13 | 19 | 15 | 13 | 28 | 14 | 22 | 20 | 20 |
| Георгий | 3 | 2 | 2 | 1 | 2 | 1 | 4 | 1 | 3 | 1 | — | 1 | 1 | — | 1 | 2 |
| Герман | <0,5 | — | 2 | 5 | 2 | 3 | 2 | — | — | 1 | 5 | — | — | 2 | — | — |
| Григорий | 2 | 1 | 3 | 2 | 3 | 1 | 1 | 12 | 3 | 2 | 2 | 2 | 1 | 4 | 1 | 5 |
| Дмитрий | 9 | 9 | 9 | 13 | 7 | 11 | 8 | 8 | 7 | 6 | 2 | 3 | 4 | 1 | 5 | 6 |
| Евгений | 21 | 31 | 23 | 11 | 11 | 24 | 35 | 3 | 12 | 37 | 37 | 38 | 25 | 16 | 47 | 34 |
| Иван | 4 | 4 | 4 | 3 | 7 | 2 | 4 | 50 | 44 | 11 | 5 | 24 | 44 | 23 | 27 | 23 |
| Игорь | 82 | 101 | 30 | 53 | 69 | 57 | 38 | 7 | 21 | 8 | 8 | 7 | 8 | 9 | 3 | 6 |
| Константин | 4 | 9 | 4 | 8 | 8 | 6 | 15 | — | — | 6 | 4 | 6 | 2 | 4 | 6 | 3 |
| Лев | <0,5 | — | 1 | 4 | 1 | 1 | 2 | — | — | — | — | 2 | 2 | — | <0,5 | — |
| Леонид | 8 | 7 | 12 | 7 | 1 | 2 | 3 | 15 | 8 | 8 | 30 | 3 | 4 | — | 2 | 7 |
| Михаил | 35 | 47 | 45 | 43 | 47 | 58 | 22 | 35 | 45 | 31 | 39 | 50 | 34 | 41 | 33 | 29 |
| Николай | 37 | 27 | 54 | 47 | 41 | 19 | 30 | 112 | 97 | 124 | 130 | 91 | 91 | 68 | 90 | 91 |
| Олег | 56 | 42 | 27 | 29 | 39 | 48 | 35 | 3 | 3 | 8 | 15 | 7 | 6 | 9 | 6 | 7 |
| Павел | 5 | 7 | 19 | 10 | 11 | 6 | 13 | 12 | 6 | 15 | 9 | 12 | 8 | 4 | 8 | 12 |
| Пётр | 1 | 2 | 4 | 2 | 7 | 2 | 3 | 7 | 24 | 2 | 2 | 10 | 20 | 13 | 12 | 26 |
| Роман | 1 | 2 | 1 | 2 | 1 | <0,5 | 1 | — | — | — | — | 1 | — | — | <0,5 | — |
| Сергей | 164 | 149 | 162 | 174 | 136 | 162 | 210 | 127 | 111 | 146 | 132 | 142 | 113 | 139 | 122 | 137 |
| Станислав | 4 | 1 | 8 | 2 | 4 | 2 | 3 | 5 | 2 | 2 | 4 | 1 | 1 | 1 | 1 | 1 |
| Фёдор | 1 | 1 | 2 | 1 | 1 | 2 | 1 | 1 | 1 | 4 | 5 | 2 | 1 | — | 4 | 2 |
| Эдуард | 8 | 3 | 2 | 4 | 3 | 2 | 2 | 1 | 1 | — | — | — | — | — | — | — |
| Юрий | 132 | 102 | 31 | 56 | 87 | 68 | 63 | 93 | 90 | 65 | 60 | 70 | 109 | 104 | 63 | 90 |
| Прочие (*) | 1 | 7 | 2 | 3 | 1 | 6 | 4 | 8 | 17 | 3 | 2 | 7 | 2 | 3 | 3 | 7 |
| (*) — в городах: Артур, Вениамин, Всеволод, Илья, Матвей, Кирилл, Роберт, Ростислав, Рудольф, Руслан, Семён, Степан, Яков. По одному разу: Арнольд, Арсений, Артём, Владлен, Егор, Илларион, Леонтий, Максим, Марк, Мирослав, Митрофан, Никита, Олимп, Пантелей, Родион, Святослав, Серго, Спартак, Тимур, Эдмунд, Ярослав. | (*) — в городах: Артур, Вениамин, Всеволод, Илья, Матвей, Кирилл, Роберт, Ростислав, Рудольф, Руслан, Семён, Степан, Яков. По одному разу: Арнольд, Арсений, Артём, Владлен, Егор, Илларион, Леонтий, Максим, Марк, Мирослав, Митрофан, Никита, Олимп, Пантелей, Родион, Святослав, Серго, Спартак, Тимур, Эдмунд, Ярослав. | (*) — в городах: Артур, Вениамин, Всеволод, Илья, Матвей, Кирилл, Роберт, Ростислав, Рудольф, Руслан, Семён, Степан, Яков. По одному разу: Арнольд, Арсений, Артём, Владлен, Егор, Илларион, Леонтий, Максим, Марк, Мирослав, Митрофан, Никита, Олимп, Пантелей, Родион, Святослав, Серго, Спартак, Тимур, Эдмунд, Ярослав. | (*) — в городах: Артур, Вениамин, Всеволод, Илья, Матвей, Кирилл, Роберт, Ростислав, Рудольф, Руслан, Семён, Степан, Яков. По одному разу: Арнольд, Арсений, Артём, Владлен, Егор, Илларион, Леонтий, Максим, Марк, Мирослав, Митрофан, Никита, Олимп, Пантелей, Родион, Святослав, Серго, Спартак, Тимур, Эдмунд, Ярослав. | (*) — в городах: Артур, Вениамин, Всеволод, Илья, Матвей, Кирилл, Роберт, Ростислав, Рудольф, Руслан, Семён, Степан, Яков. По одному разу: Арнольд, Арсений, Артём, Владлен, Егор, Илларион, Леонтий, Максим, Марк, Мирослав, Митрофан, Никита, Олимп, Пантелей, Родион, Святослав, Серго, Спартак, Тимур, Эдмунд, Ярослав. | (*) — в городах: Артур, Вениамин, Всеволод, Илья, Матвей, Кирилл, Роберт, Ростислав, Рудольф, Руслан, Семён, Степан, Яков. По одному разу: Арнольд, Арсений, Артём, Владлен, Егор, Илларион, Леонтий, Максим, Марк, Мирослав, Митрофан, Никита, Олимп, Пантелей, Родион, Святослав, Серго, Спартак, Тимур, Эдмунд, Ярослав. | (*) — в городах: Артур, Вениамин, Всеволод, Илья, Матвей, Кирилл, Роберт, Ростислав, Рудольф, Руслан, Семён, Степан, Яков. По одному разу: Арнольд, Арсений, Артём, Владлен, Егор, Илларион, Леонтий, Максим, Марк, Мирослав, Митрофан, Никита, Олимп, Пантелей, Родион, Святослав, Серго, Спартак, Тимур, Эдмунд, Ярослав. | (*) — в городах: Артур, Вениамин, Всеволод, Илья, Матвей, Кирилл, Роберт, Ростислав, Рудольф, Руслан, Семён, Степан, Яков. По одному разу: Арнольд, Арсений, Артём, Владлен, Егор, Илларион, Леонтий, Максим, Марк, Мирослав, Митрофан, Никита, Олимп, Пантелей, Родион, Святослав, Серго, Спартак, Тимур, Эдмунд, Ярослав. | (*) — в сельских районах: Вениамин, Егор, Илья, Максим, Матвей, Рудольф, Семён, Серафим, Яков. По одному разу: Афанасий, Всеволод, Дементий, Игнат, Кирилл, Минай, Степан, Тимофей, Филипп, Эрик.                                                                                 | (*) — в сельских районах: Вениамин, Егор, Илья, Максим, Матвей, Рудольф, Семён, Серафим, Яков. По одному разу: Афанасий, Всеволод, Дементий, Игнат, Кирилл, Минай, Степан, Тимофей, Филипп, Эрик.                                                                                 | (*) — в сельских районах: Вениамин, Егор, Илья, Максим, Матвей, Рудольф, Семён, Серафим, Яков. По одному разу: Афанасий, Всеволод, Дементий, Игнат, Кирилл, Минай, Степан, Тимофей, Филипп, Эрик.                                                                                 | (*) — в сельских районах: Вениамин, Егор, Илья, Максим, Матвей, Рудольф, Семён, Серафим, Яков. По одному разу: Афанасий, Всеволод, Дементий, Игнат, Кирилл, Минай, Степан, Тимофей, Филипп, Эрик.                                                                                 | (*) — в сельских районах: Вениамин, Егор, Илья, Максим, Матвей, Рудольф, Семён, Серафим, Яков. По одному разу: Афанасий, Всеволод, Дементий, Игнат, Кирилл, Минай, Степан, Тимофей, Филипп, Эрик.                                                                                 | (*) — в сельских районах: Вениамин, Егор, Илья, Максим, Матвей, Рудольф, Семён, Серафим, Яков. По одному разу: Афанасий, Всеволод, Дементий, Игнат, Кирилл, Минай, Степан, Тимофей, Филипп, Эрик.                                                                                 | (*) — в сельских районах: Вениамин, Егор, Илья, Максим, Матвей, Рудольф, Семён, Серафим, Яков. По одному разу: Афанасий, Всеволод, Дементий, Игнат, Кирилл, Минай, Степан, Тимофей, Филипп, Эрик.                                                                                 | (*) — в сельских районах: Вениамин, Егор, Илья, Максим, Матвей, Рудольф, Семён, Серафим, Яков. По одному разу: Афанасий, Всеволод, Дементий, Игнат, Кирилл, Минай, Степан, Тимофей, Филипп, Эрик.                                                                                 | (*) — в сельских районах: Вениамин, Егор, Илья, Максим, Матвей, Рудольф, Семён, Серафим, Яков. По одному разу: Афанасий, Всеволод, Дементий, Игнат, Кирилл, Минай, Степан, Тимофей, Филипп, Эрик.                                                                                 |

| Частотность имён у девочек, родившихся в 1961 году (в промилле; по городам Курск, Калуга, Кострома, Владимир, Тамбов, Пенза, Ульяновск, и сельским районам Курской, Калужской, Ярославской, Костромской, Владимирской, Тамбовской, Пензенской, Ульяновской, Самарской областей) | Частотность имён у девочек, родившихся в 1961 году (в промилле; по городам Курск, Калуга, Кострома, Владимир, Тамбов, Пенза, Ульяновск, и сельским районам Курской, Калужской, Ярославской, Костромской, Владимирской, Тамбовской, Пензенской, Ульяновской, Самарской областей) | Частотность имён у девочек, родившихся в 1961 году (в промилле; по городам Курск, Калуга, Кострома, Владимир, Тамбов, Пенза, Ульяновск, и сельским районам Курской, Калужской, Ярославской, Костромской, Владимирской, Тамбовской, Пензенской, Ульяновской, Самарской областей) | Частотность имён у девочек, родившихся в 1961 году (в промилле; по городам Курск, Калуга, Кострома, Владимир, Тамбов, Пенза, Ульяновск, и сельским районам Курской, Калужской, Ярославской, Костромской, Владимирской, Тамбовской, Пензенской, Ульяновской, Самарской областей) | Частотность имён у девочек, родившихся в 1961 году (в промилле; по городам Курск, Калуга, Кострома, Владимир, Тамбов, Пенза, Ульяновск, и сельским районам Курской, Калужской, Ярославской, Костромской, Владимирской, Тамбовской, Пензенской, Ульяновской, Самарской областей) | Частотность имён у девочек, родившихся в 1961 году (в промилле; по городам Курск, Калуга, Кострома, Владимир, Тамбов, Пенза, Ульяновск, и сельским районам Курской, Калужской, Ярославской, Костромской, Владимирской, Тамбовской, Пензенской, Ульяновской, Самарской областей) | Частотность имён у девочек, родившихся в 1961 году (в промилле; по городам Курск, Калуга, Кострома, Владимир, Тамбов, Пенза, Ульяновск, и сельским районам Курской, Калужской, Ярославской, Костромской, Владимирской, Тамбовской, Пензенской, Ульяновской, Самарской областей) | Частотность имён у девочек, родившихся в 1961 году (в промилле; по городам Курск, Калуга, Кострома, Владимир, Тамбов, Пенза, Ульяновск, и сельским районам Курской, Калужской, Ярославской, Костромской, Владимирской, Тамбовской, Пензенской, Ульяновской, Самарской областей) | Частотность имён у девочек, родившихся в 1961 году (в промилле; по городам Курск, Калуга, Кострома, Владимир, Тамбов, Пенза, Ульяновск, и сельским районам Курской, Калужской, Ярославской, Костромской, Владимирской, Тамбовской, Пензенской, Ульяновской, Самарской областей)                                                                                       | Частотность имён у девочек, родившихся в 1961 году (в промилле; по городам Курск, Калуга, Кострома, Владимир, Тамбов, Пенза, Ульяновск, и сельским районам Курской, Калужской, Ярославской, Костромской, Владимирской, Тамбовской, Пензенской, Ульяновской, Самарской областей)                                                                                       | Частотность имён у девочек, родившихся в 1961 году (в промилле; по городам Курск, Калуга, Кострома, Владимир, Тамбов, Пенза, Ульяновск, и сельским районам Курской, Калужской, Ярославской, Костромской, Владимирской, Тамбовской, Пензенской, Ульяновской, Самарской областей)                                                                                       | Частотность имён у девочек, родившихся в 1961 году (в промилле; по городам Курск, Калуга, Кострома, Владимир, Тамбов, Пенза, Ульяновск, и сельским районам Курской, Калужской, Ярославской, Костромской, Владимирской, Тамбовской, Пензенской, Ульяновской, Самарской областей)                                                                                       | Частотность имён у девочек, родившихся в 1961 году (в промилле; по городам Курск, Калуга, Кострома, Владимир, Тамбов, Пенза, Ульяновск, и сельским районам Курской, Калужской, Ярославской, Костромской, Владимирской, Тамбовской, Пензенской, Ульяновской, Самарской областей)                                                                                       | Частотность имён у девочек, родившихся в 1961 году (в промилле; по городам Курск, Калуга, Кострома, Владимир, Тамбов, Пенза, Ульяновск, и сельским районам Курской, Калужской, Ярославской, Костромской, Владимирской, Тамбовской, Пензенской, Ульяновской, Самарской областей)                                                                                       | Частотность имён у девочек, родившихся в 1961 году (в промилле; по городам Курск, Калуга, Кострома, Владимир, Тамбов, Пенза, Ульяновск, и сельским районам Курской, Калужской, Ярославской, Костромской, Владимирской, Тамбовской, Пензенской, Ульяновской, Самарской областей)                                                                                       | Частотность имён у девочек, родившихся в 1961 году (в промилле; по городам Курск, Калуга, Кострома, Владимир, Тамбов, Пенза, Ульяновск, и сельским районам Курской, Калужской, Ярославской, Костромской, Владимирской, Тамбовской, Пензенской, Ульяновской, Самарской областей)                                                                                       | Частотность имён у девочек, родившихся в 1961 году (в промилле; по городам Курск, Калуга, Кострома, Владимир, Тамбов, Пенза, Ульяновск, и сельским районам Курской, Калужской, Ярославской, Костромской, Владимирской, Тамбовской, Пензенской, Ульяновской, Самарской областей)                                                                                       |
| Имена | Областные центры | Областные центры | Областные центры | Областные центры | Областные центры | Областные центры | Областные центры | Сельские районы областей | Сельские районы областей | Сельские районы областей | Сельские районы областей | Сельские районы областей | Сельские районы областей | Сельские районы областей | Сельские районы областей | Сельские районы областей |
| Имена | Курск | Калуга | Костр. | Влад. | Тамбов | Пенза | Ульян. | Курск. | Калуж. | Яросл. | Костр. | Влад. | Тамб. | Пенз. | Ульян. | Самар. |
| --- | --- | --- | --- | --- | --- | --- | --- | --- | --- | --- | --- | --- | --- | --- | --- | --- |
| Алевтина | — | 3 | 4 | 1 | 3 | 4 | 2 | — | 3 | 16 | 18 | 10 | 1 | 7 | 2 | 2 |
| Александра | 5 | 2 | 2 | 2 | 1 | 1 | 1 | 6 | 6 | 6 | 5 | 12 | 7 | 4 | 8 | 1 |
| Алла | 19 | 17 | 3 | 16 | 16 | 9 | 7 | 11 | 1 | 6 | — | 4 | 2 | — | 2 | 2 |
| Альбина | 2 | 1 | 5 | 2 | 1 | — | 3 | 1 | 2 | 3 | 3 | 8 | 1 | — | 5 | 1 |
| Анна | 6 | 6 | 5 | 2 | 6 | 3 | 5 | 10 | 24 | 6 | 11 | 13 | 16 | 6 | 14 | 12 |
| Антонина | 3 | 5 | 3 | 1 | 4 | 1 | 1 | 15 | 27 | 8 | 20 | 14 | 9 | 11 | 12 | 18 |
| Валентина | 18 | 16 | 10 | 13 | 12 | 17 | 8 | 107 | 105 | 39 | 76 | 46 | 72 | 71 | 69 | 79 |
| Вера | 14 | 7 | 14 | 14 | 19 | 20 | 17 | 43 | 24 | 25 | 15 | 53 | 49 | 55 | 41 | 48 |
| Виктория | 3 | — | 1 | 1 | 1 | — | 1 | 1 | — | — | — | — | — | — | — | — |
| Галина | 67 | 68 | 43 | 74 | 86 | 60 | 51 | 92 | 82 | 103 | 107 | 108 | 91 | 95 | 83 | 93 |
| Евгения | 3 | 3 | 2 | 2 | 2 | 2 | 7 | 1 | 1 | 6 | 2 | 4 | 2 | 1 | 6 | 1 |
| Екатерина | 2 | 3 | 7 | 3 | 4 | 3 | 2 | 20 | 6 | 11 | 12 | 9 | 4 | 8 | 2 | 3 |
| Елена | 131 | 164 | 123 | 166 | 134 | 87 | 97 | 57 | 43 | 129 | 82 | 77 | 41 | 43 | 48 | 47 |
| Зинаида | 1 | — | — | 2 | 2 | 1 | 2 | 2 | 10 | 3 | 8 | 4 | 13 | 7 | <0,5 | 2 |
| Зоя | 2 | — | 2 | 1 | 3 | 1 | — | 10 | 7 | 3 | 3 | 3 | 6 | 8 | 8 | 4 |
| Инна | 9 | 5 | 3 | 4 | 2 | 6 | — | 2 | 2 | — | — | — | 1 | — | — | — |
| Ираида | 2 | 1 | — | — | 10 | 3 | 1 | — | 4 | 1 | 2 | 3 | 5 | — | 3 | — |
| Ирина | 139 | 118 | 105 | 104 | 94 | 115 | 98 | 13 | 12 | 58 | 48 | 23 | 17 | 14 | 28 | 35 |
| Клавдия | 2 | — | — | — | — | <0,5 | — | 2 | 6 | — | 1 | 3 | 1 | — | 3 | 1 |
| Лариса | 46 | 21 | 26 | 23 | 29 | 44 | 31 | 5 | 4 | 6 | 8 | 11 | 9 | 7 | 9 | 6 |
| Лидия | 4 | 5 | 6 | 4 | 7 | 4 | 5 | 19 | 17 | 13 | 8 | 15 | 21 | 33 | 22 | 25 |
| Лилия | 6 | 2 | <0,5 | 3 | 2 | 3 | 4 | 1 | 1 | 3 | — | — | 1 | 4 | 3 | 1 |
| Любовь | 32 | 24 | 34 | 28 | 17 | 33 | 40 | 53 | 65 | 70 | 46 | 60 | 67 | 88 | 81 | 75 |
| Людмила | 60 | 58 | 27 | 17 | 46 | 51 | 54 | 70 | 35 | 42 | 62 | 40 | 50 | 46 | 51 | 50 |
| Маргарита | 13 | 25 | 7 | 4 | 8 | 5 | 8 | — | — | 5 | 4 | 2 | 1 | 1 | 1 | 1 |
| Марина | 80 | 90 | 123 | 93 | 80 | 76 | 79 | 3 | 12 | 30 | 22 | 25 | 5 | 9 | 10 | 7 |
| Мария | 3 | 2 | 5 | 3 | 4 | 2 | 4 | 7 | 33 | 4 | 10 | 8 | 24 | 10 | 13 | 10 |
| Надежда | 19 | 27 | 26 | 49 | 71 | 29 | 26 | 50 | 55 | 65 | 65 | 95 | 96 | 80 | 63 | 76 |
| Наталья | 78 | 66 | 66 | 84 | 57 | 89 | 107 | 85 | 50 | 48 | 40 | 75 | 75 | 89 | 88 | 67 |
| Нина | 8 | 10 | 14 | 14 | 16 | 11 | 14 | 40 | 69 | 57 | 60 | 31 | 45 | 56 | 41 | 40 |
| Нелли | 4 | 2 | 4 | 3 | 1 | <0,5 | 3 | — | — | 3 | 1 | — | 1 | — | — | — |
| Ольга | 42 | 71 | 121 | 89 | 99 | 120 | 121 | 58 | 30 | 46 | 51 | 70 | 67 | 48 | 58 | 106 |
| Раиса | 3 | 4 | <0,5 | 1 | 3 | 3 | 4 | 26 | 28 | — | 6 | 8 | 15 | 15 | 6 | 5 |
| Римма | 4 | 6 | 1 | 1 | 3 | 2 | 4 | 2 | 1 | 1 | 2 | 3 | 4 | 1 | 1 | <0,5 |
| Светлана | 37 | 59 | 96 | 73 | 36 | 70 | 74 | 15 | 35 | 54 | 54 | 29 | 18 | 18 | 31 | 23 |
| Тамара | 11 | 11 | 5 | 4 | 10 | 10 | 12 | 16 | 26 | 13 | 24 | 10 | 20 | 18 | 28 | 18 |
| Татьяна | 95 | 79 | 87 | 84 | 81 | 91 | 98 | 142 | 136 | 107 | 101 | 108 | 124 | 128 | 138 | 118 |
| Юлия | 2 | — | 1 | 3 | 2 | 1 | 3 | 1 | 1 | 1 | — | 3 | 7 | 4 | <0,5 | 2 |
| Прочие (*) | 25 | 18 | 18 | 13 | 18 | 22 | 6 | 14 | 27 | 9 | 23 | 14 | 10 | 15 | 25 | 18 |
| (*) — в городах: Анастасия, Ангелина, Белла, Валерия, Варвара, Вероника, Викторина, Виолетта, Дина, Елизавета, Жаннета, Жанна, Инга, Инесса, Кира, Лолита, Майя, Марианна, Милала, Нинель, Нонна, Оксана, Софья, Таисия, Ульяна, Элеонора, Элла, Эльвира, Эмма. По одному разу: Ада, Аделина, Анжелика, Берта, Виталина, Генриетта, Гортензия, Диана, Дженни, Евдокия, Ида, Изабелла, Лана, Леонора, Лилиана, Лина, Луиза, Люся, Люция, Ляля, Мила, Миральда, Полина, Рита, Роза, Стелла, Фаина, Элина, Эля, Эмира, Эрмина. | (*) — в городах: Анастасия, Ангелина, Белла, Валерия, Варвара, Вероника, Викторина, Виолетта, Дина, Елизавета, Жаннета, Жанна, Инга, Инесса, Кира, Лолита, Майя, Марианна, Милала, Нинель, Нонна, Оксана, Софья, Таисия, Ульяна, Элеонора, Элла, Эльвира, Эмма. По одному разу: Ада, Аделина, Анжелика, Берта, Виталина, Генриетта, Гортензия, Диана, Дженни, Евдокия, Ида, Изабелла, Лана, Леонора, Лилиана, Лина, Луиза, Люся, Люция, Ляля, Мила, Миральда, Полина, Рита, Роза, Стелла, Фаина, Элина, Эля, Эмира, Эрмина. | (*) — в городах: Анастасия, Ангелина, Белла, Валерия, Варвара, Вероника, Викторина, Виолетта, Дина, Елизавета, Жаннета, Жанна, Инга, Инесса, Кира, Лолита, Майя, Марианна, Милала, Нинель, Нонна, Оксана, Софья, Таисия, Ульяна, Элеонора, Элла, Эльвира, Эмма. По одному разу: Ада, Аделина, Анжелика, Берта, Виталина, Генриетта, Гортензия, Диана, Дженни, Евдокия, Ида, Изабелла, Лана, Леонора, Лилиана, Лина, Луиза, Люся, Люция, Ляля, Мила, Миральда, Полина, Рита, Роза, Стелла, Фаина, Элина, Эля, Эмира, Эрмина. | (*) — в городах: Анастасия, Ангелина, Белла, Валерия, Варвара, Вероника, Викторина, Виолетта, Дина, Елизавета, Жаннета, Жанна, Инга, Инесса, Кира, Лолита, Майя, Марианна, Милала, Нинель, Нонна, Оксана, Софья, Таисия, Ульяна, Элеонора, Элла, Эльвира, Эмма. По одному разу: Ада, Аделина, Анжелика, Берта, Виталина, Генриетта, Гортензия, Диана, Дженни, Евдокия, Ида, Изабелла, Лана, Леонора, Лилиана, Лина, Луиза, Люся, Люция, Ляля, Мила, Миральда, Полина, Рита, Роза, Стелла, Фаина, Элина, Эля, Эмира, Эрмина. | (*) — в городах: Анастасия, Ангелина, Белла, Валерия, Варвара, Вероника, Викторина, Виолетта, Дина, Елизавета, Жаннета, Жанна, Инга, Инесса, Кира, Лолита, Майя, Марианна, Милала, Нинель, Нонна, Оксана, Софья, Таисия, Ульяна, Элеонора, Элла, Эльвира, Эмма. По одному разу: Ада, Аделина, Анжелика, Берта, Виталина, Генриетта, Гортензия, Диана, Дженни, Евдокия, Ида, Изабелла, Лана, Леонора, Лилиана, Лина, Луиза, Люся, Люция, Ляля, Мила, Миральда, Полина, Рита, Роза, Стелла, Фаина, Элина, Эля, Эмира, Эрмина. | (*) — в городах: Анастасия, Ангелина, Белла, Валерия, Варвара, Вероника, Викторина, Виолетта, Дина, Елизавета, Жаннета, Жанна, Инга, Инесса, Кира, Лолита, Майя, Марианна, Милала, Нинель, Нонна, Оксана, Софья, Таисия, Ульяна, Элеонора, Элла, Эльвира, Эмма. По одному разу: Ада, Аделина, Анжелика, Берта, Виталина, Генриетта, Гортензия, Диана, Дженни, Евдокия, Ида, Изабелла, Лана, Леонора, Лилиана, Лина, Луиза, Люся, Люция, Ляля, Мила, Миральда, Полина, Рита, Роза, Стелла, Фаина, Элина, Эля, Эмира, Эрмина. | (*) — в городах: Анастасия, Ангелина, Белла, Валерия, Варвара, Вероника, Викторина, Виолетта, Дина, Елизавета, Жаннета, Жанна, Инга, Инесса, Кира, Лолита, Майя, Марианна, Милала, Нинель, Нонна, Оксана, Софья, Таисия, Ульяна, Элеонора, Элла, Эльвира, Эмма. По одному разу: Ада, Аделина, Анжелика, Берта, Виталина, Генриетта, Гортензия, Диана, Дженни, Евдокия, Ида, Изабелла, Лана, Леонора, Лилиана, Лина, Луиза, Люся, Люция, Ляля, Мила, Миральда, Полина, Рита, Роза, Стелла, Фаина, Элина, Эля, Эмира, Эрмина. | (*) — в городах: Анастасия, Ангелина, Белла, Валерия, Варвара, Вероника, Викторина, Виолетта, Дина, Елизавета, Жаннета, Жанна, Инга, Инесса, Кира, Лолита, Майя, Марианна, Милала, Нинель, Нонна, Оксана, Софья, Таисия, Ульяна, Элеонора, Элла, Эльвира, Эмма. По одному разу: Ада, Аделина, Анжелика, Берта, Виталина, Генриетта, Гортензия, Диана, Дженни, Евдокия, Ида, Изабелла, Лана, Леонора, Лилиана, Лина, Луиза, Люся, Люция, Ляля, Мила, Миральда, Полина, Рита, Роза, Стелла, Фаина, Элина, Эля, Эмира, Эрмина. | (*) — в сельских районах: Анастасия, Антонида, Варвара, Гертруда, Дина, Евдокия, Елизавета, Жанна, Капитолина, Клара, Ксения, Матрёна, Пелагея, Полина, Рита, Роза, Серафима, Софья, Таисия, Фаина, Эльвира, Эмма. По одному разу: Ада, Анисья, Белла, Вероника, Евфимия, Лиля, Лина, Майя, Манефа, Плоида, Прасковья, Ульяна, Федосья, Элеонора, Элина, Элла, Эльза. | (*) — в сельских районах: Анастасия, Антонида, Варвара, Гертруда, Дина, Евдокия, Елизавета, Жанна, Капитолина, Клара, Ксения, Матрёна, Пелагея, Полина, Рита, Роза, Серафима, Софья, Таисия, Фаина, Эльвира, Эмма. По одному разу: Ада, Анисья, Белла, Вероника, Евфимия, Лиля, Лина, Майя, Манефа, Плоида, Прасковья, Ульяна, Федосья, Элеонора, Элина, Элла, Эльза. | (*) — в сельских районах: Анастасия, Антонида, Варвара, Гертруда, Дина, Евдокия, Елизавета, Жанна, Капитолина, Клара, Ксения, Матрёна, Пелагея, Полина, Рита, Роза, Серафима, Софья, Таисия, Фаина, Эльвира, Эмма. По одному разу: Ада, Анисья, Белла, Вероника, Евфимия, Лиля, Лина, Майя, Манефа, Плоида, Прасковья, Ульяна, Федосья, Элеонора, Элина, Элла, Эльза. | (*) — в сельских районах: Анастасия, Антонида, Варвара, Гертруда, Дина, Евдокия, Елизавета, Жанна, Капитолина, Клара, Ксения, Матрёна, Пелагея, Полина, Рита, Роза, Серафима, Софья, Таисия, Фаина, Эльвира, Эмма. По одному разу: Ада, Анисья, Белла, Вероника, Евфимия, Лиля, Лина, Майя, Манефа, Плоида, Прасковья, Ульяна, Федосья, Элеонора, Элина, Элла, Эльза. | (*) — в сельских районах: Анастасия, Антонида, Варвара, Гертруда, Дина, Евдокия, Елизавета, Жанна, Капитолина, Клара, Ксения, Матрёна, Пелагея, Полина, Рита, Роза, Серафима, Софья, Таисия, Фаина, Эльвира, Эмма. По одному разу: Ада, Анисья, Белла, Вероника, Евфимия, Лиля, Лина, Майя, Манефа, Плоида, Прасковья, Ульяна, Федосья, Элеонора, Элина, Элла, Эльза. | (*) — в сельских районах: Анастасия, Антонида, Варвара, Гертруда, Дина, Евдокия, Елизавета, Жанна, Капитолина, Клара, Ксения, Матрёна, Пелагея, Полина, Рита, Роза, Серафима, Софья, Таисия, Фаина, Эльвира, Эмма. По одному разу: Ада, Анисья, Белла, Вероника, Евфимия, Лиля, Лина, Майя, Манефа, Плоида, Прасковья, Ульяна, Федосья, Элеонора, Элина, Элла, Эльза. | (*) — в сельских районах: Анастасия, Антонида, Варвара, Гертруда, Дина, Евдокия, Елизавета, Жанна, Капитолина, Клара, Ксения, Матрёна, Пелагея, Полина, Рита, Роза, Серафима, Софья, Таисия, Фаина, Эльвира, Эмма. По одному разу: Ада, Анисья, Белла, Вероника, Евфимия, Лиля, Лина, Майя, Манефа, Плоида, Прасковья, Ульяна, Федосья, Элеонора, Элина, Элла, Эльза. | (*) — в сельских районах: Анастасия, Антонида, Варвара, Гертруда, Дина, Евдокия, Елизавета, Жанна, Капитолина, Клара, Ксения, Матрёна, Пелагея, Полина, Рита, Роза, Серафима, Софья, Таисия, Фаина, Эльвира, Эмма. По одному разу: Ада, Анисья, Белла, Вероника, Евфимия, Лиля, Лина, Майя, Манефа, Плоида, Прасковья, Ульяна, Федосья, Элеонора, Элина, Элла, Эльза. | (*) — в сельских районах: Анастасия, Антонида, Варвара, Гертруда, Дина, Евдокия, Елизавета, Жанна, Капитолина, Клара, Ксения, Матрёна, Пелагея, Полина, Рита, Роза, Серафима, Софья, Таисия, Фаина, Эльвира, Эмма. По одному разу: Ада, Анисья, Белла, Вероника, Евфимия, Лиля, Лина, Майя, Манефа, Плоида, Прасковья, Ульяна, Федосья, Элеонора, Элина, Элла, Эльза. |

Таблицы наглядно иллюстрируют то, что русский именник в 1961 году был достаточно строгим по составу и не отличался разнообразием. Обращает на себя внимание факт, что в семи областных центрах пять самых употребительных мужских и женских имён охватили более половины всех родившихся в 1961 году. Заметны различия в городских и сельских именниках: так, имена Андрей, Игорь, Олег, Эдуард и Алла, Инна, Марина были преимущественно «городскими», тогда как Виктор, Иван, Николай и Валентина, Вера, Любовь показали существенно бо́льшую частотность в сельских районах.
В. А. Никонов отмечал, что русский именник 1961 года значительно отличался не только от дореволюционного, но и от именника 1930 года. Прежде всего — сокращением числа активно используемых имён. Например, если в Костроме в 1930 году для наречения мальчиков использовалось 100 имён, а для наречения девочек — 139, то в 1961 году эти значения сократились до 48 и 57 соответственно, — при том, что рождаемость выросла более чем вдвое.
При классификации имён по частотности А. В. Суперанская и А. В. Суслова выделяли несколько групп:
- имена массового распространения — к таковым относят имена с частотностью свыше 50 ‰ на каждую тысячу именуемых;
- имена широкого распространения — имена с частотностью от 20 ‰ до 50 ‰ на каждую тысячу именуемых;
- имена ограниченного распространения — имена с частотностью менее 20 ‰, но более 1 ‰; то есть в каждой тысяче учтённых не менее двух носителей этого имени;
- раритетные имена — имена, известные по единичным случаям именования.

Имена из первых трёх групп представлены в нижеследующей таблице.
| Имена новорождённых по группам распространённости (1988 год, Ленинград) | Имена новорождённых по группам распространённости (1988 год, Ленинград)                                                                      | Имена новорождённых по группам распространённости (1988 год, Ленинград) | Имена новорождённых по группам распространённости (1988 год, Ленинград) | Имена новорождённых по группам распространённости (1988 год, Ленинград) | Имена новорождённых по группам распространённости (1988 год, Ленинград) |
| Мужские имена                                                           | Мужские имена | Мужские имена | Женские имена                                                           | Женские имена                                                           | Женские имена |
| I.                                                                      | II. | III. | I.                                                                      | II.                                                                     | III. |
| ----------------------------------------------------------------------- | --- | --- | ----------------------------------------------------------------------- | ----------------------------------------------------------------------- | --- |
| Александр, Алексей, Дмитрий, Сергей                                     | Андрей, Антон, Артём и Артемий, Виталий, Владимир, Денис, Евгений, Иван, Игорь, Константин, Максим, Михаил, Николай, Павел, Роман, Станислав | Август, Адам, Адриан, Аким, Ананий, Анатолий, Антонин, Аполлон, Аркадий, Арсений, Богдан, Болеслав, Борис, Бронислав, Вадим, Валентин, Валериан, Валерий, Василий, Вениамин, Виктор, Викентий, Виль, Витольд, Владислав, Владлен, Всеволод, Вячеслав, Геннадий, Георгий, Герасим, Герман, Глеб, Гордей, Григорий, Давид, Дан, Даниил и Данила, Добрыня, Донат, Егор, Ефим, Захар, Игнатий и Игнат, Илларион, Илья, Иннокентий, Иосиф, Ираклий, Кирилл, Клим, Кузьма, Лаврентий, Лев, Леонид, Макар, Марк, Матвей, Милан, Мирослав, Назар, Никита, Никодим, Олег, Пётр, Платон, Прохор, Радислав, Рафаил, Родион, Ростислав, Руслан, Савва и Сава, Святослав, Семён, Степан и Стефан, Тарас, Тимофей, Тит, Фёдор, Феликс, Филипп, Юлиан, Юлий, Юрий, Яков, Ян, Ярослав | Анастасия, Анна, Екатерина, Мария, Наталья, Ольга, Юлия                 | Александра, Виктория, Дарья, Елена, Ирина, Ксения, Светлана             | Августа, Ада, Алевтина, Александрия, Алёна, Алина, Алиса, Алла, Альбина, Ангелина, Антонина, Анфиса, Арина, Аэлита, Валентина, Валерия, Ванда, Варвара, Василина и Василиса, Вера, Вероника, Веселина, Викторина, Вилена, Виталина, Виталия, Влада, Владилена, Владислава, Власта, Галина, Дана, Дарина, Дина, Ева, Евгения, Евдокия, Елизавета, Зарина, Зинаида, Злата, Зоя, Иванна, Инна, Ия, Капитолина, Катерина, Кира, Клавдия, Кристина, Лада, Лариса, Лидия, Лилиана, Лилия, Лия, Любава, Любовь, Людмила, Майя, Маргарита, Марианна, Марина, Марьяна, Мелитина, Милада, Милана, Милена, Надежда, Настасья, Ника, Нина, Нинель, Нонна, Оксана, Олеся, Полина, Рада, Радмила, Раиса, Регина, Римма, Руслана, Руфина, Серафима, Симона, Славяна, Снежана, Софья, Станислава, Сусанна, Таисия, Тамара, Тамила, Ульяна, Фаина, Христина, Эльмира, Эмилия, Юлиана, Яна, Янина, Ярослава |

А. В. Суперанская и А. В. Суслова, анализируя данные по именам новорождённых в Ленинграде в 1960-е — 1980-е годы, обращали внимание на то, что в этот период именник значительно изменился. Общее число используемых имён возросло: если в 1966 году для наречения мальчиков использовалось 72 имени, а для наречения девочек — 74 (на каждую тысячу именуемых), то в 1988 году число имён составляло 96 (для мальчиков) и 105 (для девочек). Также изменилось соотношение между, с одной стороны, именами массового и широкого распространения и — с другой — именами ограниченного распространения и раритетными, в сторону уменьшения охвата новорождённых наиболее частотными именами.
Данные тенденции сохранялись в 1990-е и 2000-е годы. В этот период фиксировался возврат и существенное увеличение частотности некоторых традиционных календарных имён, на протяжении почти всего XX века входивших в категорию редких. Среди них — Артём, Денис, Кирилл, Максим, Никита, Тимофей; Анастасия, Дарья, Елизавета, Ксения, Софья, Ульяна. Однако рубеж XX—XXI веков характеризовался не только сохранением обозначенных выше тенденций, но и сменой состава имён массового и широкого распространения. Это положение иллюстрирует таблица сопоставления десяти наиболее популярных имён в 1973 и 2003 годах:
| 10 самых частотных имён новорождённых в 1973 и 2003 годах (в целом по России) | 10 самых частотных имён новорождённых в 1973 и 2003 годах (в целом по России) | 10 самых частотных имён новорождённых в 1973 и 2003 годах (в целом по России) | 10 самых частотных имён новорождённых в 1973 и 2003 годах (в целом по России) | 10 самых частотных имён новорождённых в 1973 и 2003 годах (в целом по России) |
| №                                                                             | Мужские имена                                                                 | Мужские имена                                                                 | Женские имена                                                                 | Женские имена                                                                 |
| №                                                                             | 1973                                                                          | 2003                                                                          | 1973                                                                          | 2003                                                                          |
| ----------------------------------------------------------------------------- | ----------------------------------------------------------------------------- | ----------------------------------------------------------------------------- | ----------------------------------------------------------------------------- | ----------------------------------------------------------------------------- |
| 1.                                                                            | Александр                                                                     | Данила                                                                        | Елена                                                                         | Анастасия                                                                     |
| 2.                                                                            | Алексей                                                                       | Кирилл                                                                        | Анна                                                                          | Ксения                                                                        |
| 3.                                                                            | Сергей                                                                        | Никита                                                                        | Наталья                                                                       | Мария                                                                         |
| 4.                                                                            | Андрей                                                                        | Артём                                                                         | Ольга                                                                         | Александра                                                                    |
| 5.                                                                            | Дмитрий                                                                       | Иван                                                                          | Светлана                                                                      | Софья                                                                         |
| 6.                                                                            | Михаил                                                                        | Пётр                                                                          | Юлия                                                                          | Дарья                                                                         |
| 7.                                                                            | Павел                                                                         | Егор                                                                          | Мария                                                                         | Полина                                                                        |
| 8.                                                                            | Илья                                                                          | Матвей                                                                        | Ирина                                                                         | Елизавета                                                                     |
| 9.                                                                            | Константин                                                                    | Максим                                                                        | Екатерина                                                                     | Валерия                                                                       |
| 10.                                                                           | Виктор                                                                        | Григорий                                                                      | Татьяна                                                                       | Екатерина                                                                     |

Таблица наглядно показывает, что представления в обществе о модных именах за 30 лет полностью изменились; за исключением имён Екатерина и Мария имена в списках 1973 и 2003 годов не повторяются. Показательно также, что подавляющее большинство имён из списка 2003 года отсутствуют в основном составе имён статистических данных В. А. Никонова за 1961 год; в сведениях А. В. Суперанской и А. В. Сусловой за 1988 год многие из них отмечались как имена ограниченного распространения. Тем не менее обновление состава наиболее популярных имён произошло в пределах традиционного именослова.
Две следующие таблицы также позволяют проследить обозначенные выше перемены, происходившие в русском именнике за последние сто лет. В них представлены сведения о наиболее употребимых именах в Москве на протяжении XX века и в начале XXI. Первая таблица составлена по сведениям, собранным А. Я. Шайкевичем (за 1900—1959 годы) и В. А. Никоновым (за 1978—1981 годы; с указанием частотности в промилле). Вторая представляет данные по Москве за 2006—2008 годы (без обозначения частотности).
| 10 наиболее частотных имён новорождённых в Москве в XX веке | 10 наиболее частотных имён новорождённых в Москве в XX веке | 10 наиболее частотных имён новорождённых в Москве в XX веке | 10 наиболее частотных имён новорождённых в Москве в XX веке | 10 наиболее частотных имён новорождённых в Москве в XX веке | 10 наиболее частотных имён новорождённых в Москве в XX веке | 10 наиболее частотных имён новорождённых в Москве в XX веке | 10 наиболее частотных имён новорождённых в Москве в XX веке | 10 наиболее частотных имён новорождённых в Москве в XX веке |
| №                                                           | 1900—1909                                                   | 1900—1909                                                   | 1924—1932                                                   | 1924—1932                                                   | 1950—1959                                                   | 1950—1959                                                   | 1978—1981                                                   | 1978—1981                                                   |
| №                                                           | Имена                                                       | Ч.                                                          | Имена                                                       | Ч.                                                          | Имена                                                       | Ч.                                                          | Имена                                                       | Ч.                                                          |
| ----------------------------------------------------------- | ----------------------------------------------------------- | ----------------------------------------------------------- | ----------------------------------------------------------- | ----------------------------------------------------------- | ----------------------------------------------------------- | ----------------------------------------------------------- | ----------------------------------------------------------- | ----------------------------------------------------------- |
| 1.                                                          | Николай                                                     | 154                                                         | Владимир                                                    | 150                                                         | Александр                                                   | 153                                                         | Александр                                                   | 107                                                         |
| 2.                                                          | Александр                                                   | 93                                                          | Виктор                                                      | 96                                                          | Сергей                                                      | 138                                                         | Сергей                                                      | 100                                                         |
| 3.                                                          | Михаил                                                      | 88                                                          | Юрий                                                        | 93                                                          | Владимир                                                    | 118                                                         | Алексей                                                     | 94                                                          |
| 4.                                                          | Иван                                                        | 81                                                          | Анатолий                                                    | 84                                                          | Андрей                                                      | 66                                                          | Дмитрий                                                     | 87                                                          |
| 5.                                                          | Василий                                                     | 76                                                          | Николай                                                     | 78                                                          | Михаил                                                      | 55                                                          | Андрей                                                      | 84                                                          |
| 6.                                                          | Алексей                                                     | 75                                                          | Александр                                                   | 56                                                          | Виктор Николай                                              | 53                                                          | Михаил                                                      | 38                                                          |
| 7.                                                          | Сергей                                                      | 69                                                          | Борис                                                       | 54                                                          | Алексей                                                     | 44                                                          | Евгений                                                     | 33                                                          |
| 8.                                                          | Владимир                                                    | 47                                                          | Евгений                                                     | 40                                                          | Игорь                                                       | 37                                                          | Денис                                                       | 32                                                          |
| 9.                                                          | Пётр                                                        | 42                                                          | Валентин                                                    | 31                                                          | Валерий                                                     | 29                                                          | Павел                                                       | 31                                                          |
| 10.                                                         | Георгий Дмитрий                                             | 27                                                          | Алексей Михаил                                              | 29                                                          | Анатолий                                                    | 25                                                          | Илья                                                        | 29                                                          |
| 1.                                                          | Мария                                                       | 142                                                         | Валентина Нина                                              | 92                                                          | Елена                                                       | 131                                                         | Елена                                                       | 93                                                          |
| 2.                                                          | Анна                                                        | 92                                                          | Галина                                                      | 66                                                          | Татьяна                                                     | 124                                                         | Наталья                                                     | 82                                                          |
| 3.                                                          | Александра                                                  | 82                                                          | Тамара                                                      | 60                                                          | Наталья                                                     | 96                                                          | Ольга                                                       | 80                                                          |
| 4.                                                          | Екатерина                                                   | 63                                                          | Лидия                                                       | 55                                                          | Ирина                                                       | 90                                                          | Анна                                                        | 76                                                          |
| 5.                                                          | Клавдия                                                     | 55                                                          | Вера                                                        | 45                                                          | Ольга                                                       | 88                                                          | Юлия                                                        | 69                                                          |
| 6.                                                          | Татьяна                                                     | 54                                                          | Людмила                                                     | 44                                                          | Галина                                                      | 63                                                          | Ирина                                                       | 63                                                          |
| 7.                                                          | Вера                                                        | 39                                                          | Зинаида                                                     | 38                                                          | Людмила Марина                                              | 55                                                          | Мария                                                       | 53                                                          |
| 8.                                                          | Елизавета Ольга                                             | 37                                                          | Надежда                                                     | 36                                                          | Надежда                                                     | 43                                                          | Татьяна                                                     | 48                                                          |
| 9.                                                          | Елена                                                       | 31                                                          | Татьяна                                                     | 31                                                          | Любовь                                                      | 35                                                          | Светлана                                                    | 47                                                          |
| 10.                                                         | Евдокия                                                     | 30                                                          | Елена Зоя                                                   | 25                                                          | Светлана                                                    | 26                                                          | Екатерина                                                   | 42                                                          |

| 7 наиболее частотных имён новорождённых в Москве в 2006—2008 годах | 7 наиболее частотных имён новорождённых в Москве в 2006—2008 годах | 7 наиболее частотных имён новорождённых в Москве в 2006—2008 годах | 7 наиболее частотных имён новорождённых в Москве в 2006—2008 годах | 7 наиболее частотных имён новорождённых в Москве в 2006—2008 годах | 7 наиболее частотных имён новорождённых в Москве в 2006—2008 годах | 7 наиболее частотных имён новорождённых в Москве в 2006—2008 годах |
| №                                                                  | Мужские имена                                                      | Мужские имена                                                      | Мужские имена                                                      | Женские имена                                                      | Женские имена                                                      | Женские имена                                                      |
| №                                                                  | 2006                                                               | 2007                                                               | 2008                                                               | 2006                                                               | 2007                                                               | 2008                                                               |
| ------------------------------------------------------------------ | ------------------------------------------------------------------ | ------------------------------------------------------------------ | ------------------------------------------------------------------ | ------------------------------------------------------------------ | ------------------------------------------------------------------ | ------------------------------------------------------------------ |
| 1.                                                                 | Александр                                                          | Александр                                                          | Александр                                                          | Анастасия                                                          | Анастасия                                                          | Анастасия                                                          |
| 2.                                                                 | Иван                                                               | Максим                                                             | Максим                                                             | Мария                                                              | Мария                                                              | Мария                                                              |
| 3.                                                                 | Никита                                                             | Иван                                                               | Иван                                                               | Дарья                                                              | Дарья                                                              | Дарья                                                              |
| 4.                                                                 | Максим                                                             | Артём                                                              | Артём                                                              | Анна                                                               | Анна                                                               | Анна                                                               |
| 5.                                                                 | Артём                                                              | Никита                                                             | Дмитрий                                                            | Елизавета                                                          | Елизавета                                                          | Елизавета                                                          |
| 6.                                                                 | Дмитрий                                                            | Дмитрий                                                            | Никита                                                             | Полина                                                             | Виктория                                                           | Полина                                                             |
| 7.                                                                 | Егор                                                               | Егор                                                               | Михаил                                                             | Екатерина                                                          | Екатерина                                                          | Виктория                                                           |

А. Я. Шайкевич обращал внимание на цикличность в частотности имён:
Имя набирает свою популярность в высокой социальной группе, затем нижестоящие группы заимствуют это имя, его частота в популяции нарастает, и одновременно уменьшается его социальная специфичность. Когда имя сосредоточивается по преимуществу в низких социальных группах, начинается падение его в высшей социальной группе (точка перелома). Постепенно падение популярности распространяется вниз, пока имя не станет редким. По прошествии какого-то срока оно имеет шансы снова возродиться в высшей группе.

## Заимствования имён из русского языка
На протяжении длительного исторического периода процессы заимствования русских личных имён были связаны с миссионерской деятельностью Русской православной церкви на территориях, вошедших в состав Российского государства. После падения Казанского ханства (1552 год) и присоединения его земель к России некоторые народы, его населявшие, подверглись христианизации во второй половине XVI—XVIII веках. К таковым относятся, например, чуваши, марийцы, мордва (мокша, эрзя). Вместе с принятием этими народами православия в их языки (относящиеся к группе финно-угорских) входили христианские имена в их русском варианте. Но в силу фонетических особенностей языков имена подвергались изменениям, порой весьма существенным. Так, в марийском языке отсутствовали согласные [ф] и [х], встречавшиеся в русских именах, поэтому имена Фёдор, Фёкла обрели форму Подыр, Покла. В некоторых случаях имена сохраняли форму, близкую к русской простонародной: Дмитрий → Метри, Николай → Миклай, Ксения → Оксина, Александр → Элыксан (ср. русские разговорные Митрий, Микулай, Оксинья, Олексан). В эрзянском языке имя Николай трансформировалось в Миколь, Фёдор → Квёдор, Захар → Закар, Мария → Маре.
В языках других финно-угорских народов (карелов, коми-зырян, коми-пермяков), ставших подданными Русского государства несколько ранее и воспринявших православие, происходили аналогичные процессы при ассимиляции русских имён. Например, отсутствовавший в карельском языке звук [ф] заменялся на [х]: имя Филипп обрело формы Хилиппа, Хилиппя, Хилппа, Хилой; Фёдор — Ходари, Хуодари; Софрон — Сохрой. Изменениям подвергались имена, содержащие русский взрывной [г] (Гурий → Хурой) или [в] (Иван → Ийбу). Некоторые имена трансформировались настолько, что в них трудно узнать прототипы: Теппана (Степан), Охво (Агафон), Оутти (Авдотья). В коми-пермяцком языке имя Николай преобразовалось в Миковай, Анисья → Онисся, Марфа → Марпа. Заимствовались не только полные, но и, в некоторых случаях, краткие формы имён и диминутивы. В том же коми-пермяцком языке существуют формы Мишка, Васька, Сеня, Паша, Валя, неотличимые от русских. Иногда исходная краткая форма изменялась: Санко (ср. Санька), Воодька (ср. Володька).
Дальнейшее расширение пределов Российского государства в XVII—XIX веках приводило к колонизации русскими малонаселённых районов (в Сибири, Забайкалье, на Дальнем Востоке, и др.) и сопровождалось деятельностью православной церкви по обращению аборигенов новообретённых земель в христианство. Этими факторами обуславливалась замена прежних антропонимических систем народов на русскую, либо заимствование её частей. В процессе изменения обычно сосуществовали у одного народа обе системы имён; встречались также комбинации разнородных элементов. Например, у алтайцев, частично обращённых в православие, со второй половины XIX века распространились имена из православного именослова. Некоторые из них подвергались изменениям в процессе приспособления к фонетическим особенностям языков алтайцев: имя Афанасий превратилось в Апанас, Михаил → Муклай, Матрёна → Матрок. Позднее, в XX веке, получила развитие модель сдвоенных имён из русского и традиционного алтайского: Николай-Мылчый, Владимир-Бухабай. Первый компонент имени использовался во время учёбы, в официальном именовании, второй — в быту, в селе, в кругу семьи.
С первой четверти XIX века интенсивной христианизации подвергались ненцы, один из крупнейших коренных народов Крайнего Севера. Изначально крестильные имена использовались ненцами только при общении с русскими; однако со временем, по мере усиления межэтнических контактов, привнесённые русские имена усваивались и входили в ненецкий язык, подвергаясь адаптации в соответствии с фонетикой языка. Средствами ненецкого языка образовывались краткие формы: Кока, Путрук, Нолейко, Матрё, Саляко, Парако от имён Николай, Пётр, Алексей, Матрёна, Александра, Прасковья. Русские имена вытеснили традиционные у эвенков и эвенов, якутов и других народов Сибири, обращённых в православие в XVII—XVIII веках. В якутском языке заимствованные имена тоже претерпевали фонетические изменения: Григорий → Киргиэлэй, Павел → Байбал, Яков → Дьаакып, Анна → Аана, Дарья → Даарыйа.
Как и в случаях с народами Поволжья, Сибири или Крайнего Севера, приобщение к православию осетин в XIX веке и интенсивные межэтнические контакты с русскими привели к распространению среди них русских имён; но в силу особенностей культуры и вероисповедания осетин заимствованные имена не вытеснили традиционные. Русские имена в осетинском языке также подвергались трансформации: Кузьма → Къужма, Владимир → Ладемыр, Сергей → Серги; Серафима → Шерафин, Марфа → Марфæ. Заимствовались русские краткие формы имён, которые воспринимались и использовались как самостоятельные имена: Кати, Люба, Поли (от Екатерина, Любовь, Полина). Некоторые имена не изменяли своего фонетического облика: Глеб, Иван, Захар, Максим.
Вхождение в 1801 году Грузии в состав Российской империи способствовало проникновению некоторых русских личных имён в грузинский именослов, получивших при этом чисто грузинское оформление. Например, имя Владимери (от Владимир), ставшее широко распространённым, обрело характерную для грузинского языка краткую форму в звательном падеже: Ладо. С XIX века наблюдался и встречный процесс: некоторые грузинские имена проникали в русский язык. Таковы женские имена Нина и Тамара. Опосредованные русской литературой (начиная с произведений М. Ю. Лермонтова — драмы «Маскарад» и поэмы «Демон»), имена со временем стали очень популярными.

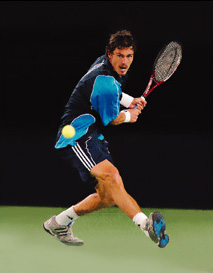
Знаменитый теннисист Марат Сафин родился в Москве в татарской семье

Развернувшаяся в СССР антирелигиозная пропаганда и положенный в основу советской идеологии интернационализм способствовали существенным подвижкам в именниках многих народов Советского Союза. Тюркоязычные народы, у которых традиционным вероисповеданием являлся ислам, стали активно заимствовать имена из русского языка. Бурные процессы поиска новых имён, активное имятворчество, прошедшие у русских в 1920-е — 1930-е годы (об этом см. выше), отмечались у тюркоязычных народов в послевоенный период. При этом некоторые новообразованные имена, не закрепившиеся у русских, стали со временем употребительными, например, у татар, казахов. Таковы имена Вил, Марат, Дамир, Рэм (образованные соответственно от инициалов В. И. Ленина, фамилии Ж.-П. Марата, лозунгов «Да здравствует мир!» и «Революция, электрификация, мир»), Радик (устоявшееся в форме диминутива от имени Радий, в свою очередь образованного от названия химического элемента). Через русский язык в татарский проникали западноевропейские имена: Альберт, Роберт, Розалия, Эльвира. Аналогичные процессы в той или иной степени отмечались у всех тюркоязычных народов СССР.
Некоторые имена, ставшие особенно популярными у русских в 1960-е годы, стали интернациональными: таковы Владимир, Игорь, Сергей, Светлана, Елена, Татьяна. Рост частотности этих имён у русских приводил к появлению их в языках других народов страны; они фиксировались у различных народов Кавказа (адыгейцев, армян, азербайджанцев, и др.), Средней Азии (казахов, таджиков, узбеков, и др.). Как правило, они не подвергались существенным видоизменениям, но не всегда. В армянском языке в процессе фонетической адаптации русские имена обрели иной облик: Владимир, Юрий, Сергей употреблялись как Валод, Юрик, Серож. Иногда заимствования служили основой для образования новых имён. Так, в узбекском языке появилось имя Татьяно́й, образованное от имени Татьяна и морфемы -ой (переводящейся как «луна»), по модели традиционных имён Турсуной, Омоной. Подобное образование новых имён в советскую эпоху происходило не только от русских личных имён, но и от нарицательных слов, заимствованных из русского языка. У татар, башкир, чувашей известно имя Гульсирен, образованное от слова «сирень» с прибавлением традиционной морфемы гуль- («цветок», ср. Гульнара); у казахов — имя Солдатбек (от слова «солдат» и традиционного аффикса -бек).
С конца XIX века русские личные имена, преимущественно женские, стали проникать в западноевропейские языки, распространившись как в странах Западной Европы, так и в Северной и Южной Америке и в Австралии. Наиболее показательным в этом отношении является имя Tanya (Таня; варианты написания — Tania, Tanja) — краткая форма от имени Татьяна. В начале 1960-х годов в США оно уже включалось в популярное пособие для родителей по выбору имени ребёнку. В 1975 году имя Tanya достигло 36-го места по популярности среди имён новорождённых девочек в США, при этом в Австралии попало на 22-е место, а в Канаде — на 3-е. Имя хорошо известно почти у всех европейских народов, став особенно популярным в Италии, Германии и скандинавских странах. Среди известных носительниц этого имени — американская кантри-певица Таня Такер и британская фотомодель Таня Колридж, швейцарская олимпийская чемпионка 2006 года по сноубордингу Таня Фриден, финская горнолыжница Таня Поутиайнен.
Имя Tamara (Тамара) получило распространение в английском языке как в полной форме, так и в диминутивах Tammy, Tamra, Tara (последняя форма оказалась созвучной ирландскому женскому имени). Tamara в Австралии в 1959 году занимало 29-е место среди наиболее частотных женских имён. Имя Natasha (вариант — Natacha; Наташа — диминутив от Наталья) также входит в число наиболее распространённых имён, заимствованных из русского языка. Оно в 1975 году находилось на 32-м месте по популярности в Канаде и на 40-м — в Великобритании. Его известные носительницы, например, — Наташа Ричардсон и Наташа Хенстридж, британская и канадская киноактрисы. Известно также имя Tasha (Таша), также производное от имени Наталья. В США в 1960-е годы отмечался интерес к имени Lara (Лара, краткая форма от имени Лариса) на волне успеха романа Б. Л. Пастернака «Доктор Живаго» и его одноимённой экранизации. Это имя носят, например, американская актриса Лара Флинн Бойл и франкоязычная певица Лара Фабиан, а также персонаж видеоигр Лара Крофт.
Среди других русских имён, вошедших в западноевропейские именники — Tonya, Tonia (Тоня, краткая форма от имени Антонина), Katya, Katia (Катя ← Екатерина), Nadya, Nadja (Надя ← Надежда), Sonya, Sonia (Соня ← Софья), Anya, Ania (Аня ← Анна), Olga (Ольга), Vera (Вера). Среди известных носительниц этих имён — немецкая фотомодель Надя Ауэрман; Соня Ганди, итальянка, ставшая в Индии видным политиком; Вера Линн, популярная в 1940-е годы британская певица. Как видно из приведённых примеров, за редкими исключениями имена заимствовались в кратких формах. В разных странах, в различных этнокультурных группах русские имена получали разную степень распространённости. В частности, имя Natasha пользуется большей популярностью у белого населения США в северных штатах; в противоположность ему имя Tamara распространено преимущественно среди афроамериканцев в южных штатах.

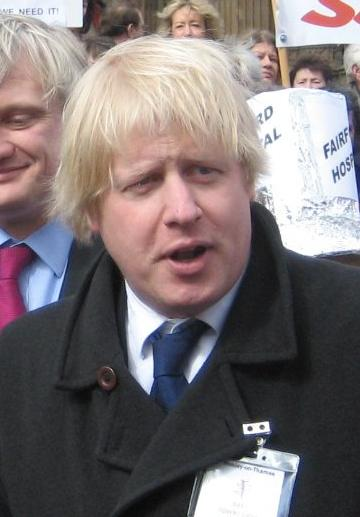
Мэр Лондона Борис Джонсон

Значительно меньше русских мужских имён, получивших какое-либо распространение в западноевропейских языках. Среди них выделяются имена Boris (Борис) и Sasha (Саша, краткая форма от имени Александр). Известные носители имени Boris — Борис Беккер, знаменитый немецкий теннисист, Борис Джонсон, английский политик, премьер-министр Великобритании. Среди носителей имени Sasha — Саша Гитри, французский актёр, Саша Дистель, французский певец, Саша Барон Коэн, британский актёр. В США встречаются имена Misha, Grisha (краткие формы от имён Михаил, Григорий), но относятся к числу очень редких. Имя Nikita (от русского Никита) изредка встречается в англоязычных странах, однако является женским; показательно, что в том же качестве оно использовано в популярной песне Элтона Джона «Nikita» (1985) и культовом фильме Люка Бессона «Её звали Никита» (1990). Аналогичная судьба у имени Vania (Ваня, краткая форма имени Иван), которое в странах Латинской Америки стало женским.
Тем не менее в Италии встречаются имена Ivan, Yvan, Ivano (Иван) и не относятся к числу редких: в 1981 году насчитывалось 29000 мужчин с разными формами этого имени; но женщин с именем Ivana было больше (43000). В итальянском именнике наличествуют и другие мужские имена с русскими корнями: Boris, Dimitri, Igor, Vassili (Wassili), Vladimiro (Wladimiro) — это соответственно заимствованные Борис, Дмитрий, Игорь, Василий, Владимир. В целом же среди итальянцев, как и у других народов Западной Европы, женские имена, пришедшие из русского языка, популярнее мужских. Здесь и отмечавшиеся выше имена Nadia, Olga, Sonia, Tania, Katia, а также Ludmilla (Людмила) и Marussia (Маруся ← Мария). Помимо имени Katia, краткой формы от имени Екатерина, встречается имя, образованное от диминутива Катюша, в формах Katiuscia, Katiushka, Katiuska. Из перечисленных имён частотными являются Sonia и Nadia, но наибольшее распространение получило имя Olga: его носительницами были 125000 итальянок в 1981 году (для сравнения: носительницами имени Gina — 128000, а входившего в десятку самых распространённых имён Carmela — 315000). Имя Όλγα (Ольга) стало популярным и в Греции после того, как в 1867 году Ольга Константиновна, племянница российского императора Александра II, стала греческой королевой.

### Сноски
1. ↑  Здесь и далее приводятся в качестве примеров имена в перечислении, но перечни не являются исчерпывающими, если не указано иное.
2. ↑  Помимо перечисленных, из славянских имён в святцы включались общеславянское Людмила, а также болгарские имена Боян, Горазд и сербские Владислав, Драгутин и Милютин.
3. ↑  Связь перечисленных имён с нарицательными словами долгое время препятствовала их распространению: первые четыре имени стали употребительными лишь со второй половины XVIII века.
4. ↑  Практика именования по новым, революционным календарям получила сатирическую интерпретацию в повести М. А. Булгакова «Собачье сердце» (глава VI). Профессор Преображенский, узнав, что Шариков желает именоваться Полиграфом Полиграфовичем — именем, выбранным по новому календарю, заявляет: «Ни в каком календаре ничего подобного быть не может». Однако, убедившись в правоте Шарикова, приказывает календарь немедленно сжечь.
5. ↑  Периодически повторялись запреты, публиковавшиеся от лица Святейшего синода, вроде:

Православным имена должны быть даваемы исключительно в честь святых православной церкви, и строго воспрещается давать имена римско-католические, протестантские и проч.— «Санкт-петербургский духовный вестник», 1895, №36
6. ↑  Социальную сниженность, пренебрежительность подобных имён остро чувствовал В. Г. Белинский:

[Россия] представляет собою ужасное зрелище страны, где люди торгуют людьми, <…> страны, где люди сами себя называют не именами, а кличками: Ваньками, Стешками, Васьками, Палашками.— В. Г. Белинский. «Письмо Н. В. Гоголю»
7. ↑  Социальный статус через диминутив тонко передан, например, у Л. Н. Толстого в описании главной героини романа «Воскресение»:

Так между двух влияний из девочки, когда она выросла, вышла полугорничная, полувоспитанница. Её и звали так средним именем — не Катька, и не Катенька, а Катюша.— Л. Н. Толстой. «Воскресение». Часть первая. Глава II
8. ↑  В цитате речь, в частности, идёт о переводе романа И. С. Тургенева «Отцы и дети».
9. ↑  В таблице словообразовательные цепочки показаны символом (→); словообразовательные парадигмы символом (↓); последнее (по алфавитному порядку задействованных суффиксов) производное в парадигме подчёркнуто. Усекаемые элементы производящих слов взяты в скобки (). Чередование фонем выделено курсивом в производных формах, образованных чередованием. Множественность словообразовательной структуры производного отмечается цифрами: то есть цифрами (1,2 и т. д.) отмечено производное, которое может быть получено несколькими способами словообразования.
10. ↑  

И вот

         Россия

                не нищий оборвыш,

не куча обломков,

                             не зданий пепел —

Россия

          вся

              единый Иван,

и рука

          у него —

                       Нева,

а пятки — каспийские степи.
— В. В. Маяковский. «150 000 000»
11. ↑  Насколько прочными были церковные традиции именования, иллюстрируют подсчёты В. А. Никонова по метрическим книгам некоторых уездов Тамбовской и Пензенской губерний: 91 % девочек, наречённых именем Татьяна в 1884 году, родились в январе, 92 % с именем Агриппина — в июне (день памяти св. Агриппины Римской — 23 июня [6 июля], а св. Татианы Римской — 12 [25] января).
12. ↑  Современный православный месяцеслов содержит ещё больше святых с именем Иоанн.
13. ↑  Здесь и далее в разделе даты приводятся по новому стилю.
14. ↑  Неблагозвучность подобных календарных имён обыграна в повести Н. В. Гоголя «Шинель», в эпизоде выбора имени для новорождённого Акакия Акакиевича Башмачкина:

Родильнице предоставили на выбор любое из трёх, какое она хочет выбрать: Моккия, Соссия, или назвать ребёнка во имя мученика Хоздазата. «Нет, — подумала покойница, — имена-то всё такие». Чтобы угодить ей, развернули календарь в другом месте; вышли опять три имени: Трифилий, Дула и Варахасий. «Вот это наказание, — проговорила старуха, — какие всё имена; я, право, никогда и не слыхивала таких. Пусть бы ещё Варадат или Варух, а то Трифилий и Варахасий». Ещё переворотили страницу — вышли: Павсикахий и Вахтисий. «Ну, уж я вижу, — сказала старуха, — что, видно, его такая судьба. Уж если так, пусть лучше будет он называться, как и отец его. Отец был Акакий, так пусть и сын будет Акакий».— Н. В. Гоголь. «Шинель»
15. ↑  В XIX веке правила наречения именем в Русской православной церкви уже смягчились, хотя о свободном выборе имени не могло быть и речи. Примером церковных установлений может служить циркуляр по Тобольской епархии 1889 года:

1. Нарекать имена новорождённым общеупотребительные и доступные правильному произношению необразованным классам народа. 
2. Избегать наречения одного и того же имени нескольким членам в семействе (живым или умершим), что может вести к путанице, недоразумениям и даже злоупотреблениям. 
3. При наречении имени новорождённым стараться давать имена тех святых, кои празднуются в восьмой день после рождения младенца или в промежуток этого времени, сделав исключение лишь для лиц женского пола.— «Церковный вестник», 1889, №35
Однако в среде старообрядцев, многие бытовые и религиозные традиции которых восходят к XVI—XVII векам, правила наречения именем носили более строгий характер и в XX веке.
16. ↑  Комментируя имя главной героини своего романа, А. С. Пушкин отмечал:

Сладкозвучнейшие греческие имена, каковы, например: Агафон, Филат, Федора, Фёкла и проч., употребляются у нас только между простолюдинами.— А. С. Пушкин. «Евгений Онегин». Глава 2
17. ↑  В. А. Никонов специально отбирал сведения по не самым крупным городам; сельские районы выбирались по возможности удалённые от городов и промышленных центров. Значения в таблицах округлены до целого числа, за исключением показателей менее 0,5. Прочерк означает полное отсутствие. Полужирным выделены значения частотности свыше 50 ‰ (то есть массовое распространение того или иного имени в регионе).
18. ↑  Здесь и далее в разделе приводятся примеры с предельно упрощённой практической транскрипцией, принятой в использованных источниках. Примеры не всегда адекватно передают особенности фонетики некоторых языков, но позволяют получить общее представление о трансформациях имён, заимствованных из русского языка.

### Использованная литература
1. 1 2 3 4 5 6 7 8 9 10  Суперанская, А. В., Суслова, А. В. Какие бывают имена // О русских именах. — 5-е изд., перераб. — СПб.: Авалонъ, 2008. — С. 7—48. — ISBN 978-5-903605-04-0.
2. 1 2 3 4 5 6 7 8 9 10 11 12 13 14 15 16 17 18 19 20 21 22 23 24 25 26 27 28 29  Суперанская, А. В., Суслова, А. В. Так было — так стало // О русских именах. — С. 49—85.
3. 1 2 3  Рылов, Ю. А. Из истории становления антропонимических систем // Имена собственные в европейских языках. Романская и русская антропонимика. Курс лекций по межкультурной коммуникации. — М.: АСТ, 2006. — С. 34—69. — ISBN 5-17-038554-4.
4. 1 2 3 4 5 6 7 8  Петровский, Н. А. Предисловие // Словарь русских личных имён. — М.: Советская энциклопедия, 1966. — С. 6—21.
5. 1 2 3 4 5 6 7  Суперанская, А. В. От античной мифологии к современным именам // Имя — через века и страны. — 3-е. — М.: КомКнига, 2010. — С. 24—32. — ISBN 978-5-484-01128-5.
6. 1 2 3 4 5  Антропонимика. Онлайн энциклопедия «Кругосвет». Дата обращения: 16 февраля 2010. Архивировано 19 августа 2011 года.
7. 1 2 3 4 5 6  Никонов, В. А. Выбор имени // Имя и общество. — М.: Наука, 1974. — С. 142—154.
8. 1 2 3 4 5 6 7 8 9 10 11 12  Суперанская, А. В., Суслова, А. В. Варианты имён // О русских именах. — С. 108—125.
9. 1 2 3 4 5 6 7 8 9 10 11 12 13 14 15  Суперанская, А. В., Суслова, А. В. Официальные и неофициальные, полные и сокращённые формы имён // О русских именах. — С. 126—141.
10. 1 2 3 4 5 6 7 8 9 10 11 12 13 14  Суперанская, А. В., Суслова, А. В. Новые имена // О русских именах. — С. 157—176.
11. 1 2 3 4  Суперанская, А. В. Новое имятворчество // Имя — через века и страны. — С. 65—73.
12. 1 2 3 4 5 6 7 8 9 10  Душечкина, Елена. Мессианские тенденции в советской антропонимической практике 1920-х — 1930-х годов // University of Toronto Toronto Slavic Quarterly. — Spring 2005. — Вып. 12. Архивировано 26 декабря 2017 года.
13. 1 2 3  Душечкина, Елена. Борьба за имя // Светлана. Культурная история имени. — СПб.: Европейский университет в Санкт-Петербурге, 2007. — С. 68—121. — ISBN 978-5-94380-059-7.
14. 1 2 3 4 5 6 7 8 9 10  Никонов, В. А. Личные имена у русских сегодня // Имя и общество. — С. 66—84.
15. 1 2 3  Слышкин, Геннадий. Государственные деятели: след в языковом сознании // Обозреватель — Observer. — 2004. — № 8. Архивировано 29 августа 2016 года.
16. ↑  Щетинин, Л. М. Имена и названия. — Ростов-на-Дону: Ростовский университет, 1968.
17. ↑  Кторова, Алла. Краткий обзор истории американских имён // «Минувшее…» Язык. Слово. Имя. — М.: Минувшее, 2007. — С. 96—110. — ISBN 978-5-902073-54-3.
18. 1 2 3 4 5  Суперанская, А. В., Суслова, А. В. Редкие, редчайшие и малоизвестные русские имена // О русских именах. — С. 142—156.
19. ↑  Суперанская, А. В., Суслова, А. В. Правила изменения имён, отчеств и фамилий // О русских именах. — С. 230—253.
20. 1 2 3 4  Суперанская, А. В., Суслова, А. В. Условные правила соотнесения вариантов имён // О русских именах. — С. 254—256.
21. 1 2 3  Тихонов А. Н., Бояринова Л. З., Рыжкова А. Г. Состав и структура словаря // Словарь русских личных имён. — М.: Школа-Пресс, 1995. — С. 3—11. — ISBN 5-88527-108-9.
22. ↑  Петровский, Н. А. Указатель уменьшительных форм // Словарь русских личных имён.
23. ↑  Рылов, Ю. А. Прагматический аспект функционирования итальянских и русских антропонимов // Имена собственные в европейских языках. — С. 209—233.
24. 1 2 3 4  Рылов, Ю. А. Антропонимы как особый класс слов // Имена собственные в европейских языках. — С. 4—33.
25. 1 2 3 4 5 6 7 8 9 10 11  Рылов, Ю. А. Итальянский и русский именники: состав и типология имён // Имена собственные в европейских языках. — С. 70—124.
26. ↑  Отин, Е. С. Вован, Колян, Толян // «Все менты — мои кенты…» (Как образуются жаргонные слова и выражения). — М.: ЭЛПИС, 2006. — С. 74—78. — (Филологические словари русского языка). — ISBN 5-902872-11-1.
27. ↑  Суперанская, А. В. Путешествия имён // Имя — через века и страны. — С. 137—139.
28. ↑  Паймен, А. Как я переводила Тургенева на английский // Мастерство перевода. — М., 1965.
29. ↑  Тихонов А. Н., Бояринова Л. З., Рыжкова А. Г. Словарь русских личных имён.
30. 1 2 3 4 5 6 7 8  Рылов, Ю. А. Антропонимы в лексической системе языка // Имена собственные в европейских языках. — С. 251—299.
31. ↑  Отин, Е. С. Иван // Русская ономастика и ономастика России / Под ред. О. Н. Трубачёва. — М.: Школа-пресс, 1994. — С. 85—90. — (Русская энциклопедия). — ISBN 5-88527-066-X.
32. ↑  Отин, Е. С. Параша // «Все менты — мои кенты…» (Как образуются жаргонные слова и выражения). — С. 206—207.
33. 1 2  Отин, Е. С. Феня, фенька, фенечка // «Все менты — мои кенты…» (Как образуются жаргонные слова и выражения). — С. 263—269.
34. 1 2 3 4 5 6 7 8 9 10 11 12 13  Суперанская, А. В., Суслова, А. В. Статистика имён // О русских именах. — С. 86—107.
35. ↑  Народные приметы о погоде на май. ProPogodu.Ru. Дата обращения: 2 июня 2010. Архивировано 11 октября 2011 года.
36. ↑  Народные приметы о погоде на июль. ProPogodu.Ru. Дата обращения: 2 июня 2010. Архивировано 5 июля 2011 года.
37. ↑  Народные приметы о погоде на декабрь. ProPogodu.Ru. Дата обращения: 2 июня 2010. Архивировано 11 октября 2011 года.
38. ↑  Аринин день провожает журавлей. Правда.Ру (1 октября 2008). Дата обращения: 2 июня 2010. Архивировано 19 августа 2011 года.
39. ↑  Какова погода сегодня, таков и весь месяц. Правда.Ру (1 февраля 2009). Дата обращения: 2 июня 2010. Архивировано 19 августа 2011 года.
40. ↑  Народные приметы о погоде на февраль. ProPogodu.Ru. Дата обращения: 2 июня 2010. Архивировано 11 октября 2011 года.
41. ↑  Сегодня нельзя спать днем – кумоху наспишь. Правда.Ру (10 марта 2009). Дата обращения: 2 июня 2010. Архивировано 19 августа 2011 года.
42. ↑  Народные приметы о погоде на март. ProPogodu.Ru. Дата обращения: 2 июня 2010. Архивировано 11 октября 2011 года.
43. ↑  Народные приметы о погоде на июнь. ProPogodu.Ru. Дата обращения: 2 июня 2010. Архивировано из оригинала 7 июня 2012 года.
44. ↑  Народные приметы о погоде на август. ProPogodu.Ru. Дата обращения: 2 июня 2010. Архивировано 11 октября 2011 года.
45. ↑  Народные приметы о погоде на октябрь. ProPogodu.Ru. Дата обращения: 2 июня 2010. Архивировано 3 октября 2011 года.
46. 1 2  Суперанская, А. В. Простые русские имена // Имя — через века и страны. — С. 40—50.
47. ↑  Суслова, А. В., Суперанская, А. В. Статистика имён // О русских именах / А. М. Березина. — 2-е, испр. и доп.. — Л.: Лениздат, 1991. — С. 73—89. — 220 с. — 600 000 экз. — ISBN 5-289-00807-1.
48. ↑  Архангельский А. Н. Александр I. — 2-е изд. — М.: Молодая гвардия, 2006. — С. 9—12. — (ЖЗЛ). — ISBN 5-235-02921-6.
49. 1 2 3 4 5 6 7 8 9  Кторова, Алла. Курьёзы имён и фамилий в разных странах мира // «Минувшее…» Язык. Слово. Имя. — С. 148—169.
50. ↑  Никонов, В. А. Женские имена в России XVIII в. // Имя и общество. — С. 43—65.
51. 1 2  Никонов, В. А. Имена персонажей // Имя и общество. — С. 233—245.
52. ↑  Душечкина, Елена. От автора // Светлана. Культурная история имени. — С. 7—11.
53. ↑  Душечкина, Елена. Баллада В. А. Жуковского «Светлана» в культурном обиходе дореволюционной России // Светлана. Культурная история имени. — С. 12—67.
54. 1 2 3 4  Кторова, Алла. Мода на имена — пик орвелловской стадности // «Минувшее…» Язык. Слово. Имя. — С. 170—189.
55. ↑  Суперанская, А. В., Суслова, А. В. Выбор имени новорождённому // О русских именах. — С. 205—219.
56. ↑  Наталья Окулова. Маша Шукшина: «У детей должен быть отец!» // 7 Дней. — 17.07.2009. — № 29. Архивировано 9 февраля 2010 года.
57. ↑  На день рождения дочери Газманов пришёл в халате // 7 Дней. — 31.12.2008. — № 52. Архивировано 25 января 2011 года.
58. ↑  Амалия стала мамой в четвёртый раз // 7 Дней. — 26.03.2009. — № 13.
59. ↑  Никонов, В. А. Личное имя — социальный знак // Имя и общество. — С. 12—27.
60. ↑  Душечкина, Елена. Вместо заключения // Светлана. Культурная история имени. — С. 196—202.
61. ↑  Щетинин, Л. М. Русские имена. — Ростов-на-Дону: Ростовский университет, 1975.
62. ↑  Шайкевич, А. Я. Русские личные имена XX века (по материалам загса Фрунзенского района г. Москвы // Личные имена в прошлом, настоящем и будущем. — М., 1970.
63. ↑  Никонов, В. А. Ищем имя. — М.: Советская Россия, 1988. — ISBN 5-268-00401-8.
64. ↑  Назаров А. И. Популярные имена в России. Планета имён и фамилий. Дата обращения: 18 июля 2010. Архивировано 10 августа 2011 года.
65. ↑  Статистика имён новорождённых. Сервер статистики «Sta-t» (30 октября 2009). Дата обращения: 31 мая 2010. Архивировано из оригинала 26 мая 2010 года.
66. ↑  Шайкевич, А. Я. Социальная окраска имени и его популярность // Поэтика. Стилистика. Язык и культура. Памяти Т. Г. Винокур. — М.: Наука, 1998.
67. ↑  Марийцы // Системы личных имён у народов мира. — М.: Наука, 1986. — С. 205—210.
68. ↑  Мордва // Системы личных имён у народов мира. — С. 216—218.
69. ↑  Карелы // Системы личных имён у народов мира. — С. 157—160.
70. ↑  Коми-пермяки // Системы личных имён у народов мира. — С. 171—174.
71. ↑  Алтайцы // Системы личных имён у народов мира. — С. 23—26.
72. ↑  Ненцы // Системы личных имён у народов мира. — С. 234—237.
73. ↑  Эвенки и эвены // Системы личных имён у народов мира. — С. 344—346.
74. ↑  Якуты // Системы личных имён у народов мира. — С. 358—362.
75. ↑  Осетины // Системы личных имён у народов мира. — С. 247—251.
76. ↑  Грузины // Системы личных имён у народов мира. — С. 107—110.
77. 1 2 3 4  Никонов, В. А. Личные имена у тюркоязычных народов // Имя и общество. — С. 85—130.
78. ↑  Татары // Системы личных имён у народов мира. — С. 299—302.
79. ↑  Адыгейцы // Системы личных имён у народов мира. — С. 11—15.
80. 1 2  Армяне // Системы личных имён у народов мира. — С. 59—61.
81. ↑  Азербайджанцы // Системы личных имён у народов мира. — С. 16—19.
82. 1 2  Казахи // Системы личных имён у народов мира. — С. 146—149.
83. ↑  Таджики // Системы личных имён у народов мира. — С. 291—295.
84. ↑  Узбеки // Системы личных имён у народов мира. — С. 312—315.
85. 1 2 3 4 5  Кторова, Алла. Русские имена за рубежом // «Минувшее…» Язык. Слово. Имя. — С. 27—56.